# Prague
Vous lisez un « article de qualité » labellisé en 2019.
Pour les articles homonymes, voir Prague (homonymie).
Pour l’article ayant un titre homophone, voir PRAG.
Prague (/pʁag/ , en tchèque : Praha /ˈpra.ɦa/) est la capitale et la plus grande ville de la Tchéquie, en Bohême. Située au cœur de l'Europe centrale, dans l'ouest du pays, la ville est édifiée sur les rives de la Vltava (en allemand : Moldau).
Capitale historique du royaume de Bohême, berceau du peuple tchèque, Prague connaît son apogée au XIVe siècle, sous le règne du roi de Bohême et empereur germanique Charles IV qui en fait la capitale de l'Empire. Elle est alors un centre culturel et religieux de première importance, où naissent les balbutiements de la réforme protestante lorsque Jan Hus prêche contre les abus de la hiérarchie catholique et le commerce des indulgences. Brièvement redevenue capitale impériale et culturelle au tournant des XVIe et XVIIe siècles sous le règne de Rodolphe II, Prague perd progressivement en importance jusqu'à la Renaissance nationale tchèque au XIXe siècle puis la création de la Tchécoslovaquie au lendemain de la Première Guerre mondiale, en 1918, dont elle devient la capitale. Dans le camp communiste au cours de la guerre froide, Prague voit émerger en 1968 une tentative de libéralisation politique, le « socialisme à visage humain », lors du « Printemps de Prague ». Celui-ci est écrasé en août de la même année par les troupes du pacte de Varsovie. Il faut alors attendre la révolution de Velours de 1989 pour que la ville sorte de sa torpeur. 
Centre économique de la Tchéquie, Prague compte 1 384 732 habitants en 2024. Bien qu'affaiblie par un demi-siècle de régime communiste, la ville bénéficie d'une économie extrêmement dynamique portée par le secteur tertiaire et le tourisme, ce qui en fait en 2016 la septième région la plus riche de l'Union européenne et avec près de 7,6 millions de visiteurs en 2017. Le taux de chômage s'établit en 2017 à seulement 1,7 %, soit le plus faible de toute l'Union. Les disparités avec le reste du pays sont de fait très importantes, les autres régions ne bénéficiant pas du même dynamisme économique.
« Poème épique d'architecture » pour Rainer Maria Rilke, la « ville aux cent tours » témoigne d'une richesse architecturale exceptionnelle. Tous les styles y sont représentés, notamment par des chefs-d'œuvre gothiques comme le pont Charles ou la cathédrale Saint-Guy de Prague, Renaissance, baroques — avec les nombreux palais et églises du quartier de Malá Strana — ou Art nouveau et de nombreuses réalisations cubistes, modernistes ou contemporaines, avec par exemple la célèbre « maison dansante ». Depuis 1992, le cœur historique de la ville est ainsi inscrit sur la liste du patrimoine mondial de l'UNESCO.

## Géographie

### Localisation
Prague se situe au cœur de l'Europe centrale : elle est, selon un axe nord-sud, à mi-distance entre les mers Baltique au nord et Adriatique au sud, respectivement situées à 450 km (Świnoujście, Pologne) et 500 km (Trieste, Italie) et selon un axe est-ouest à mi-distance de l'océan Atlantique à l'ouest et de la mer Noire au sud-est, situés tous deux à 1 250 km (Saint-Nazaire, France et Constanța, Roumanie ; distances orthodromiques). Elle est en outre située à 250 km de Vienne et 300 km de Berlin, les grandes capitales voisines, et à 200 km de Brno, la seconde ville du pays.
À l'échelle nationale, la ville est située sur les rives de la Vltava, à l'ouest de la Tchéquie, au centre de la Bohême. Cette région forme un ensemble géographiquement délimité que l’on appelle parfois le « quadrilatère de Bohême » et correspondant au bassin de l'Elbe. D'origine hercynienne, il s’agit d'un grand plateau granitique et gneissique encadré par plusieurs chaînes montagneuses. Au sud-ouest, le massif de la Forêt de Bohême (Šumava) ; au nord-ouest, les monts Métallifères (Krušné Hory) ; au nord, les monts des Géants (Krkonoše) ; enfin, à l’est, le massif tchéco-morave de plus faible altitude et ouvrant sur la Moravie.
Avec une superficie de 496 km2, Prague est une ville très étendue dont l'urbanisation est très hétérogène : centre historique hautement densifié, cités-dortoirs telles des « villes dans la ville » ou périphérie quasi-rurale.

### Climat
Prague possède un climat continental humide (Dfb selon la classification de Köppen), un type de climat marqué par d'importants écarts saisonniers de température et des précipitations tout au long de l'année. À Prague, la saison estivale (de mai à août) est la période la plus touchée par les précipitations. Les hivers y sont froids mais relativement secs alors que les étés sont chauds et orageux.
Les records enregistrés sont de 37,8 °C le 27 juillet 1983 et −27,6 °C le 1er mars 1922, avec une moyenne annuelle de 10,8 °C (données enregistrées durant la période 1981-2010).
| Mois                                        | jan.       | fév.       | mars       | avril     | mai       | juin      | jui.      | août      | sep.      | oct.      | nov.       | déc.       | année      |
| ------------------------------------------- | ---------- | ---------- | ---------- | --------- | --------- | --------- | --------- | --------- | --------- | --------- | ---------- | ---------- | ---------- |
| Température minimale moyenne (°C)           | −4         | −3,6       | 0          | 2,9       | 8,2       | 10,8      | 12,7      | 12,6      | 8,8       | 4,7       | 0,6        | −2,7       | 4,3        |
| Température moyenne (°C)                    | −1,4       | −0,4       | 3,6        | 8,4       | 13,4      | 16,1      | 18,2      | 17,8      | 13,5      | 8,5       | 3,1        | −0,3       | 8,4        |
| Température maximale moyenne (°C)           | 1,3        | 3          | 8,1        | 14,3      | 19,2      | 21,8      | 24,4      | 23,8      | 18,9      | 13,1      | 6          | 2          | 13         |
| Record de froid (°C) date du record         | −27,5 1830 | −27,1 1929 | −27,6 1785 | −8 1900   | −1,6 1864 | 3,6 1962  | 7,7 2018  | 6,4 1980  | 0,7 1877  | −7,5 1920 | −16,9 1858 | −24,8 1853 | −27,6 1785 |
| Record de chaleur (°C) date du record       | 17,4 1993  | 20,5 2008  | 24,8 2021  | 30,8 2012 | 33,9 2005 | 38,7 2019 | 38,6 2007 | 39,4 2012 | 34,8 2015 | 27,4 2009 | 20,5 2010  | 17,4 1961  | 39,4 2012  |
| Ensoleillement (h)                          | 50         | 72,4       | 124,7      | 167,6     | 214       | 218,3     | 226,2     | 212,3     | 161       | 120,8     | 53,9       | 46,7       | 1 667,9    |
| Précipitations (mm)                         | 22         | 23         | 28         | 28        | 73        | 66        | 79        | 65        | 42        | 27        | 30         | 28         | 509        |
| Record de pluie en 24 h (mm) date du record | 27 1807    | 26 1862    | 38 1806    | 40 1904   | 91 2004   | 70 1829   | 90 1981   | 58 1948   | 47 1859   | 43 1956   | 53 1868    | 44 1939    | 91 2004    |
| Nombre de jours avec précipitations         | 11         | 10         | 13         | 13        | 16        | 15        | 16        | 14        | 15        | 16        | 16         | 14         | 169        |
| Humidité relative (%)                       | 86         | 83         | 77         | 69        | 70        | 71        | 70        | 71        | 76        | 81        | 87         | 88         | 77         |
| Nombre de jours avec neige                  | 13         | 12         | 8          | 2         | 0,1       | 0         | 0         | 0         | 0         | 1         | 6          | 13         | 55         |
| Nombre de jours d'orage                     | 0,1        | 0,2        | 1          | 1         | 5         | 6         | 6         | 5         | 1         | 0,1       | 0,1        | 0,03       | 26         |
| Nombre de jours avec brouillard             | 6          | 4          | 3          | 1         | 2         | 1         | 1         | 1         | 4         | 7         | 9          | 6          | 45         |

| Diagramme climatique                                  |         |        |           |           |            |            |            |           |           |        |         |
| J                                                     | F       | M      | A         | M         | J          | J          | A          | S         | O         | N      | D       |
| 1,3−422                                               | 3−3,623 | 8,1028 | 14,32,928 | 19,28,273 | 21,810,866 | 24,412,779 | 23,812,665 | 18,98,842 | 13,14,727 | 60,630 | 2−2,728 |
| Moyennes : • Temp. maxi et mini °C • Précipitation mm |         |        |           |           |            |            |            |           |           |        |         |

| Mois                                | jan. | fév. | mars | avril | mai  | juin | jui. | août | sep. | oct. | nov. | déc. | année |
| ----------------------------------- | ---- | ---- | ---- | ----- | ---- | ---- | ---- | ---- | ---- | ---- | ---- | ---- | ----- |
| Température minimale moyenne (°C)   | −2,4 | −1,8 | 1,5  | 5,1   | 9,7  | 12,7 | 14,5 | 14,2 | 10,5 | 6,4  | 2,1  | −1,1 | 6,8   |
| Température maximale moyenne (°C)   | 2,6  | 4,4  | 9,1  | 15,1  | 20,3 | 22,8 | 25,3 | 25,1 | 19,9 | 14,2 | 7,2  | 3,4  | 14,1  |
| Précipitations (mm)                 | 56,9 | 18,7 | 25,7 | 23,6  | 53,2 | 56,9 | 64,4 | 60,4 | 34,5 | 23,6 | 28,3 | 25,3 | 435   |
| Nombre de jours avec précipitations | 5,7  | 5,3  | 6,6  | 5,8   | 8,5  | 9,4  | 8,9  | 8,4  | 7,3  | 5,5  | 7,1  | 5,9  | 84,4  |

### Site

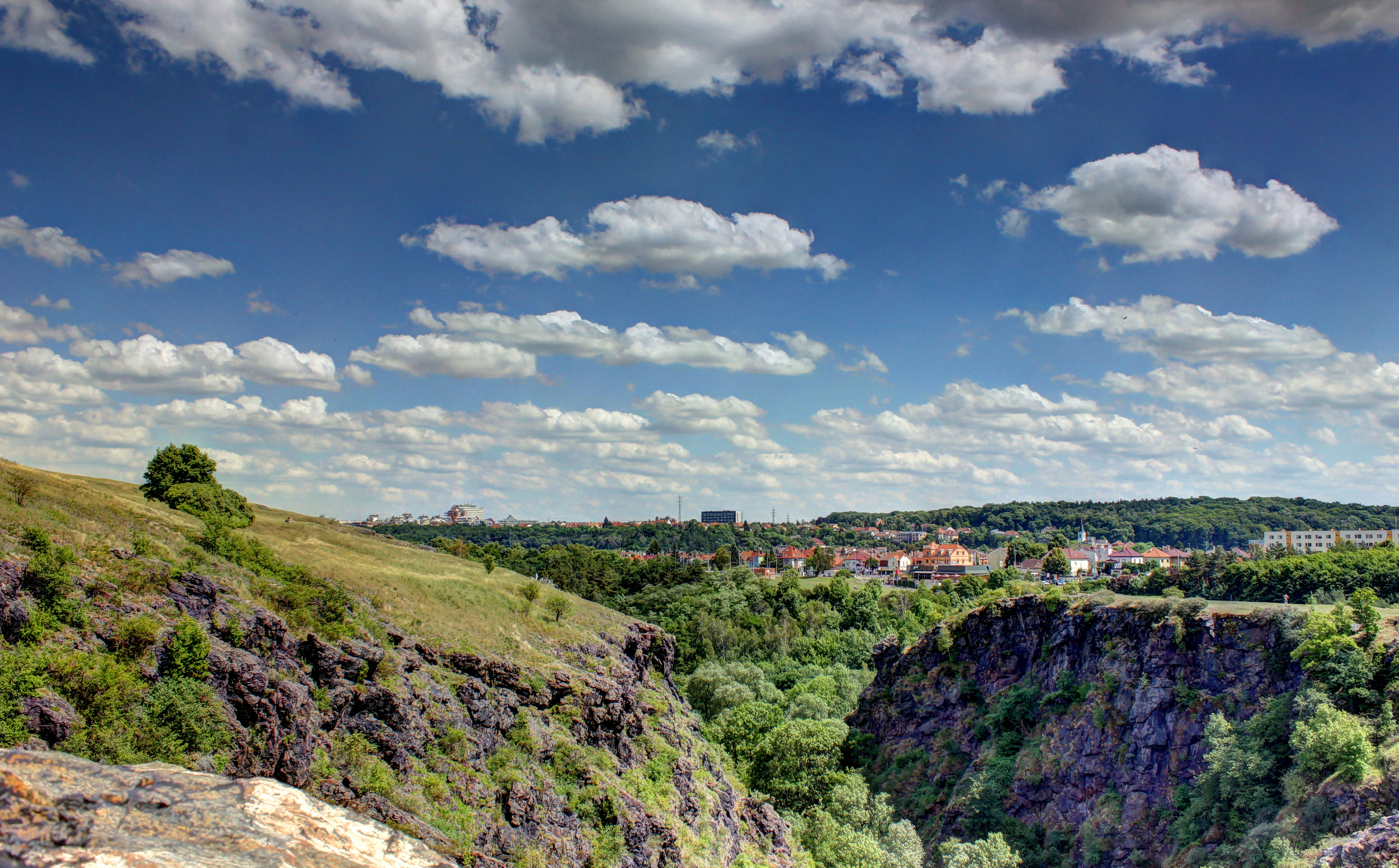
Divoká Šárka, site naturel à l'ouest de Prague, incorporé au périmètre municipal.

Situé presque au centre géographique du « quadrilatère de Bohême », de part et d'autre de la Vltava, le site de Prague rassemble différents paysages typiques de la Tchéquie : au sud, une vallée encaissée par où coule la rivière, au pied du rocher de Vyšehrad ; à l'ouest un plateau calcaire où essaiment de multiples villages sous la protection de la citadelle, elle-même construite sur un éperon rocheux délimité par un profond ravin au nord et une falaise vertigineuse au sud ; à l'est, une grande plaine sensible aux crues, s'élevant progressivement, mais ayant permis du fait de son étendue le développement d'un important centre urbain. La Vltava est un véritable trait d'union commercial permettant l'approvisionnement tant en ressources méridionales comme le bois ou le sel qu'en productions de la plaine fertile de l'Elbe située au nord de la ville. Ce site est donc, pour l'architecte Christian Norberg-Schulz, « prédestiné à une implantation urbaine ».

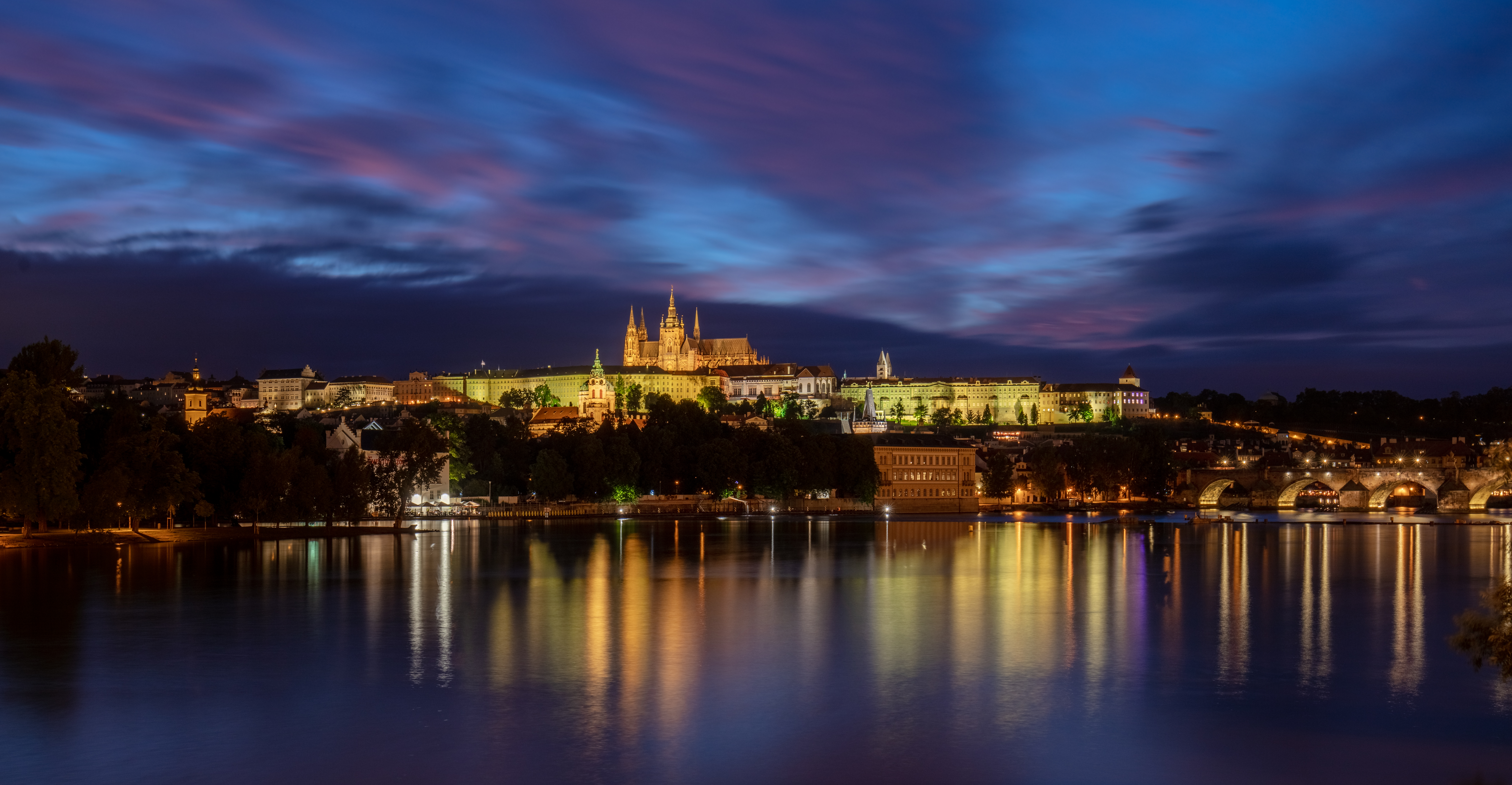
Le château de Prague se reflétant dans la Vltava depuis son éperon rocheux.

La ville historique s'étend sur les deux rives de la rivière ; elle est enserrée entre plusieurs collines : celles de Petřín et du Hradčany à l'ouest, de Vyšehrad au sud ou encore de Letná au nord, cette dernière étant à l'origine d'un méandre de la Vltava. Onze îles, dont la plus grande est l'Île Císařský au nord, jalonnent le parcours de la rivière.
D'une superficie de 496 km2, la commune compte 197,2 km2 de surface agricole dont 142,2 km2 de terres arables, 39,5 km2 de jardins, 9,3 km2 de prairies permanentes et 6 km2 de vergers. Parmi les zones non-agricoles, on compte 51,9 km2 de forêts, 11 km2 de milieu aquatique et 50,2 km2 de surfaces urbanisées.

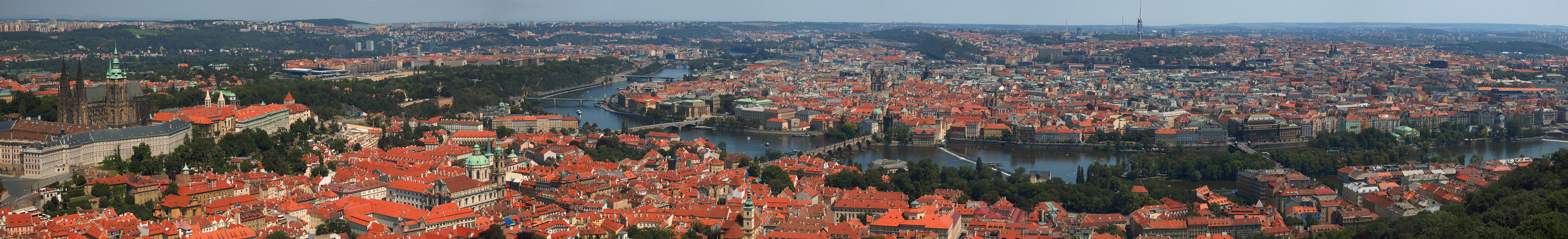
Panorama de Prague vu depuis le belvédère de Petřín.

### Morphologie urbaine
Le centre-ville historique de Prague s'étend sur les deux rives de la Vltava. La vieille ville, Staré Město, se situe en rive droite au creux d'une boucle de la rivière, cernée par les boulevards qui ont remplacé les fortifications. Elle est connue pour son dédale de rues et de places d'où de nombreux édifices baroques émergent, au milieu d'une myriade d'églises d'origine très ancienne. C'était historiquement la ville des bourgeois, des commerçants, des artisans et des marchands, où a été fondée l'Université historique de la ville en 1348, en contraste avec la citadelle des souverains et du quartier aristocratique de Malá Strana qui domine la ville sur la rive gauche. Au cœur du quartier de la vieille ville se trouve l'ancien quartier juif de Josefov, avec ses synagogues et son célèbre cimetière aux tombes de guingois, ultimes témoins de ce qui était le cœur d'une des plus importantes communautés juives d'Europe.

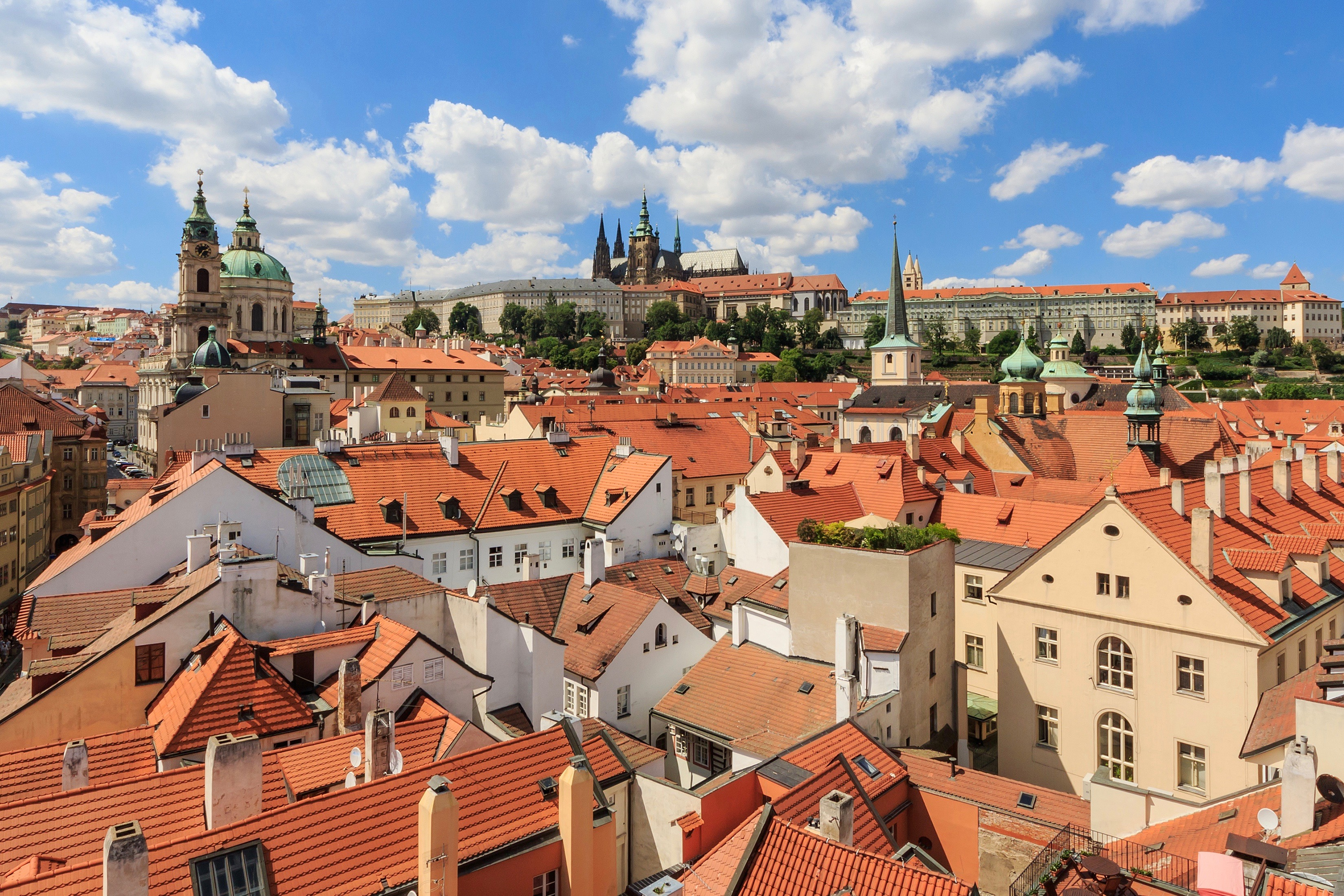
Vue de Malá Strana depuis la tour du pont Charles, avec le château de Prague en arrière-plan.

La rive gauche regroupe les quartiers anciens de Malá Strana, « le petit côté », et du Hradschin (Hradčany), autour du château. Bordée par la rivière et la colline de Petřín, protégé par le château, Malá Strana a su conserver son apparence du XVIIIe siècle. Le quartier compte nombre d'églises, demeures aristocratiques et palais baroques ou rococo. L'habitat s’y densifie au mitan du XIIe siècle à la suite de la construction d'un premier pont de pierre sur la Vltava, le pont Judith. Au XIIIe siècle, le roi Ottokar II reprend en main l'édification disparate du quartier, en expulse les juifs et y encourage l'installation d'artisans et de marchands venus du nord de l'Allemagne. Puis la noblesse y fait construire de somptueux palais au cours des XVIe et XVIIe siècles, du fait de la proximité de la citadelle impériale. Malá Strana devient dès lors un quartier avant tout aristocratique avant que la noblesse ne se tourne vers Vienne au XIXe siècle. Le Hradschin est le plus petit des quatre bourgs historiques de la ville. Ce quartier s'étend vers l'ouest à partir du château, le long d'un éperon rocheux dominant Malá Strana. Peu développé, il n'a pratiquement pas évolué depuis le XVIIIe siècle. Jusqu'au XIIIe siècle, le Hradschin est un secteur boisé traversé par la route reliant le château à Nuremberg. Le quartier se développe lentement à compter du Moyen Âge, à l'intérieur des fortifications : les artisans en sont peu à peu évincés par la noblesse.

Planche topographique de Prague par Merian, XVIIe siècle. Les quartiers du Hradschin et de Malá Strana à l'ouest, de Staré Město et de Nové Město à l'est sont bien visibles et délimités.

Bien plus étendue que le centre ancien, la nouvelle ville, Nové Město, s'articule autour de celui-ci en rive droite, au-delà de l'ancienne ceinture de fortifications reconvertie en boulevards. Le qualificatif de nouveau renvoie au Moyen Âge lorsque l'Empereur Charles IV a fait aménager les lieux au milieu du XIVe siècle. Celui-ci souhaitait en faire la capitale du Saint-Empire romain germanique : il s'agit de l'un des plus remarquables projets d'aménagement urbain de l'Europe médiévale. La vieille ville est alors surpeuplée, insalubre, les tanneries y côtoient les forges, les brasseries ou encore les abattoirs alors que l'Empereur souhaite y fonder une université. Ce n'est qu'au XIXe siècle, avec la démolition des fortifications, que Prague s'étendra au-delà des limites urbaines de 1347.
Ces quatre quartiers ont été unifiés au sein de la « Métropole royale de Prague » (Královské hlavní město Praha) en 1784 et qui s'étend à cette époque sur plus de 700 hectares et compte plus de 75 000 habitants. Autour de ce centre historique s'étend une ville dix fois plus étendue et plus peuplée correspondant aux quartiers urbanisés au cours des XIXe et XXe siècles, tels Smichov et Holešovice en rive gauche et Žižkov ou Vinohrady en rive droite, principalement constitués d'immeubles d'habitation, d'usines ou de bâtiments administratifs. La ville s'est étendue tout d'abord en 1883 et en 1884 au sud vers Vyšehrad et au nord-est vers Holešovice puis Libeň en 1901 avant que ne soit instituée la « Grande Prague » (Velká Praha) en 1922 avec l'incorporation de Žižkov, Vinohrady et de nombreux autres villages,.
Žižkov est un quartier d'origine ouvrière, urbanisé à la fin du XIXe siècle du fait de l'exode rural, les paysans étant attirés par l'emploi et les conditions de rémunération offerts par les usines à gaz, les dépôts ferroviaires ou encore les fabriques diverses de ce quartier industriel. Il s'étire au pied de la colline éponyme et conserve encore au XXIe siècle un peuplement populaire, distinct de celui de son voisin Vinohrady. Ce quartier résidentiel est majoritairement peuplé par les classes moyennes de la ville : bien que densément bâti, il compte plusieurs parcs ; il est connu pour son héritage architectural de style Sécession viennoise. Au cours des XIXe et XXe siècles, le quartier accueille l'élite intellectuelle tchécoslovaque : écrivains, artistes, hommes d'affaires, politiciens, etc. Le quartier se dégrade durant la période communiste mais a depuis retrouvé sa réputation de quartier résidentiel recherché proche du centre-ville. Lors de leur incorporation à la métropole pragoise en 1922, ils comptaient approximativement 65 000  à   70 000 habitants chacun, faisant de ces communes les troisième et quatrième villes des pays tchèques de l'époque,.
Enfin, par-delà ces quartiers centraux et historiques s'étend le grand Prague contemporain — dont l'extension à partir de 1960 se fait principalement en 1968 puis en 1974 —, fait de grands ensembles (tel Hostivař, au sud-est), de secteurs résidentiels recherchés (Dejvice, à l'ouest) mais aussi de zones rurales et de petits villages, parfois distants d'une vingtaine de kilomètres de la ville centre (Točná, au sud).

## Histoire
La riche histoire de Prague associe l'histoire du duché de Bohême aux grands moments de l'histoire européenne. L'accession de Prague au statut de capitale du Saint-Empire romain germanique en fait le cœur vivant de l'Europe. Le XXe siècle et la guerre froide éloigneront temporairement la ville de la scène européenne.

### Antiquité
Le bassin de la Vltava est habité depuis plus de 600 000 ans et c'est vers la fin du VIe millénaire av. J.-C. que des agriculteurs néolithiques s'y installent, en provenance de l'Europe du Sud-Est. Cette période reste peu documentée jusqu'à la progression romaine vers le nord et la rencontre des peuples celtes d'Europe centrale. Peuple appartenant à la culture de La Tène, les Boïens donneront, dans une forme « délatinisée », leur nom à la Bohême. Bien que politiquement structurés, les Boïens sont dispersés au cours du Ier siècle av. J.-C. à la suite de l'invasion de la région par les Marcomans, peuple germanique.

### Moyen Âge

#### Prague, capitale du premier État médiéval de Bohême

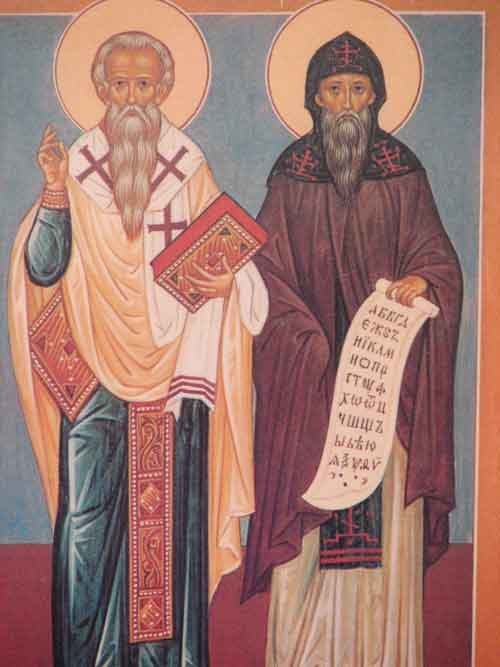
Les saints Cyrille et Méthode.

Si la région est à l'écart des premières vagues des grandes migrations des IVe et Ve siècles, le VIe siècle marque l'arrivée des premières peuplades slaves en Bohême. Les IXe et Xe siècles voient l'émergence d'un empire morave s'étendant de la Bohême à l'actuelle Slovaquie. Les habitants de cette Grande-Moravie sont christianisés aux alentours de l'an 863 par les saints Cyrille et Méthode. Dans le même temps, à la fin du IXe siècle, le duc Bořivoj Ier, à la tête des peuples tchèques, fonde sa capitale sur la colline du Hradčany. Il est à l'origine de la dynastie des Přemyslides, première à régner sur la Bohême, et ce pendant plusieurs siècles. Bien que fréquemment en butte aux ambitions de ses voisins germaniques, ce premier État tchèque médiéval reconnait dès le Xe siècle, sous le règne de Boleslav Ier, la suzeraineté de ceux-ci.
Le prince Venceslas Ier est assassiné par son frère païen Boleslav Ier vers 935 et devient l'objet d'un culte important. Il est, avec sa grand-mère Ludmilla elle-même assassinée, le premier saint de Bohême. En 1085, le duché est élevé par l'empereur Henri IV au rang de royaume dont Vratislav II devient souverain sous le nom de Vratislav Ier. Son règne de trente ans est marqué par la montée en puissance de la Bohême sur la scène politique européenne, puissance qui ne durera cependant pas. De 1140 à 1172 règne Vladislav II. Celui-ci fonde de nombreux monastères à Prague et fait construire le premier pont de pierre sur la Vltava, le pont de Judith — du nom de la reine — qui, écroulé en 1342, sera remplacé par le célèbre pont Charles. Peu après, Ottokar Ier se voit accorder, en 1212, l'hérédité de la couronne de Bohême par le futur empereur Frédéric II. Selon cette Bulle d'or, les États de Bohême et de Moravie forment un pays autonome et indivisible de l'Empire et leur roi devient le premier prince-électeur. Son fils Ottokar II, « roi de l'or et du fer », étend la souveraineté de la Bohême jusqu'à l'Adriatique. Sous son règne, Prague devient la capitale d'un État prospère et l'une des plus importantes cités d'Europe, foyer de littérature courtoise et d'architecture gothique (édification de la synagogue vieille-nouvelle ou du couvent Sainte-Agnès). En outre, le roi reprend en main l'édification disparate du quartier de Malá Strana, en expulse les juifs et y encourage l'installation d'artisans et de marchands allemands.

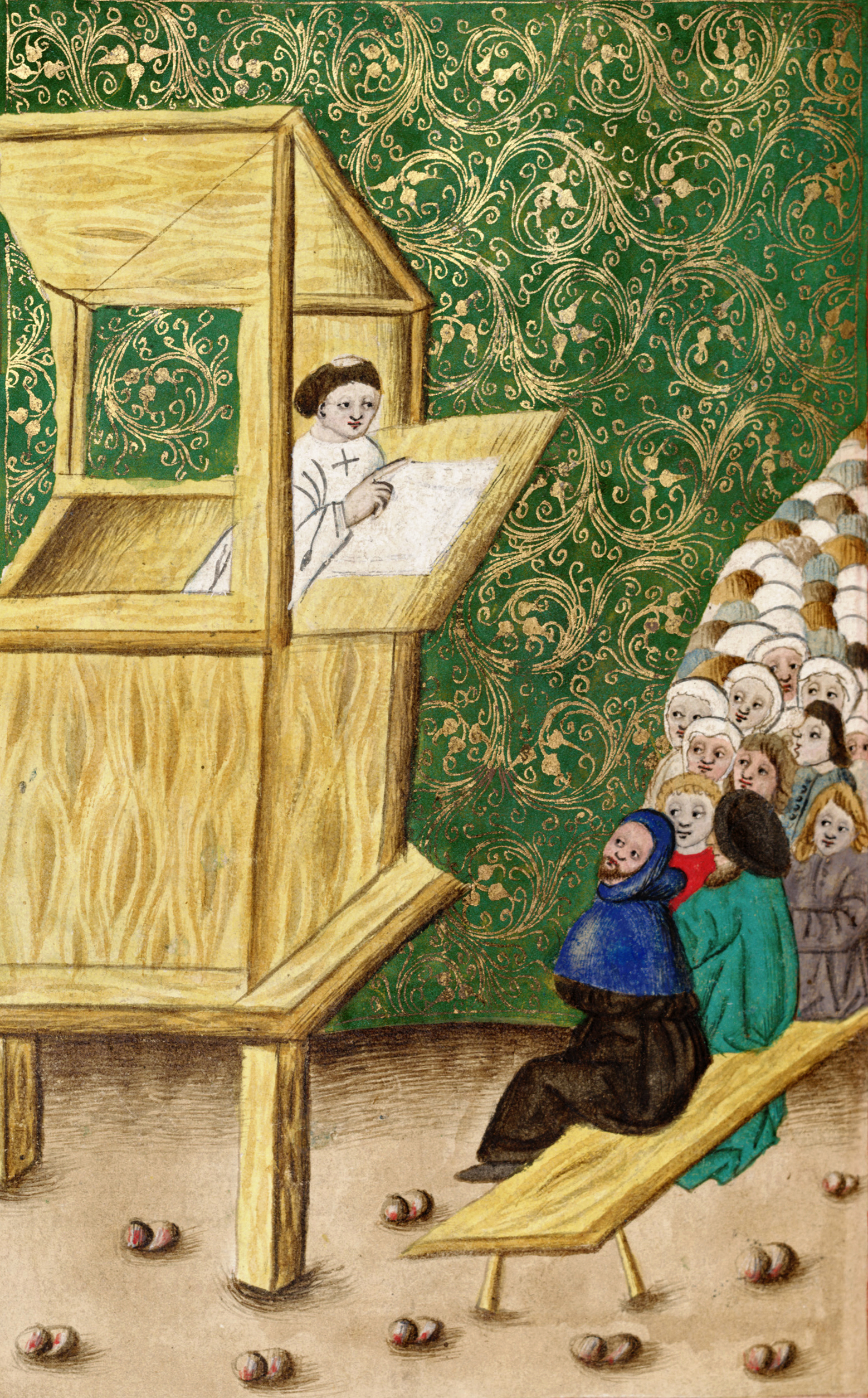
Jan Hus prêchant, probablement à la chapelle de Bethléem de Prague.

#### De l'âge d'or des Luxembourg aux guerres hussites
La ville connaît son apogée sous le règne du roi de Bohême et empereur germanique Charles IV, fils de Jean de Luxembourg). Né à Prague, il en fait la capitale de l'Empire à compter de son élection en 1346. Il laisse dans la ville une empreinte considérable : fondation de l'Université en 1348 — la première d'Europe centrale — extension considérable et ambitieuse de la ville à l'est et au sud pour créer la Nouvelle Ville, édification du pont de pierre ou encore élévation de nombreux lieux de culte. À sa mort en 1378, la ville compte entre 30 000  et   80 000 habitants, ce qui en fait alors l'une des plus importantes villes de la Chrétienté.
Prague est alors un centre culturel et religieux de première importance, où naissent les balbutiements de la Réforme avec Jan Hus qui prêche en tchèque à la chapelle de Bethléem contre les abus de la hiérarchie catholique, en particulier contre le trafic des indulgences. Sa mort en 1415 sur le bûcher, lors du concile de Constance, met le feu aux poudres en Bohême et marque le début des croisades contre les hussites qui mettent un terme à cette expansion urbaine. En 1419, survient la première défenestration de Prague et les hussites prennent le contrôle de la ville, Sigismond Ier du Saint-Empire envoie une armée pour reprendre possession de la ville mais celle-ci est défaite. Ce n'est qu'à la bataille de Lipany, en 1434, que les Pragois seront mis en déroute.

### Temps modernes

#### Une capitale cosmopolite des sciences et des arts
Anne Jagellon, fille du roi de Bohême Vladislav IV, épouse le futur empereur Ferdinand d'Autriche : la ville repasse alors sous domination habsbourgeoise après la mort sans héritier de son frère Louis II Jagellon à la bataille de Mohacs contre les Ottomans en 1526 et l'élection au trône de Bohême de Ferdinand.

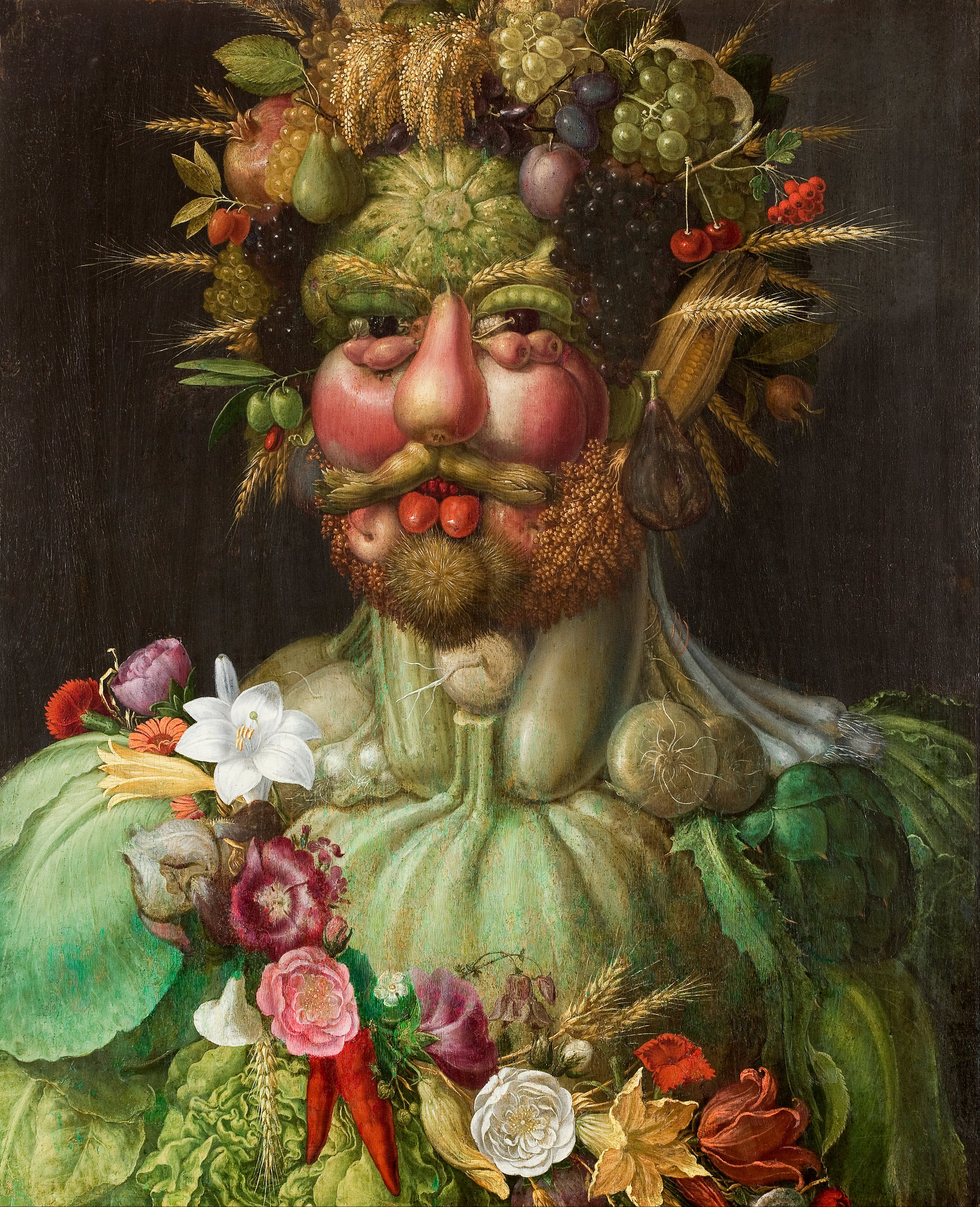
Rodolphe II d'après Arcimboldo.

Sous les Habsbourg, Prague balance entre des mouvements sporadiques de révolte (comme celle de la diète des États de Bohême en 1547, réprimée par Ferdinand Ier) et de soumission. En conséquence, les privilèges municipaux, son influence politique et son indépendance vont en diminuant tout au long de la période. Mais de 1576 à 1612, sous le règne de Rodolphe II du Saint-Empire, la ville est le centre culturel de l'Europe et redevient même capitale impériale à partir de 1583. L'Empereur se fait protecteur des arts et des sciences et fait venir à Prague le peintre Arcimboldo, les astronomes Tycho Brahe et Johannes Kepler, de nombreux astrologues et alchimistes comme Edward Kelley ou John Dee, etc.
La seconde défenestration de Prague en 1618 met fin à cette ère de prospérité culturelle. Cet événement déclenche la guerre ouverte de la noblesse tchèque, largement protestante, envers le pouvoir impérial et catholique des Habsbourg et, au niveau européen, la guerre de Trente Ans.

#### La contre-réforme catholique
La défaite des armées tchèques et protestantes à la bataille de la Montagne-Blanche en novembre 1620 et la décapitation, place de la Vieille-Ville (marquée encore aujourd'hui de vingt-sept croix blanches sur le sol), des vingt-sept meneurs de la révolte marquent, pour longtemps, la fin des espoirs d'indépendance des États de Bohême. Sur le plan religieux, la Contre-Réforme bat alors son plein, les Tchèques protestants, dont Comenius, sont contraints de se convertir ou de s'exiler,. En 1648, à la fin de la guerre de Trente Ans, la rive gauche de la ville (quartiers de Hradčany et de Malá Strana) est envahie et pillée par les armées protestantes suédoises peu avant que les traités de Westphalie ne mettent fin aux hostilités qui ont mis l'Europe centrale à feu et à sang.
S'ensuit un siècle de paix, qui voit la ville s'embellir avec l'édification de chefs-d'œuvre baroques comme l'église Saint-Nicolas de Malá Strana, les palais Kinský et Sternberg ainsi que l'achèvement du château de Prague. Le 12 février 1784 est une date importante dans l'histoire de Prague : elle naît alors officiellement de la fusion des quatre villes originelles que sont : Hradčany, Malá Strana, la Vieille Ville et Nové Město (nouvelle ville) – Josefov, le ghetto juif au sein même de la vieille ville, conserve encore un statut séparé et autonome. La « Métropole royale de Prague » devient la seconde ville de l'empire d'Autriche, avec 75 000 habitants sur plus de 700 hectares.

### Époque contemporaine

#### Le renouveau de Prague et la renaissance nationale

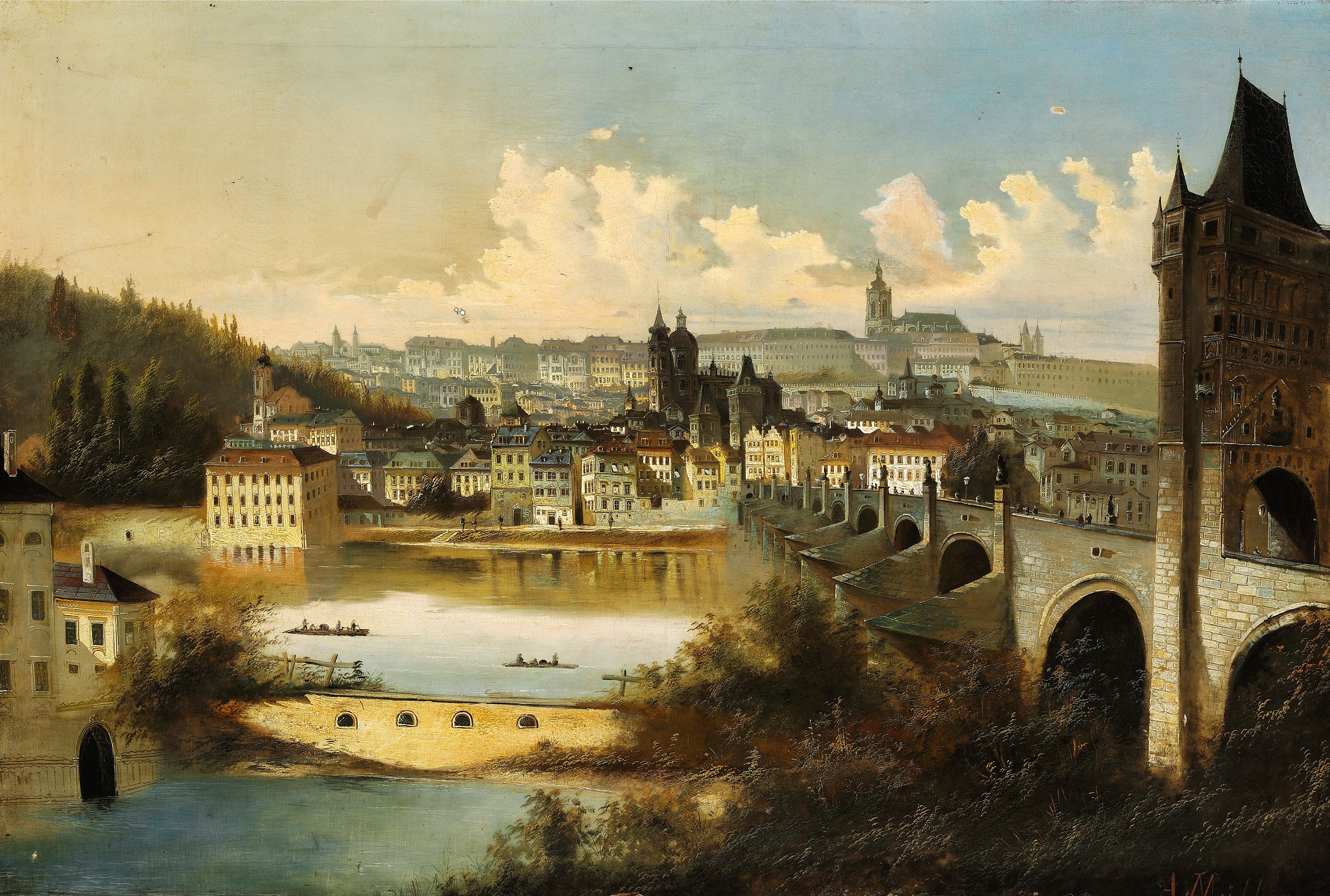
Vue de la ville en 1834.

Si la ville est dotée d'un nouveau statut administratif et politique, elle s'étend encore dans les limites imposées par Charles IV au XIVe siècle et souffre d'un certain retard par rapport aux grandes capitales européennes, à commencer par Vienne. Ainsi, aucun souverain ne réside plus au château, si ce n'est le roi de France Charles X en exil. Mais la ville se développe et retrouve son lustre d'antan : elle compte 162 000 habitants en 1880 et franchit le cap des 250 000 habitants à partir de 1890 grâce au dynamisme des faubourgs voisins. Alors que la destruction des murailles aux alentours de 1875 a fait disparaître la séparation physique entre la ville et ces derniers, seuls deux d'entre eux sont officiellement intégrés à Prague au cours des années suivantes : Holešovice en 1884 et Libeň en 1901. Parallèlement, la structure sociale évolue : les classes aisées délaissent le centre historique pour certains faubourgs ; de même que Josefov, le quartier juif, se vide de ses habitants. À l'inverse, Malá Strana reste un quartier contrôlé par la noblesse de Bohême. Les aménagements urbains se multiplient également rapidement : les premiers omnibus apparaissent dès 1870 et en 1891, le premier tramway électrique est mis en service par l'industriel František Křižík. Cependant, point de bouleversement urbanistique tels ceux opérés par le baron Georges Eugène Haussmann à Paris, ce qui a permis à la ville de conserver sa physionomie historique et la multitude styles architecturaux qui la traversent.

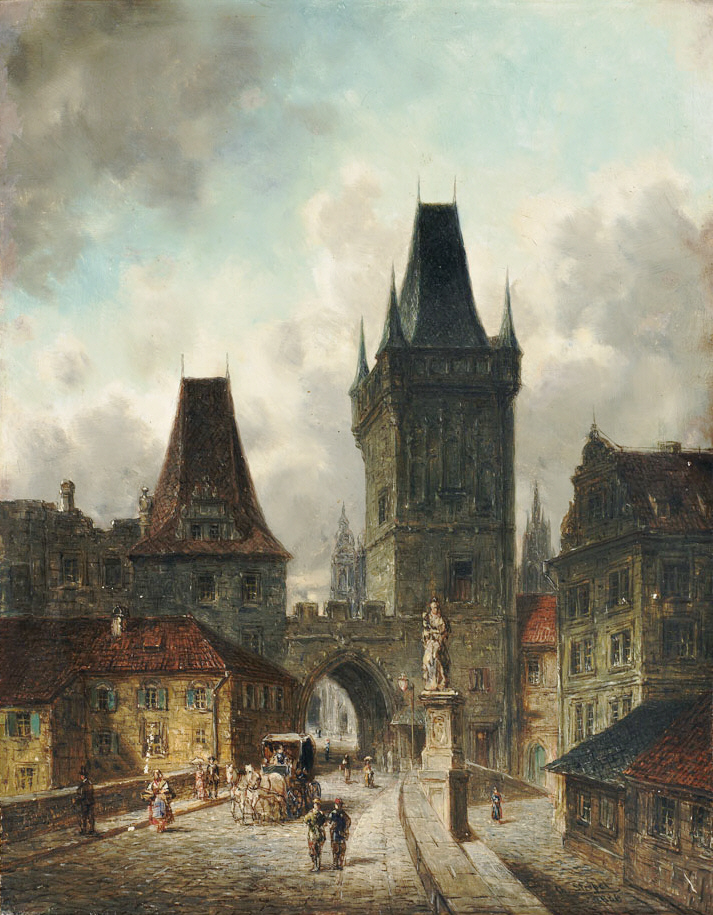
Prague en 1886.

En 1848, le Printemps des peuples bouscule l'ensemble de l'Europe. Les peuples se soulèvent contre leurs monarques, y compris à Prague où la révolte est particulièrement intense. Cependant, Alfred de Windisch-Graetz, commandant en chef des armées impériales en Bohême, écrase l'insurrection le 17 juin 1848, anéantissant tout espoir de changement et notamment la mise en place d'une Diète tchèque. Malgré l'échec révolutionnaire, Prague demeure un creuset où se côtoient et s'affrontent Tchèques, Allemands et, dans une moindre mesure, Juifs : les Tchèques prennent néanmoins peu à peu le pouvoir et leur revanche : ils ont la majorité du conseil municipal à partir de 1861.
Alors que depuis 1868, les rues de Prague sont désignées à la fois par leurs noms allemand et tchèque, la fin du XIXe siècle voit apparaître de plus en plus de noms tchèques à connotation nationaliste, et, en contrepoint, d'appellations faisant référence à la dynastie habsbourgeoise. À Holešovice, faubourg nouvellement absorbé, on ne trouve même que des inscriptions en tchèque. Au mitan des années 1890, la justice ordonne finalement que les plaques bilingues soient remplacées par des plaques tchèques.

#### Prague, capitale du nouvel État tchécoslovaque (1918-1939)
C'est au tournant du XXe siècle qu'artistes et écrivains enchantent Prague en élaborant une image de ville magique aux « cents clochers », à l'instar de Gustav Meyrink dans son œuvre Le Golem. Mais la réalité est plus prosaïque et lorsque l'indépendance de la Tchécoslovaquie est proclamée le 28 octobre 1918, Prague redevient capitale, les rues sont rebaptisées et les tensions interethniques momentanément ravivées.
Si les premiers faubourgs sont absorbés à la fin du siècle précédent, il faut attendre 1922 pour voir la ville intégrer l'ensemble de ceux-ci, dont le faubourg ouvrier de Žižkov ou celui résidentiel de Vinohrady, jusqu'alors indépendants. Prague compte dorénavant 37 communes et 19 arrondissements d'une grande variété, certains étant des territoires ruraux et d'autres de véritables villes dans la ville, comme Smíchov. La population de ce que l'on appelle alors la Grande Prague augmente jusqu'à atteindre près de 320 000 habitants au cours des années 1920.
La ville connaît un développement urbain d'importance motivé par un avant-gardisme social : ouverture de nombreuses crèches, construction de bâtiments sociaux, d'asiles et d'hôpitaux, notamment dans le quartier de Krč par l'architecte Bohumír Kozák. L'architecture aussi est audacieuse. Les années 1920 voient apparaître un mouvement architectural unique, le cubisme tchécoslovaque, dont les exemples les plus fameux sont à Prague la Banque des Légions tchécoslovaques (1932) et le Palais Adria (1924). Ce style s'emploie à intégrer des valeurs et symboles slaves : les couleurs rouge et blanc, des formes cylindriques rappelant l'architecture slave en bois. Le rondocubisme est cependant vite abandonné, critiqué pour son approche excessivement nationaliste et son approche trop décorative. Les matériaux modernes que sont le verre, l'acier et le béton sont alors plébiscités à partir des années vingt : le fonctionnalisme s'impose à Prague comme l'attestent le palais des foires et expositions, le magasin Bat'a de la place Venceslas, les villas de Baba ou encore la villa Müller. L'aéroport de Prague-Ruzyně est mis en service en 1937 ; la même année, la ville compte 960 000 habitants.

#### De ville refuge à victime du nazisme (1938-1945)
Immédiatement après la prise de pouvoir de Hitler, Prague devient un lieu d'exil de nombreux allemands, du fait de sa proximité géographique avec Berlin, du siège du parti social-démocrate allemand exilé, le Sopade, et parce qu'on y parlait allemand. C'est ici que le Sopade a publié son manifeste de Prague qui incite au soulèvement contre Hitler en janvier 1934. Peu avant la Seconde Guerre mondiale, Prague accueille les réfugiés tchèques expulsés de la région des Sudètes rattachée au Troisième Reich à la suite des accords de Munich.
Mais le 15 mars 1939, la Bohême-Moravie est conquise dans son intégralité. Les universités et grandes écoles sont fermées et les manifestations estudiantines réprimées dans le sang. Le 27 mai 1942, un attentat coûte la vie au SS-Obergruppenführer Reinhard Heydrich, directeur du Reichssicherheitshauptamt (RSHA) et « vice-gouverneur » du Reich dans le protectorat de Bohême-Moravie, surnommé « le bourreau ».

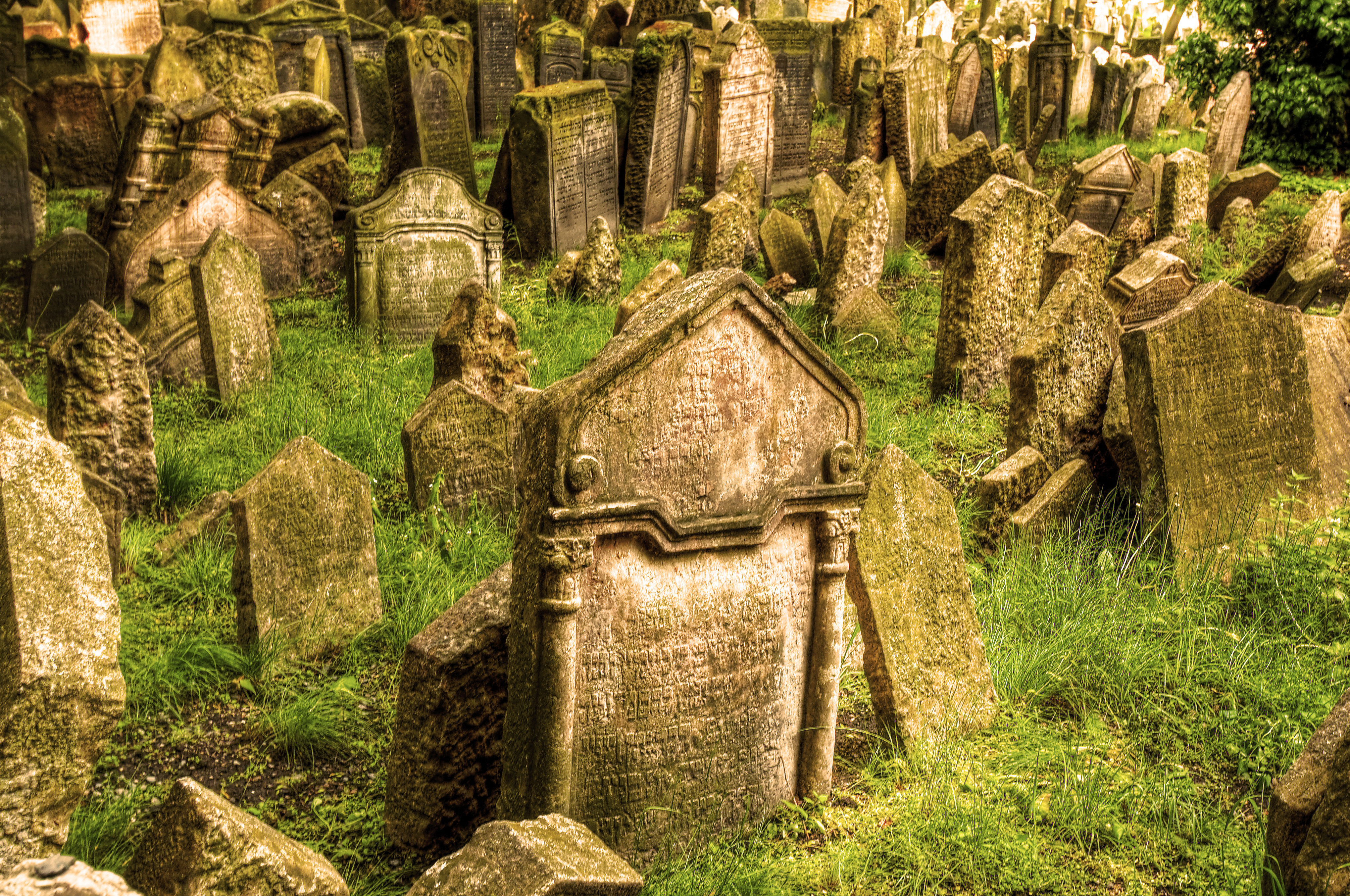
Le cimetière juif, témoignage de l'ancienne communauté juive de Prague.

Exilée, suicidée (comme le poète Jiří Orten) ou déportée au camp de concentration de Theresienstadt, la communauté juive de Prague est décimée. De 35 463 Juifs en 1930, la population passe à 55 000 en 1940 à la suite de l'afflux de réfugiés, notamment des Sudètes ou d'Autriche, et descend en septembre 1941 à 46 801 personnes. Dès le mois suivant, un premier convoi de déportation entraîne 5 000 Juifs en direction de Terezín. Sur un total de 45 500 Juifs pragois déportés à Theresienstadt, seuls 7 500 survivent à la guerre. Dès lors, les rares Juifs de Prague sont en majorité issus de villages de la Ruthénie subcarpathique, isolés des processus d'assimilation de l'Europe occidentale : l'ancienne communauté a disparu.
À l'inverse de ses rivales d'Europe centrale, Vienne, Dresde, Varsovie ou Berlin, la métropole tchèque a cependant peu souffert en ses murs des bombardements de la Seconde Guerre mondiale. Elle n'a en effet subi que quelques bombardements, dont le plus dramatique a été celui du 14 février 1945 qui a provoqué 701 morts et plus de 1 000 blessés, le tout par erreur : les troupes participaient en réalité au bombardement de Dresde. Les dommages matériels dans les quartiers touchés — Radlice, Smíchov, Pankrác, Karlovo náměstí, Nusle, Vršovice et Vinohrady — sont importants et les bâtiments historiques ne sont pas épargnés : maison Faust et du cloître d’Emmaüs notamment. Les bombardements suivants ont quant à eux visé le complexe industriel de la ville : usine ČKD d'armement, installations ferroviaires et aéroportuaires, etc..
Le 5 mai 1945 éclate une insurrection qui mène à la libération de la ville par une résistance largement improvisée autour d'un Conseil national tchèque (Česká národní rada, ČNR), qui en prend la tête. Près de 30 000 personnes prennent part aux combats et 1 698 morts sont à dénombrer. Le 8 mai, les troupes allemandes capitulent et, selon des accords préalables, Prague est libérée le 9 mai à l’aube par l’Armée rouge en provenance de Dresde.

#### La ville sous influence communiste (1945-1989)

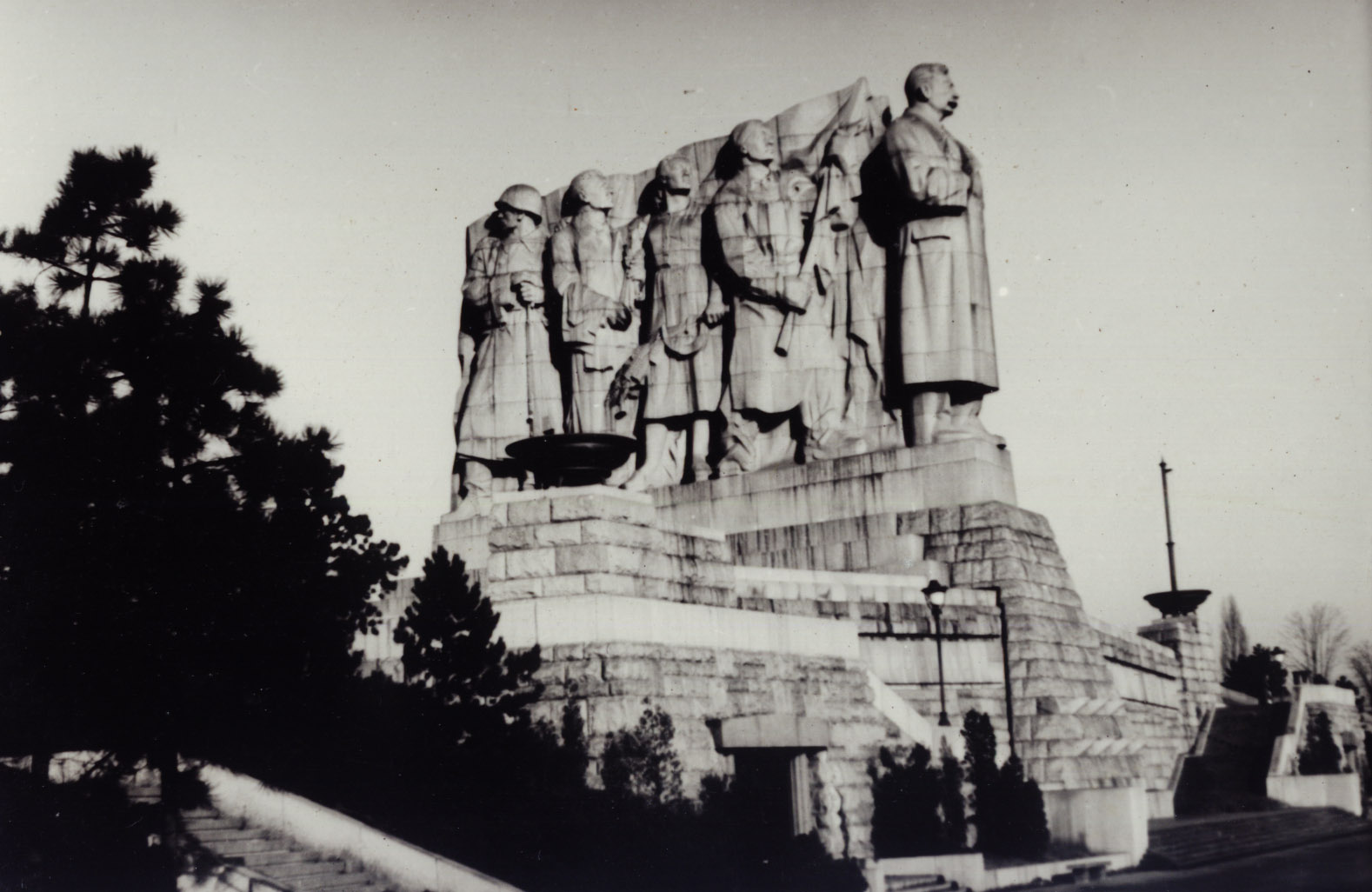
Le monument à la gloire de Staline.

Au lendemain de la Seconde Guerre mondiale, le Parti communiste tchécoslovaque monte en puissance. Les élections de 1946 et de 1948 donnent la majorité aux communistes, qui s'emparent totalement du pouvoir en février 1948, à la suite du « coup de Prague »,. Tombée dans l'escarcelle soviétique, la ville se doit alors de rendre hommage au « petit père des peuples » : un impressionnant édifice à la gloire de Joseph Staline est construit sur le front du parc Letná : ouvriers, kolkhoziens, soldats, soviétiques comme tchécoslovaques, se pressent derrière l'homme fort de l'URSS en un ensemble monumental d'une trentaine de mètres de hauteur. Il s'agit du plus grand monument à la gloire du dictateur soviétique jamais construit. Les moqueries des Pragois ne tardent pas et le surnomment « la file d’attente chez le boucher ». La déstalinisation a rapidement raison de l'ensemble qui est dynamité dès 1962.
La décennie des années soixante est surtout marquée par un programme de construction massif dans les banlieues où la construction en panneaux préfabriqués fait surnommer les HLM tchécoslovaques, panelák (mot construit à partir du mot « panneau »). D'abord de petite dimension (2 000  à   5 000 habitants) à la périphérie immédiate du tissu urbain, les grands ensembles pragois deviennent, à compter des années 1970, gigantesques : Severní Město au nord (120 000 habitants), Jižní Město au sud (100 000 habitants) sont édifiés en rase campagne et séparés du reste de la ville. Ces nouveaux quartiers, dénommés sídliště en tchèque, combinent à l'image des cités de l'Europe occidentale les différentes fonctions urbaines (habitat, commerce, loisirs, etc.), à l'exception de l'emploi, d'où un excellent réseau de transport : autobus, tramway, métro, voies rapides. Prague devient ironiquement la « ville aux cent tours » alors que le reste de la ville se dégrade faute d'entretien et que le centre ancien est délaissé.
En 1968, le « Printemps de Prague » voit le Parti communiste tchécoslovaque introduire le « socialisme à visage humain » et prôner une relative libéralisation : liberté de la presse, d’expression et de circulation, démocratisation de la vie politique, décentralisation de l’économie. Il est écrasé en août par 400 000 soldats et 6 300 tanks des armées du Pacte de Varsovie pour imposer une « normalisation » du régime et de la société. L’occupation soviétique entraîne des manifestations non violentes, des combats — en particulier autour de la radio-télévision tchécoslovaque et du musée national — et une vague d’émigration parmi la population. Le 16 janvier 1969, Jan Palach s'immole par le feu sur la place Venceslas pour protester contre l'invasion de son pays. Ces années sombres sur le plan politique et stagnantes sur le plan économique n'empêchent pas la ville de continuer sa croissance. Le projet, presque centenaire, du métro de Prague est ainsi mis en œuvre.

Le Printemps de Prague
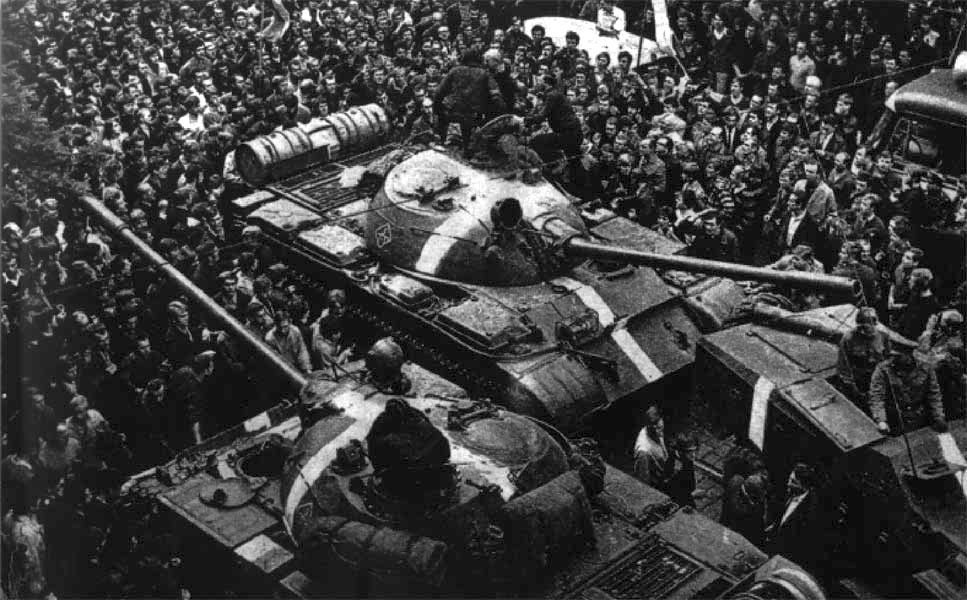
Chars bloqués par la foule.
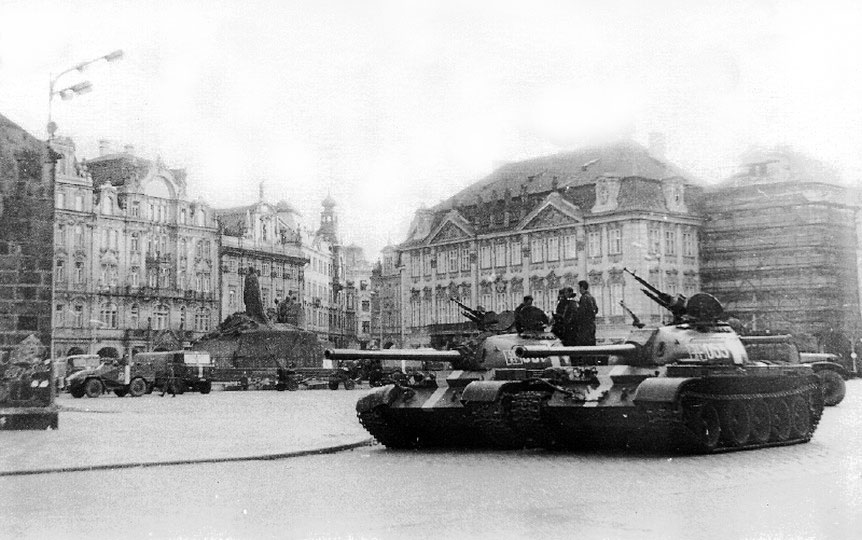
Chars sur la place de la Vieille-Ville.
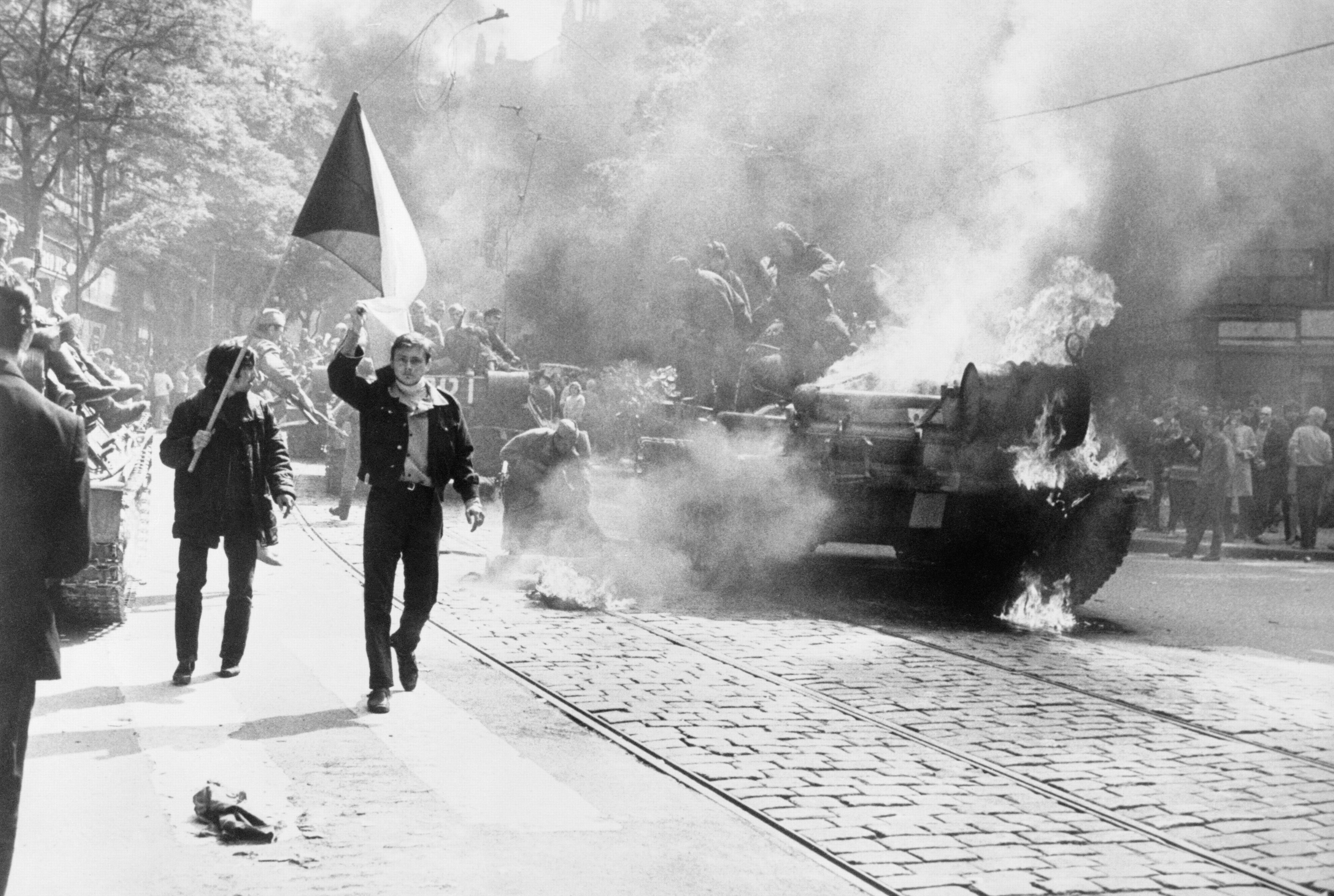
Des manifestants brandissent un drapeau tchécoslovaque.
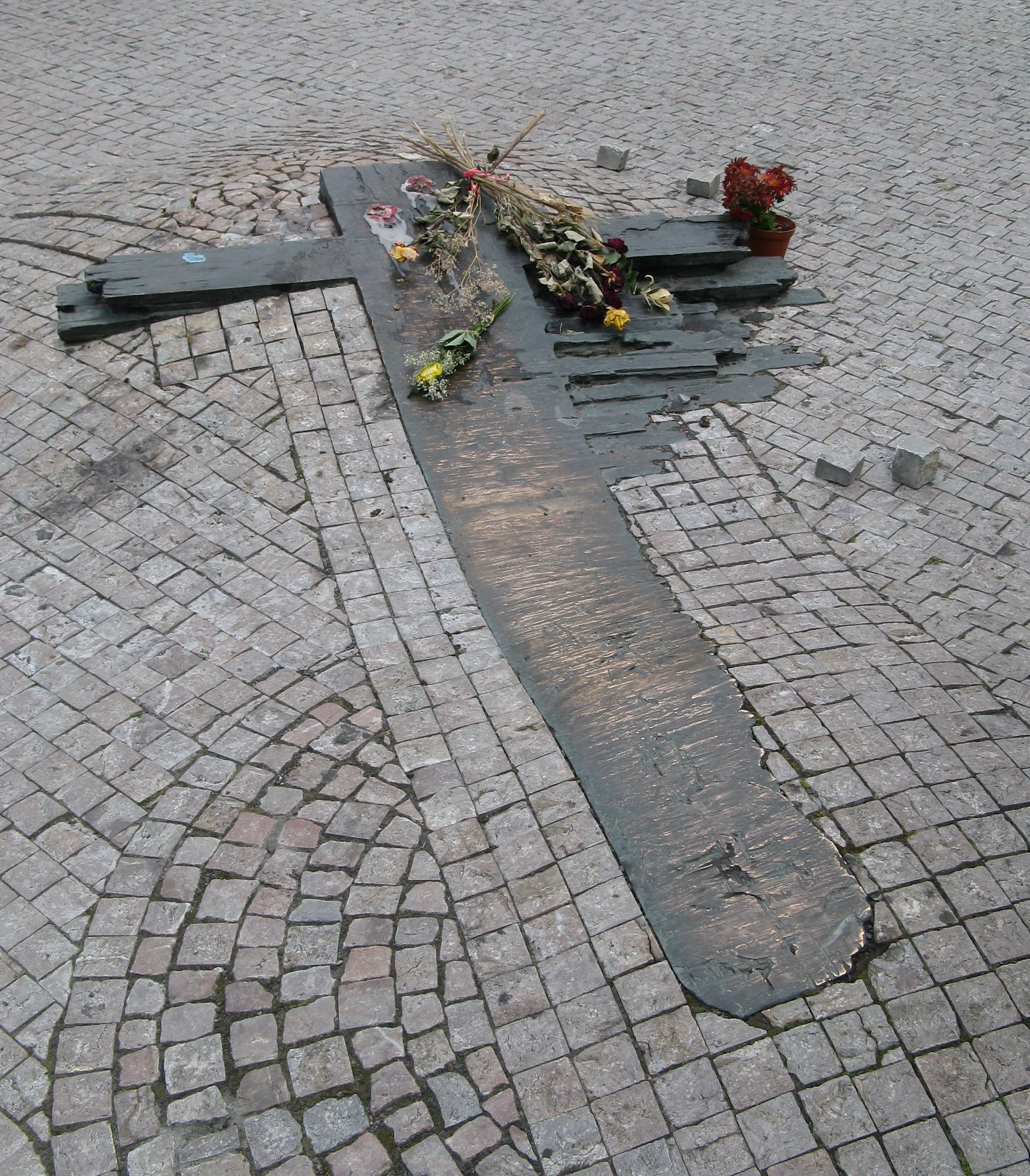
Mémorial à Jan Palach, place Venceslas.
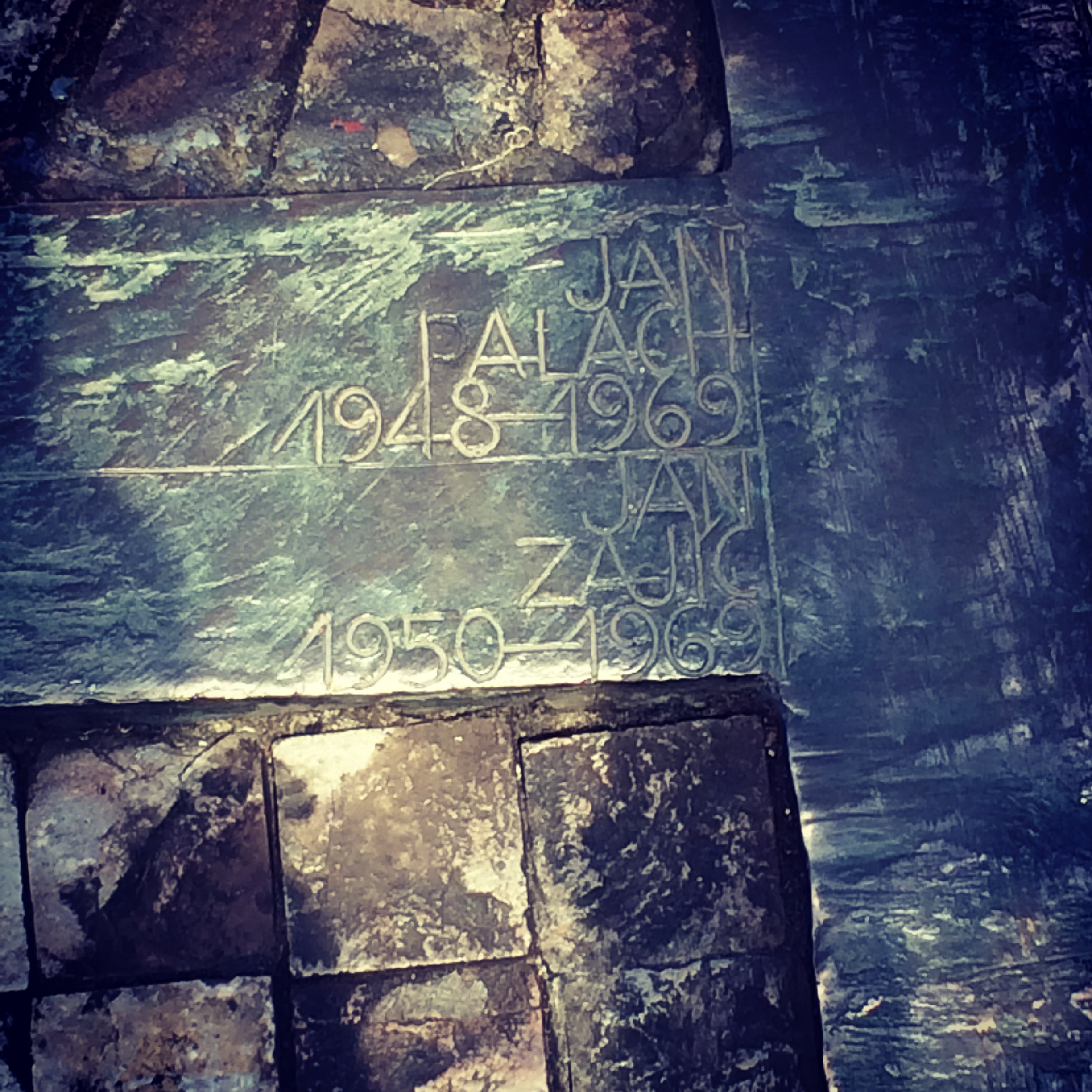
Inscription sur la croix dédiée à Jan Palach et Jan Zajíc sur la place Venceslas.

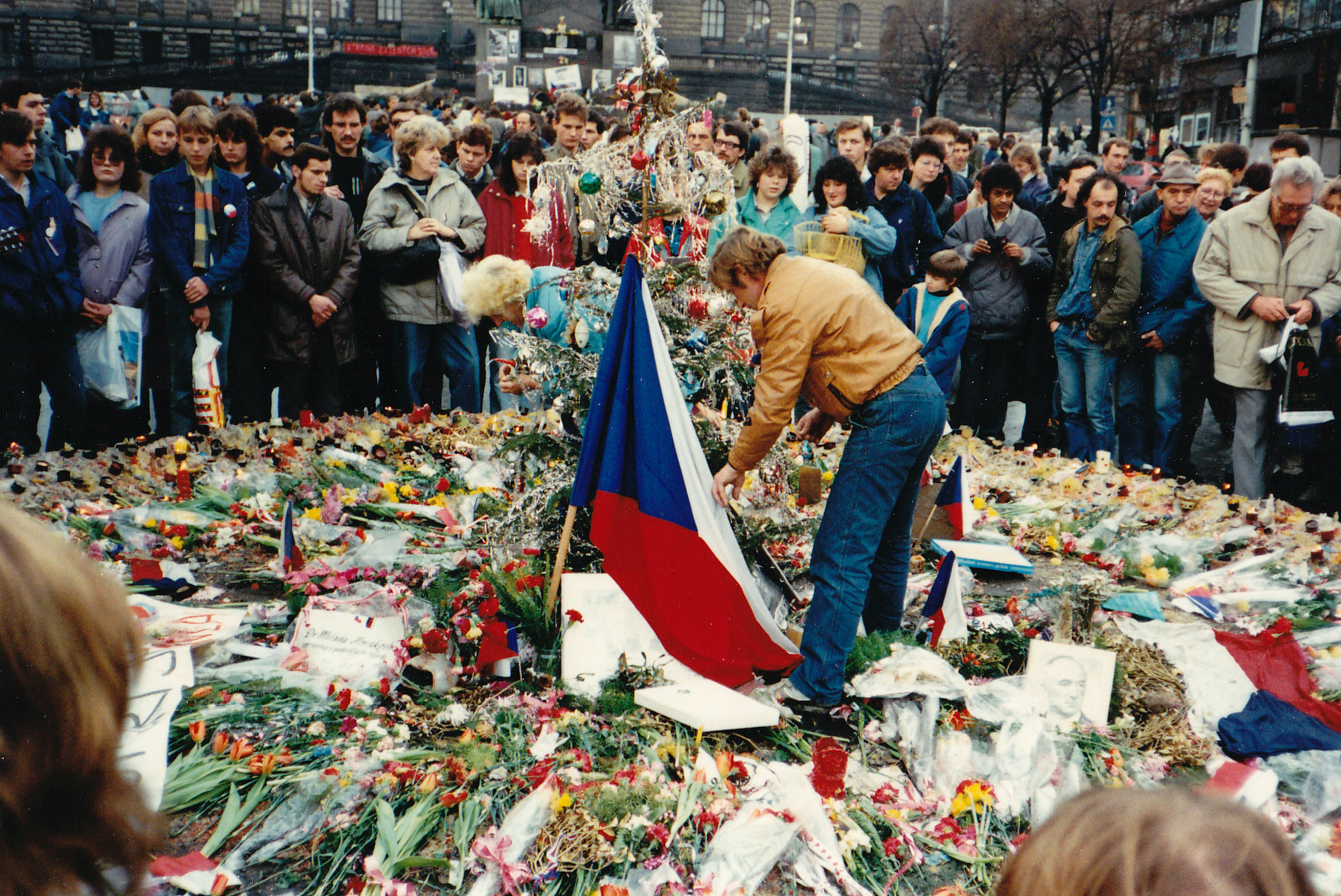
Václav Havel durant la révolution de 1989.

La révolution de Velours, en 1989, marque pour Prague comme pour le reste du pays une seconde Libération : la toute-puissance du parti unique et de sa police politique s'effondrent, les libertés démocratiques sont rétablies, les symboles de la dictature sont supprimés et les noms de certaines rues, places ou stations du métro sont « démocratisés ». L'écrivain Václav Havel est élu président de la République et s'installe au château de Prague.

#### Une ville en pleine renaissance (depuis 1989)

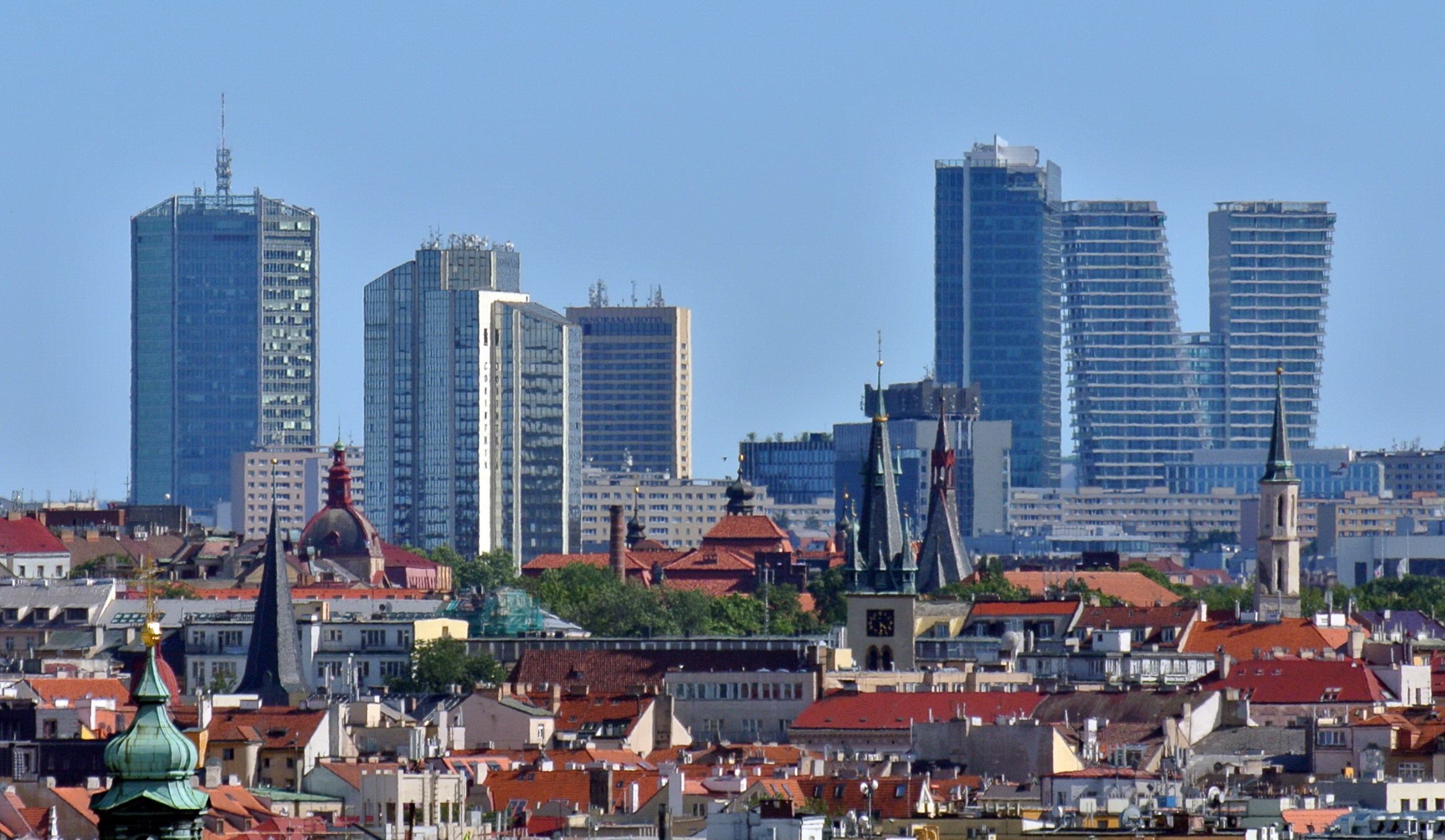
Gratte-ciel à Prague.

Au 1er janvier 1993, elle devient la capitale de la Tchéquie. Affaiblie par un demi-siècle de régime communiste, Prague bénéficie d'une économie extrêmement dynamique portée par le secteur tertiaire et le tourisme — le centre historique de la ville est inscrit sur la liste du patrimoine mondial depuis 1992 — ce qui en fait la septième région la plus riche de l'Union européenne, avec en prime le taux de chômage le plus faible (1,7 % en 2017),.
La crue « bimillénaire » de la Vltava, en août 2002, nécessite l'évacuation de parties entières de la ville : Karlín, Libeň ou Malá Strana se retrouvent sous les eaux alors que le métro est mis hors service pour plusieurs mois.

## Toponymie
Le nom de Prague, en tchèque Praha, a une origine incertaine. La mention la plus ancienne de ce toponyme vient du récit d'un marchand arabe du Moyen Âge, Ibrahīm ibn Ya'qub, qui aurait visité la région autour de 965. Il la nomme Farāga et en donne la description suivante : « au bord d'un fleuve, plus petite qu'une ville mais plus grande qu'un village avec, sur une hauteur, la présence d'une grande citadelle fortifiée ».
L'une des théories relatives à l'étymologie du nom renvoie à la racine práh, provenant du verbe prahnout (« se dessécher, être sec ») : la ville tirerait son nom d'un « endroit sec, séché, brûlé par le soleil ». Cet endroit sec pourrait être l'emplacement du château — la « grande citadelle fortifiée » dont parle Ibrahim — rendu constructible par la déforestation des lieux par le feu ou parce que le promontoire était dénué de végétation.
Cependant, en tchèque moderne, práh signifie également « seuil », tant au sens de la pièce de bois ou de pierre marquant l'entrée d'une maison que de celui de « gué » ; le terme est issu de la vieille racine slave praga, que l'on retrouve dans le toponyme de Praga, un quartier de Varsovie. Prague tirerait donc dans cette hypothèse son nom de sa localisation près d'un gué de la Vltava. Plus tard, la légende de Libuše, souveraine mythique du peuple tchèque et fondatrice de la ville, raconte que celle-ci aurait prophétisé l'endroit où Přemysl, simple laboureur devenu son mari puis roi de Bohême, aurait posé le seuil de sa maison.
Prague est également connue sous le surnom de Ville aux cent tours ou de Ville aux cent clochers.

## Voies de communication et transports

### Réseau routier
Prague est située au croisement de la quasi-totalité du réseau autoroutier tchèque, au centre d'un système en étoile en ce qui concerne les tronçons situés en Bohême. Ce réseau rayonne à partir de la capitale vers les villes de Plzeň (autoroute D5), Ústí nad Labem (autoroute D8), Hradec Králové (autoroute D11) ou encore Brno (autoroute D1), en Moravie, et de là vers l'Allemagne, la Pologne ou la Slovaquie. La ville est traversée par un périphérique intérieur incomplet (dit MO), comprenant notamment le plus long tunnel urbain d'Europe inauguré en 2015. Elle est ceinturée par un périphérique extérieur (dit D0), également incomplet, connectant l'ensemble des autoroutes pragoises et dont le premier tronçon a été mis en service en 1980.
Les grands axes routiers européens passant par Prague sont la route européenne 50 qui relie Brest (France) à Makhatchkala (Russie), la route européenne 55 reliant Helsingborg (Suède) à Kalamata (Grèce), la route européenne 65 de Malmö (Suède) à La Canée (Grèce) et la route européenne 67 reliant Helsinki à Prague.
Le réseau routier urbain est en 2016 long de plus de 3 900 km ; il est parcouru à hauteur de 22 millions de kilomètres par jour, à 92 % par des voitures particulières ; 259 000 véhicules pénètrent en moyenne dans la ville chaque jour ouvrable. Le parc automobile pragois a considérablement évolué au cours des dernières décennies et notamment depuis la chute du régime communiste en 1989. Ainsi, en 1961, la ville comptait 93 000 véhicules contre 430 000 en 1990 et plus d'un million au début des années 2010. Il y a eu 22 876 accidents de la circulation en 2016 — causant 21 décès — ; dans les accidents impliquant un piéton, près d'un sur deux a vu la responsabilité du piéton engagée.
De nombreux parcs relais ont été créés depuis 1997 (16 précisément, sur 13 sites) pour un total de 3 009 places.

### Réseau ferroviaire

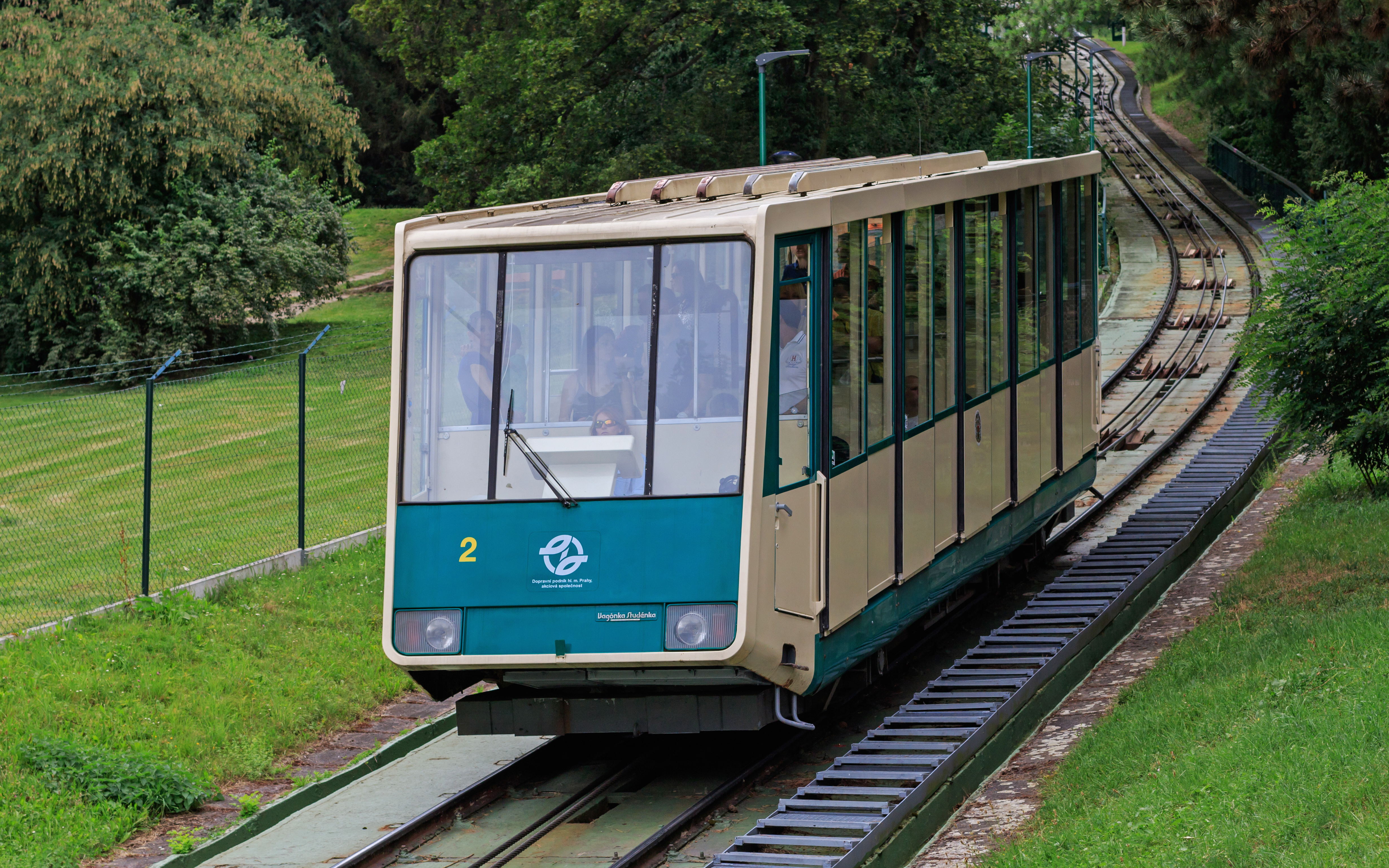
Le funiculaire de Petřín.

Le réseau ferroviaire tchèque est l’un des plus développés d’Europe avec plus de 9 500 km de voies (contre environ 30 000 km en France). Prague est le principal hub ferroviaire du pays et une étape importante sur les grands axes ferrés européens — près de 20 000 trains de fret partent ou font terminus chaque année sur le réseau pragois.
La ville compte 47 gares d'importances très disparates : les principales sont la gare centrale de Prague (Praha hlavní nádraží), la gare de Prague-Masaryk, puis les gares de Libeň, Vršovice et Smíchov, comptant chacune plus de 230 trains par jour en moyenne ; la gare centrale accueille plus de 28 millions de voyageurs par an et la gare Masaryk près de 13 millions. Un total de 1 114 trains circulent quotidiennement, en moyenne, dans la ville.
La ville dispose d'un funiculaire le long de la colline de Petřín, permettant le transport de plus de 1,7 million de passagers par an, soit 4 800 par jour en moyenne. Il comprend deux véhicules d'une capacité de 100 personnes, le long d'une voie de 510 m de long pour un dénivelé de 130,45 m.

### Réseau fluvial
Le réseau fluvial de Prague correspond aux 30,9 kilomètres que parcourt la Vltava au cœur de la ville, interrompu par cinq écluses dont la principale est celle de Podbaba — d'une capacité de 5,2 millions de tonnes par an —, les autres écluses étant situées à Modřany, Smíchov, Mánes et Štvanice ; l'écluse de Smíchov voit le passage du plus grand nombre de navires, environ 25 000 par an. Ce réseau fluvial est aussi bien utilisé à des fins touristiques que de transport de fret ou de passagers. Ainsi, le trafic de passagers est principalement à visée touristique, plusieurs compagnies opèrent ainsi des bateaux-mouches ; les deux principales compagnies transportant plus de 500 000 touristes chaque année.

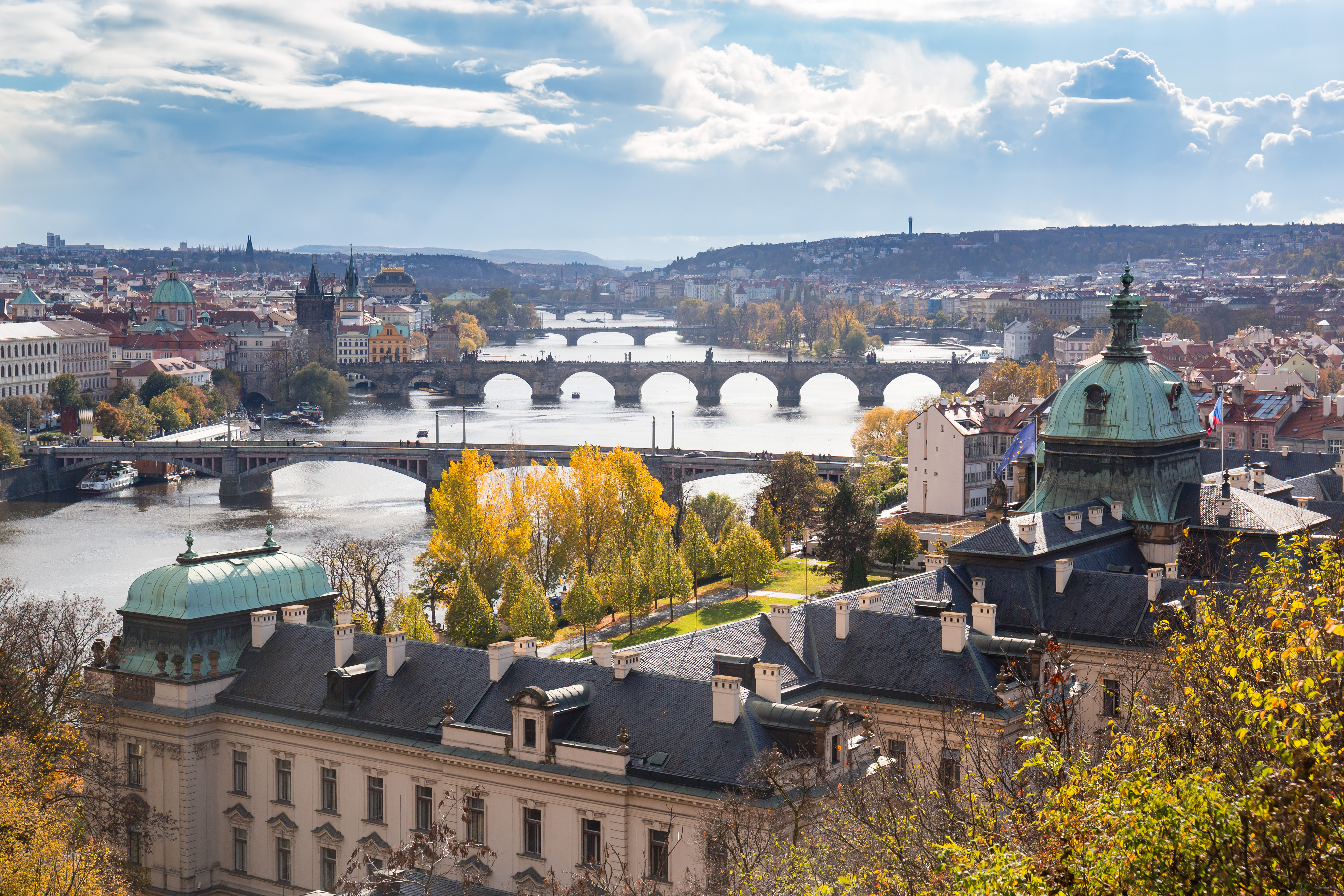
La Vltava à Prague.

Le réseau fluvial est également utilisé à des fins de transport public, tant à des fins récréatives (en desservant le réseau cyclable ou les nombreuses îles) qu'en permettant les trajets domicile-travail (jusqu'à 75% des trajets en saison hivernale). Ainsi depuis 2005, six lignes de ferry ont été mises en place, deux lignes régulières et quatre lignes saisonnières. Elles transportent plus de 450 000 passagers par an, dont 210 000 pour la seule ligne de Podbaba à Podhoří, au nord de la ville.
Enfin, la ville compte quatre ports de fret — Radotín, Smíchov, Holešovice et Libeň — ayant permis un transport total de 467 000 tonnes de marchandises en 2016.

#### Ponts
Prague, traversée par la Vltava, compte dix-sept ponts, dont un pont exclusivement piétonnier et quatre ponts ferroviaires, les autres étant des ponts mixtes, souvent ouverts à la circulation automobile et à celle des tramways,,,.

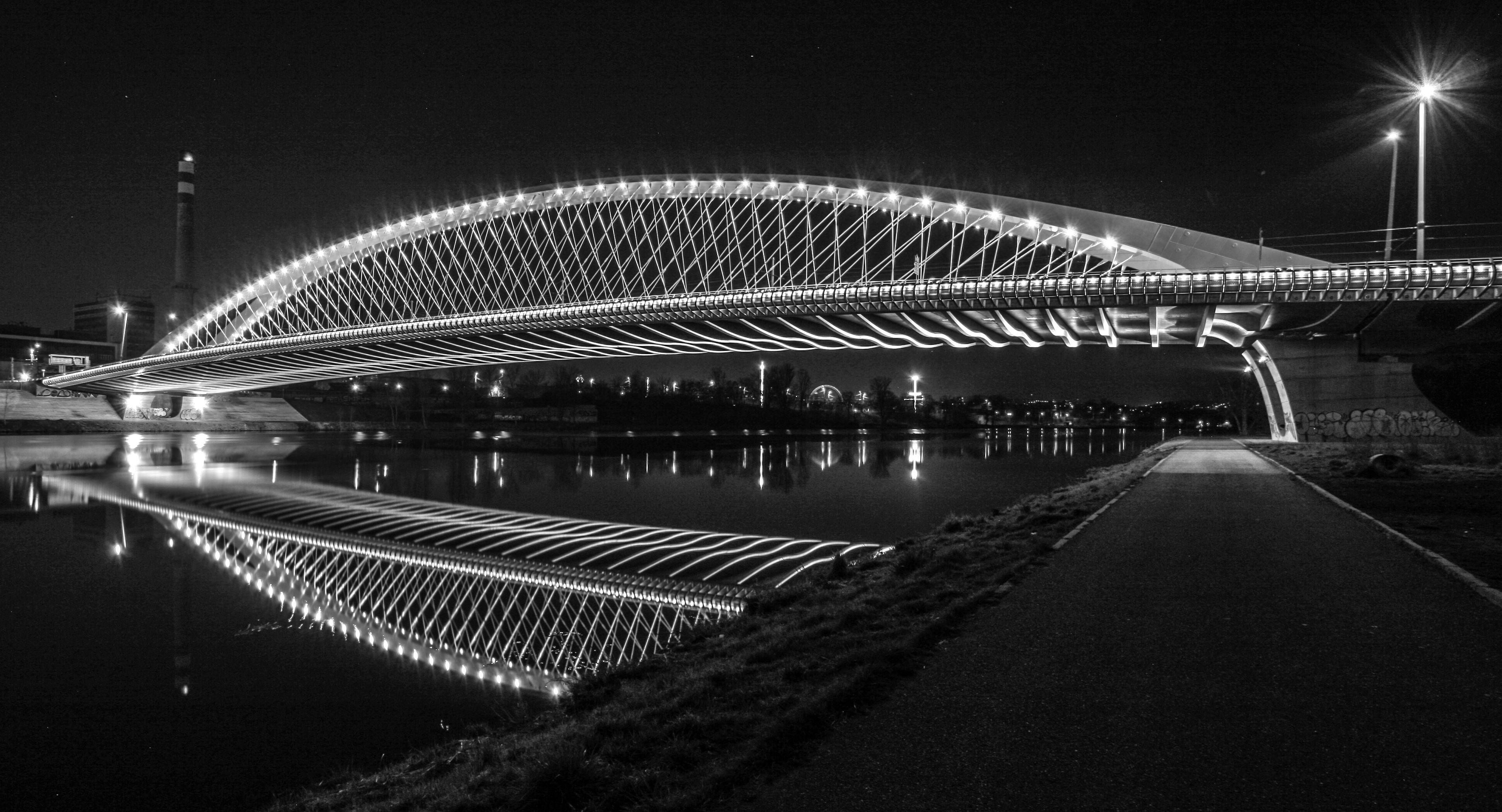
Le pont de Troja.

Le plus ancien et le plus célèbre est le pont Charles dont la construction remonte au XIVe siècle. Ainsi dénommé depuis 1870 et la Renaissance nationale tchèque, il s'agit du deuxième plus vieux pont du pays, construit en remplacement d'un premier pont de pierre, le pont Judith, emporté par la fonte des glaces en 1342. Il fut par ailleurs jusqu'en 1841 le seul pont de la ville. Connu pour son architecture médiévale et sa nombreuse statuaire, il voit le passage quotidien de près de 30 000 touristes.
Le pont de Barrandov, du nom du quartier où il se trouve, est l'un des plus imposants : 350 m de long pour 40  à   55 m de large alors que le plus court est le pont Čech (longueur de 169 m). Il convient également de mentionner le pont ferroviaire de Karlín d'une longueur de près de 1 100 m car enjambant deux bras de la rivière et l'île de Štvanice tout en étant aérien sur plusieurs centaines de mètres dans le quartier de Karlín ; le pont de Libeň est quant à lui le plus long pont routier de la ville.

### Réseau cyclable
Le réseau cyclable a une longueur totale de 472 km en 2016 dont seuls 46 km sont réellement séparés des autres usagers. Doté d'une numérotation spécifique (lettre A suivi d'un nombre), ses aménagements se composent en outre de la mise en place de sas vélo, de parc relais « bike and ride » avec stationnements fermés pour vélos et d'arceaux abrités ou de création d'EuroVelo (eurovéloroute 7, tronçon Prague - Vienne inauguré en 2016). En moyenne, 26 000 personnes utilisent le vélo comme mode de transport chaque jour ouvrable.

### Réseau de transports en commun

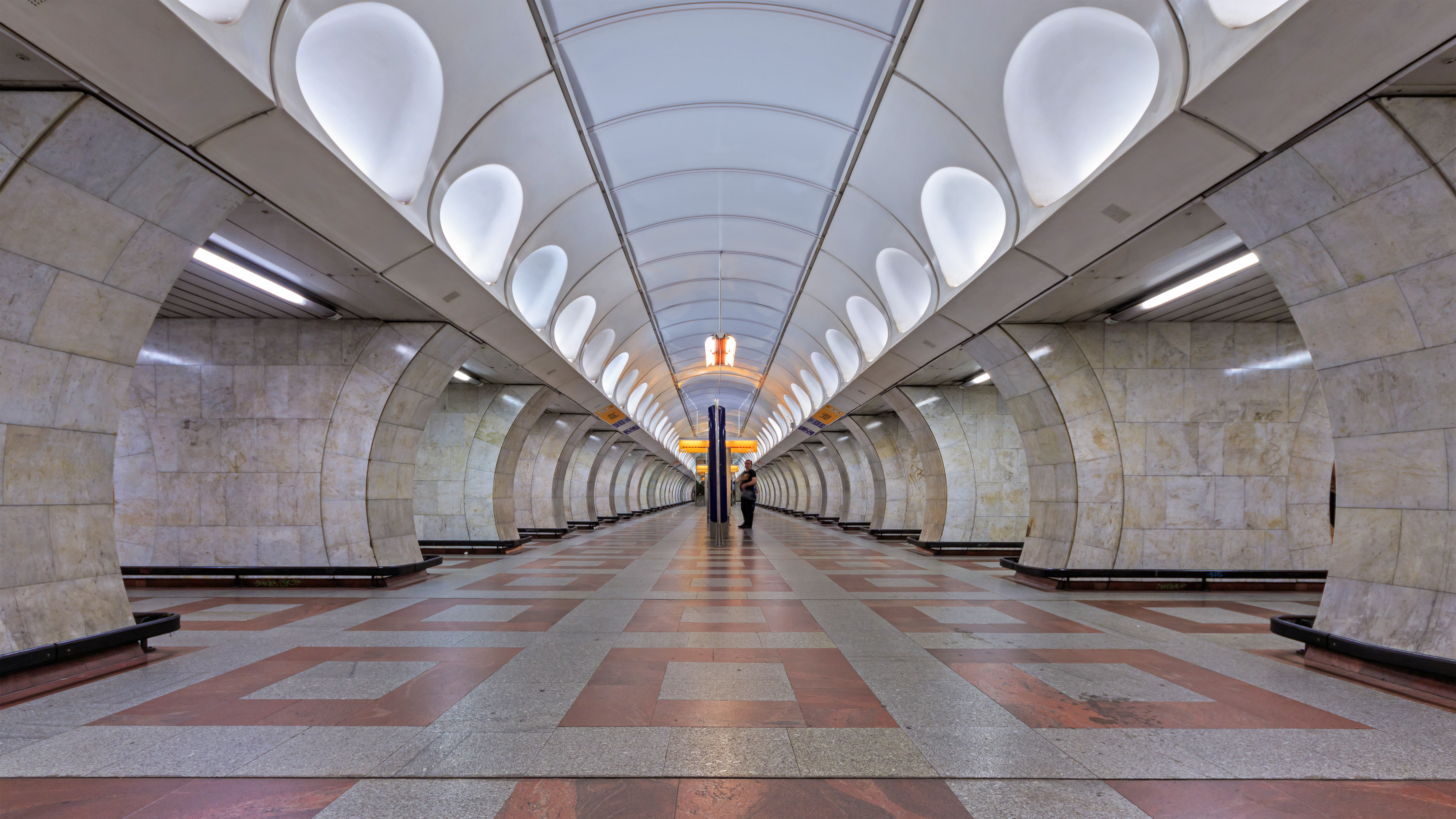
Station de métro Anděl.

Le réseau de transports en commun, tel qu'organisé par la municipalité, se compose principalement de lignes d'autobus, de tramway et de métro. En 2016, le réseau d'autobus a une longueur de 825 km, le réseau de tramway de 142,7 km (à 52 % en site propre) et le réseau de métro de 65,1 km (en 2016).

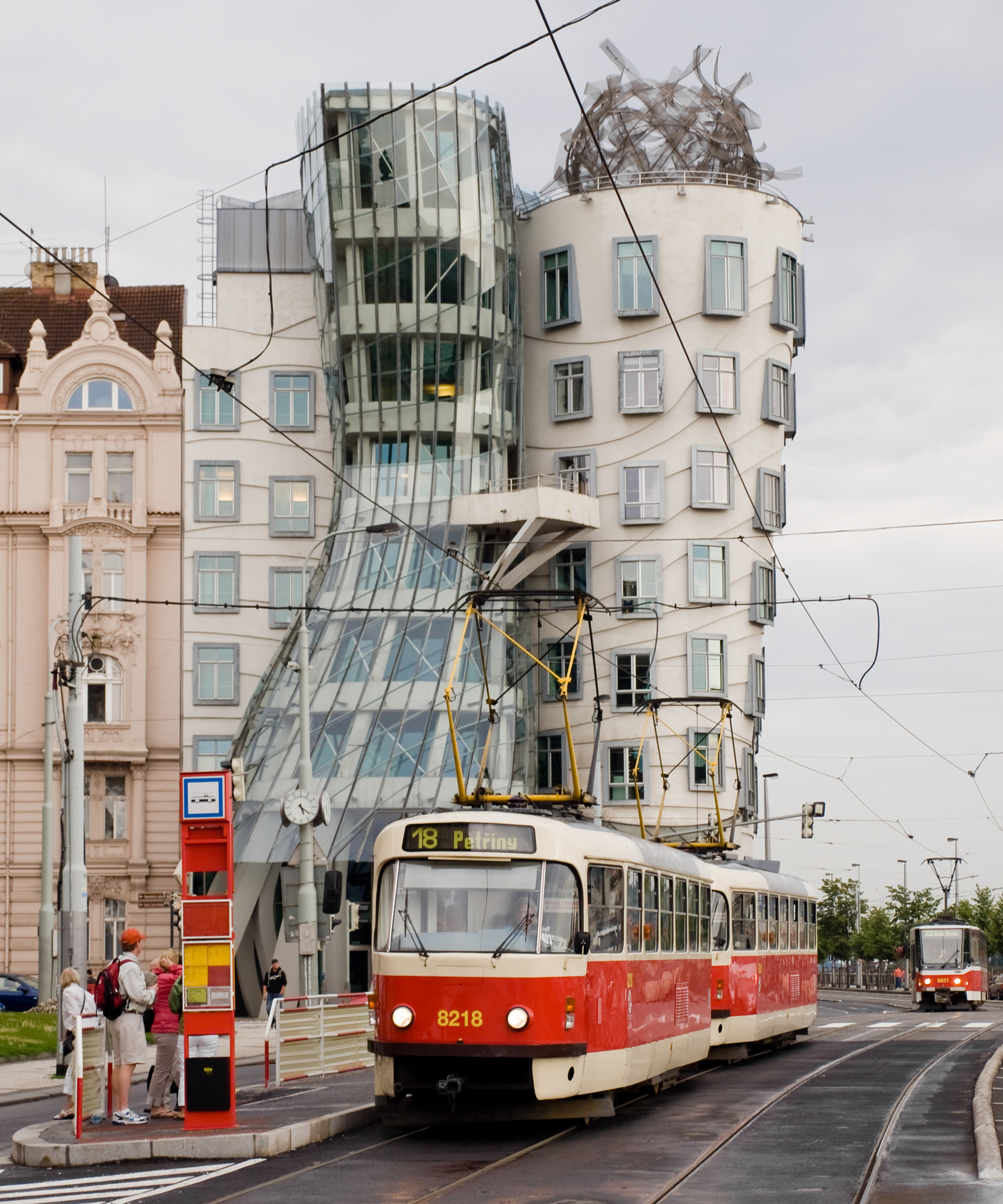
Un tramway Tatra T3, typique du réseau pragois.

Le réseau de métro se compose de trois lignes et transporte chaque année plus de 450 millions de personnes pour 57 millions de kilomètres parcourus. Formant la colonne vertébrale du réseau municipal, il comprend 61 stations. Une quatrième ligne doit être mise en service à l'horizon 2027 ; elle reliera les stations Pankrác (ligne C) et Olbrachtova.
Le réseau de tramway se compose de 33 lignes dont 24 lignes de journée et transporte chaque année plus de 367 millions de personnes pour 55 millions de kilomètres parcourus. Complémentaire au réseau de métro, il est développé tant de manière radiale (du centre vers la périphérie) que transversale (de périphérie à périphérie) et assure les correspondances aux stations de métro. Il comprend 6 500 passages quotidiens en moyenne le long de ses 274 stations. La ligne la plus étendue a une longueur de 22,74 km (ligne 16) ; aux heures de pointe, la fréquence peut atteindre sur certaines lignes un passage toutes les 4 minutes.
Le réseau de bus se compose de 153 lignes urbaines, 92 lignes suburbaines et 75 lignes régionales et transporte chaque année plus de 410 millions de personnes pour 100 millions de kilomètres parcourus. Il se compose en majorité de lignes tangentielles, reliant des zones périphériques entre elles sans passage par le centre-ville. Il comprend 23 150 passages quotidiens en moyenne (à 80 % sur le réseau urbain) à ses 1 154 arrêts. Aux heures de pointe, la fréquence peut atteindre sur certaines lignes un passage toutes les 2 minutes. L'une de ses particularités est d'être ouvert à la concurrence et exploité par plusieurs compagnies différentes et non par la seule autorité organisatrice municipale : huit compagnies pour le réseau urbain et onze pour le réseau suburbain.

### Réseau aérien
L'aéroport de Prague - Václav Havel est le plus important de Tchéquie, siège de la compagnie aérienne porte-drapeau CSA Czech Airlines. Situé à Ruzyně à 11 kilomètres au nord-ouest du centre-ville, il connait une fréquentation en augmentation constante depuis l'indépendance du pays. Il dispose de trois pistes permettant environ 200 000 mouvements (atterrissages et décollages) par an, 46 au maximum par heure. Il dispose de cinq terminaux — dont deux de fret — permettant d'accueillir jusqu'à 15,5 millions de voyageurs par an. Les passagers proviennent principalement du Royaume-Uni, d'Allemagne, d'Italie, de Russie et de France. La principale liaison se fait avec l'aéroport de Paris-Charles-de-Gaulle puis avec celui de Moscou-Cheremetievo et d'Amsterdam-Schiphol.
Il s'agit du principal aéroport d'Europe centrale, devant les aéroports de Varsovie et de Budapest mais loin derrière Munich et Vienne.
D'autres aéroports se trouvent sur le territoire de la commune : Prague-Letňany, aéroport à piste enherbée pour les vols intérieurs ou privés internationaux ; Prague-Kbely, aéroport militaire ; Točná, aérodrome à piste enherbée pour les vols intérieurs ; et enfin Vodochody, aéroport privé international.

## Population et société

### Démographie
La population de Prague au 1er janvier 2019 s'élève à 1 308 632 habitants, soit environ 12 % de la population totale de la Tchéquie, et trois fois plus que la deuxième ville du pays, Brno.
La ville de Prague figure ainsi en 2018 à la sixième place des villes les plus peuplées de l’Europe centrale, respectivement derrière Berlin (3 711 930 habitants), Vienne (1 888 776 habitants), Varsovie (1 764 615 habitants), Budapest (1 749 734 habitants) et Munich (1 456 039 habitants).
La population pragoise est relativement jeune avec 28 % d'habitants de moins de 20 ans et seulement 15,9 % de plus de 60 ans, contre respectivement 19,8 % et 22,9 % en Tchéquie,. Lors du recensement de 2011, la structure de la population se répartit comme suit :
| Hommes | Classe d’âge | Femmes |
| ------ | ------------ | ------ |
| 5,2    | 75 ans & +   | 8,8    |
| 14,4   | 60 à 74 ans  | 16,7   |
| 18,9   | 45 à 59 ans  | 18,9   |
| 27,5   | 30 à 44 ans  | 24,3   |
| 21,1   | 15 à 29 ans  | 19,8   |
| 12,9   | 0 à 14 ans   | 11,5   |

#### Évolution démographique
De 1869 à 2011, les populations indiquées correspondent à des recensements. À partir de 2013, il s'agit d'estimations au 1er janvier de chaque année. Au recensement du 26 mars 2021, la population de Prague s'élevait à 1 301 432 habitants.
| 1400          | 1500          | 1600          | 1650          | 1702          | 1754          | 1869    | 1880    | 1890    |
| ------------- | ------------- | ------------- | ------------- | ------------- | ------------- | ------- | ------- | ------- |
| 40 000 (est.) | 30 000 (est.) | 60 000 (est.) | 26 500 (est.) | 40 000 (est.) | 59 000 (est.) | 270 389 | 349 574 | 437 373 |

| 1900    | 1910    | 1921    | 1930    | 1950      | 1961      | 1970      | 1980      | 1991      |
| ------- | ------- | ------- | ------- | --------- | --------- | --------- | --------- | --------- |
| 559 433 | 667 664 | 729 820 | 950 465 | 1 057 570 | 1 133 056 | 1 140 795 | 1 182 186 | 1 214 174 |

| 2001      | 2011      | 2013      | 2014      | 2015      | 2016      | 2017      | 2018      | 2019      |
| --------- | --------- | --------- | --------- | --------- | --------- | --------- | --------- | --------- |
| 1 169 106 | 1 268 796 | 1 246 780 | 1 243 201 | 1 259 079 | 1 267 449 | 1 280 508 | 1 294 513 | 1 308 632 |

| 2020      | 2021      | 2022      | 2023      | 2024      | - | - | - | - |
| --------- | --------- | --------- | --------- | --------- | - | - | - | - |
| 1 324 277 | 1 335 084 | 1 275 406 | 1 357 326 | 1 384 732 | - | - | - | - |

#### Immigration et ethnicité
En 2011, sur l'ensemble des Pragois, 50,8 % y sont nés alors que 12,8 % sont nés à l'étranger. L'arrondissement comptant à la fois la plus faible proportion de Pragois de naissance et la plus grande proportion d'habitants allochtones est Prague 1, correspondant à la vieille ville et à l'hypercentre ancien, avec respectivement 39,4 % et 25,6 %.
En 2017, Prague compte 195 068 étrangers soit 15,1 % de la population alors même qu'en 2004, à la suite de l'adhésion du pays à l'Union européenne, ceux-ci n'étaient que 77 922 (6,6 % de la population) ; si le nombre de ressortissants étrangers à fortement augmenté sur la période, la population européenne a triplé :
Le graphique qui aurait dû être présenté ici ne peut pas être affiché car il utilise l'ancienne extension Graph, désactivée pour des questions de sécurité. Des indications pour créer un nouveau graphique avec la nouvelle extension Chart sont disponibles ici.

En vert, la population totale de résidents étrangers, en bleu la population totale de résidents étrangers issus de l'UE
 et en rouge la population totale de résidents étrangers non issus de l'UE.
| Ressortissants étrangers (2017) | Ressortissants étrangers (2017) |
| Pays de naissance               | Population                      |
| ------------------------------- | ------------------------------- |
| Ukraine                         | 48 731                          |
| Slovaquie                       | 30 291                          |
| Russie                          | 22 966                          |
| Vietnam                         | 12 611                          |
| Allemagne                       | 3 906                           |
| Pologne                         | 3 298                           |

Les nationalités les plus représentées sont les Ukrainiens (25 % du total des étrangers), les Slovaques, les Russes et les Vietnamiens. La communauté vietnamienne de Prague, peu intégrée, se compose principalement de commerçants installés provisoirement en Tchéquie. Elle trouve son origine dans les relations entretenues entre pays frères du temps du régime communiste : à partir de 1967 et plus encore à partir de 1980, différentes vagues de migrations sont mises en place. Mais la troisième vague de 1980 ne voit plus des étudiants venir terminer leurs études ou des ingénieurs améliorer leurs compétences mais des travailleurs, parfois dénués de qualification, être accueillis par l'État tchécoslovaque alors à la recherche de main d'œuvre,.
Lors du recensement de 2011, interrogés sur leur ethnicité, les Pragois, dans leur immense majorité, s'identifient comme Tchèques, 0,5 % comme Vietnamiens ou 0,1 % comme Allemands. De même, 0,3 % d'entre eux s'identifient comme Moraves et 0,02 comme Silésiens. À l'inverse, parmi l'ensemble de la population tchèque, près de 5 % des habitants se reconnaissent comme Moraves et 0,1 % comme Silésiens et non simplement comme Tchèques – la proportion des Roms dans la population totale y est quant à elle presque deux fois plus importante qu'à Prague.

 
Prague était à une certaine époque une ville multiethnique, divisée entre trois communautés culturelles, les Tchèques, majoritaires, les Allemands et les Juifs. Angelo Ripellino (it), dans son livre Praga Magica, décrit bien la compétition culturelle et politique entre les différentes communautés d'alors : 
« Le sortilège de Prague était en partie dû à son caractère de ville où cohabitaient trois peuples (Dreivölkerstadt) : le tchèque, l'allemand et le juif. Le mélange et le contact des trois cultures donnaient à la capitale de Bohême un caractère particulier, une extraordinaire richesse de ressources et d'impulsions. À l'aube du XXe siècle, y résidaient 414 899 Tchèques (92,3 %) et 37 776 Allemands (7,5 %) parmi lesquels 25 000 personnes d'origine juive. La minorité de langue allemande possédait deux théâtres somptueux, une vaste salle de concert, l'université et l'institut polytechnique, cinq lycées, quatre Oberrealschulen, deux quotidiens, une foule de cercles et d'Instituts. »
Durant l'occupation allemande de la Tchécoslovaquie pendant la Seconde Guerre mondiale, la grande majorité des Juifs a péri dans la Shoah. Les 2,7 millions d'habitants germanophones, quant à eux, sont expulsés après la Seconde Guerre mondiale à la suite des décrets Beneš.

#### Formation et emploi
Le recensement de 2011 permet d'appréhender le niveau de diplômes des habitants de Prague de plus de 15 ans. Ainsi, 23,6 % des Pragois sont titulaires d'un diplôme de l'enseignement supérieur auxquels il convient de rajouter 35,3 % titulaires d'une formation post-secondaire ; seuls 10,4 % des Pragois n'ont pas bénéficié d'une éducation supérieure au niveau collège.
| Niveau de diplôme des habitants de Prague (2011) | Niveau de diplôme des habitants de Prague (2011)                                                                                                | Niveau de diplôme des habitants de Prague (2011) |
| Taux de population                               | Diplôme ou niveau éducatif achevé | Nomenclature ISCED                               |
| ------------------------------------------------ | --- | ------------------------------------------------ |
| 0,2 %                                            | École maternelle | Niveau 0                                         |
| 10,2 %                                           | Enseignement primaire ou premier cycle de l'éducation de base                                                                                   | Niveau 1                                         |
| 10,2 %                                           | Premier cycle de l'enseignement secondaire ou deuxième cycle de l'éducation de base                                                             | Niveau 2                                         |
| 20,3 %                                           | Enseignement secondaire (deuxième cycle) | Niveau 3                                         |
| 35,3 %                                           | Enseignement post secondaire non-supérieur | Niveau 4                                         |
| 21,8 %                                           | Premier cycle de l'enseignement supérieur, ne conduisant pas directement à un titre de chercheur de haut niveau (ex. licence, maîtrise, master) | Niveau 5                                         |
| 1,8 %                                            | Deuxième cycle de l'enseignement supérieur, conduisant à un titre de chercheur de haut niveau (ex. doctorat).                                   | Niveau 6                                         |

La population active représente, en 2011, près de 50,8 % de la population de la ville (parmi lesquels 68,2 % d'employés, 15,9 % de travailleurs indépendants, 4 % d'employeurs, 7,1 % de retraités en activité et 6,8 % de chômeurs),. Parmi les personnes en emploi, 3,8 % travaillent dans le secteur primaire (agriculture, sylviculture, aquaculture), 15,2 % dans le secteur secondaire (9,4 % dans l'industrie et 5,8 % dans la construction) et donc 81 % dans le secteur tertiaire, dont 11,3 % dans le domaine commercial ou 6,2 % dans l'éducation.

#### Religion
Les Pragois — sachant que 44,1 % d'entre eux ne se prononcent pas — sont 18,9 % à se déclarer croyants (dont 33,5 % se réclament de l'Église catholique romaine, 2,6 % de l'Église hussite tchécoslovaque et 3 % de l'Église évangélique des frères tchèques), 37 % se déclarant athées.

### Économie
Prague est en 2016 la septième région la plus riche de l’Union européenne, respectivement derrière Londres, le Luxembourg, les provinces irlandaises du Leinster et du Munster, la région de Bruxelles-Capitale, Hambourg et enfin la capitale voisine  Bratislava. Son PIB par habitant, en parité de pouvoir d'achat, s'élevait à 182 % de la moyenne de l'Union européenne. L'ensemble des autres régions tchèques ont quant à elles un PIB par habitant inférieur à la moyenne. Le taux de chômage s'est établi en 2017 à seulement 1,7 %, ce qui en fait le taux le plus faible de toute l'Union européenne.
La ville est le centre économique de la Tchéquie. Elle concentre les activités économiques centrales du pays telles que la Bourse, la Banque nationale tchèque ou encore les sièges sociaux des principales entreprises comme les chemins de fer tchèques, ČEZ ou des banques Československá obchodní banka et Komerční banka.
Depuis la révolution de Velours de 1989, la structure sectorielle de l'économie pragoise a été grandement transformée. Ainsi, le secteur tertiaire s'est grandement accru au détriment du secteur secondaire. La part du secteur industriel et manufacturier dans la création d'emploi et de valeur y est plus faible que dans le reste du pays. Le nombre d'employés dans le secteur industriel est en déclin constant, passant de 190 000 en 1961, à 148 000 en 1980 et 78 000 en 2001.
Le produit intérieur brut (PIB) de la ville s'élevait à près de 1 200 milliards de couronnes (CZK) (environ 47 milliards d'euros) en 2016, ce qui représente une contribution au PIB national de 25 %. Le PIB par habitant atteint 937 500 CZK par habitant (environ 36 700 €), pour un revenu disponible moyen de 286 500 CZK par habitant (environ 11 200 €).
Le salaire brut moyen y est de 39 782 CZK par mois en 2017 (environ 1 556 €), soit 28 % plus élevé que la moyenne nationale, très inégalement réparti selon le sexe : 44 473 CZK pour les hommes contre 34 304 CZK pour les femmes (respectivement 1 740 € contre 1 340 € environ). Le salaire brut médian est quant à lui de 31 878 CZK (environ 1 250 €), soit 18,8 % plus élevé que la médiane nationale, respectivement 34 722 CZK pour les hommes (environ 1 360 €) et 29 648 CZK pour les femmes (environ 1 160 € €).
Parmi les 686 000 travailleurs que compte Prague en 2017, 79 % sont employés, 2,9 % employeurs et 17,5 % travailleurs indépendants. La ville compte également plus de 605 000 entreprises, dont la répartition par secteur d'activité se fait comme suit – similaire à la répartition au niveau national : 25,7 % dans le domaine du commerce (vente de gros et de détail), 19,4 % dans le domaine technique et scientifique (contre 13,2 % des entreprises tchèques), 8 % dans le domaine industriel, 8 % dans le domaine de la construction, 4,1 % dans le domaine de l'information et de la communication 2,2 % des entreprises tchèques), 10,2 % dans le domaine immobilier 5,9 % des entreprises tchèques), 4 % dans le domaine de l'hôtellerie et de la restauration et 1,6 % dans le domaine agricole (4,5 % des entreprises tchèques).
Plus d'un quart des entreprises pragoises — pour lesquelles l'information est connue — ne comptent aucun salarié (26,7 % précisément), 10 % moins de 10 salariés, 1,7 % de 10 à 50 salariés et 4,4 % de 50 à 250 salariés, des taux comparables à la moyenne nationale.

#### Tourisme
| Pays         | Nombre    | Part   |
| Allemagne    | 913 950   | 13,9 % |
| États-Unis   | 472 737   | 7,2 %  |
| Royaume-Uni  | 403 553   | 6,1 %  |
| Russie       | 389 065   | 5,9 %  |
| Italie       | 322 744   | 4,9 %  |
| Corée du Sud | 299 927   | 4,6 %  |
| Slovaquie    | 287 641   | 4,4 %  |
| Chine        | 284 602   | 4,3 %  |
| France       | 233 691   | 3,6 %  |
| Pologne      | 225 120   | 3,4 %  |
| Total        | 6 562 518 | 100 %  |

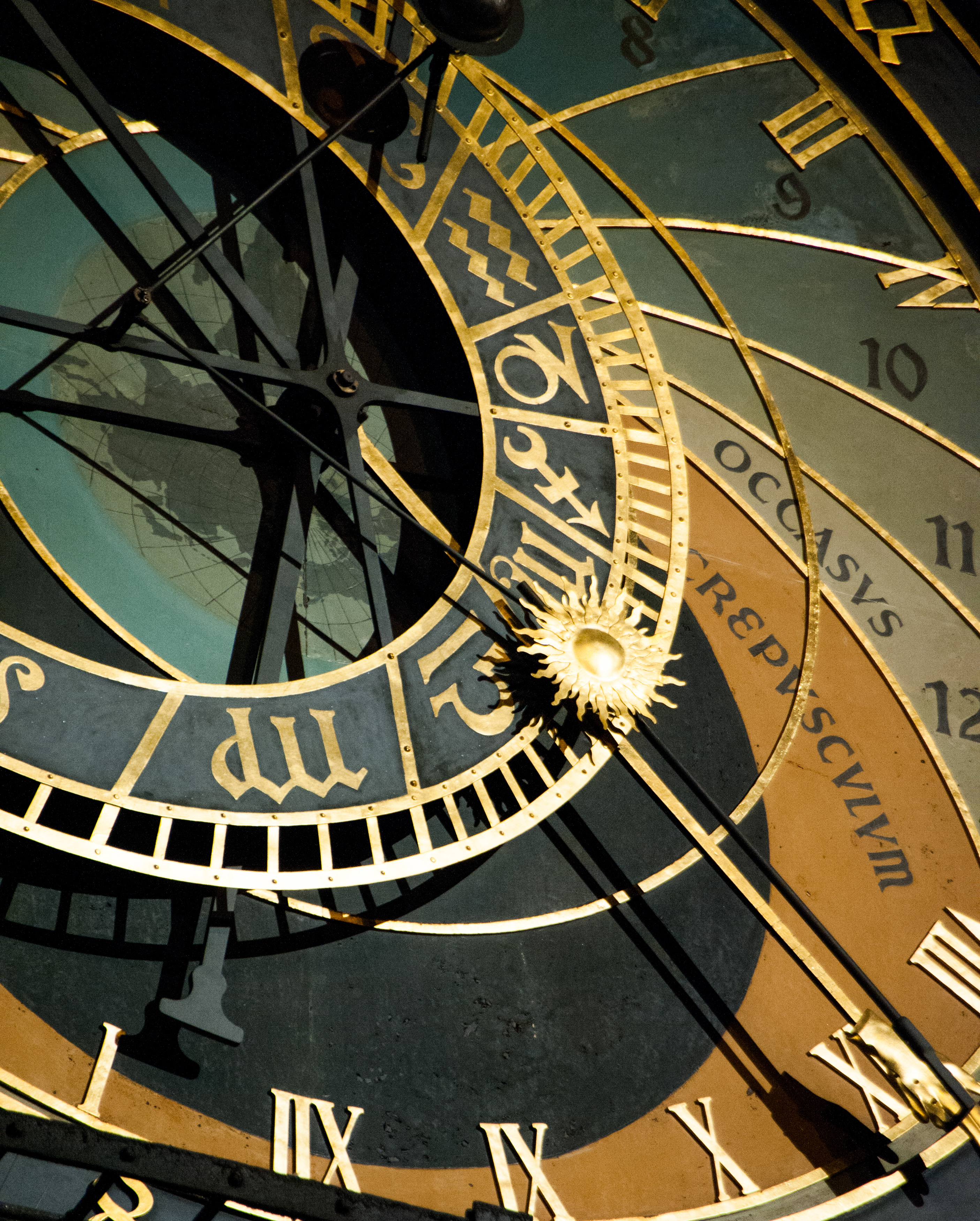
Détail de l'horloge astronomique, monument qui attire de très nombreux touristes.

Le tourisme est un secteur d'activité important avec 7,6 millions de visiteurs en 2017, représentant plus de 18 millions de nuitées (séjour moyen de 2,4 nuitées). Il s'agit en majorité de visiteurs étrangers (6,5 millions) parmi lesquels arrivent en tête les Allemands (913 950), suivis des Américains (472 737), des Britanniques (403 553), des Russes (389 065 – leur séjour moyen est le plus long avec 3,9 nuitées en moyenne) et des Italiens (322 744). En 2012, seuls 5 726 454 visiteurs étrangers avaient séjourné dans la ville (pour 14 443 143 nuitées), soit une hausse quinquennale de plus de 33 %. L'offre hôtelière se compose en 2017 de 787 établissements — dont 46 hôtels cinq étoiles, 48 auberges de jeunesse et 20 campings — proposant 41 617 chambres et 90 891 lits auxquels s'ajoutent 1 096 emplacements de camping.
En 2020, une étude sur les villes européennes subissant une intense pression touristique a montré que la capitale tchèque est la 15e la plus exposée en Europe, avec 8 vacanciers par habitant, à égalité avec Athènes et Nice.

### Enseignement
Prague est le principal centre d'enseignement du pays. La ville comptabilise en 2017 plus de 145 000 élèves d'écoles maternelles (mateřská škola en tchèque) et primaires (základní škola en tchèque), répartis respectivement en 426 écoles maternelles et 27 écoles primaires, établissements privés et publics confondus. La profession d'instituteur y est très largement féminisée, à plus de 98 % en maternelle et 84 % en primaire.
L'enseignement secondaire est lui assuré par :
- 66 lycées généraux (gymnázium en tchèque) totalisant environ 24 000 élèves, préparant les élèves au certificat de maturité, assimilable au baccalauréat français ;
- 139 établissements d'enseignement professionnel, similaires aux lycées professionnels en France, accueillant approximativement 34 000 apprentis. Les élèves y préparent un diplôme d'apprentissage aux métiers de technicien et d'artisanat. Un parcours optionnel de deux ans (voire un an en plus ou en moins, selon la durée du cursus précédent) permet aux apprentis de se présenter au certificat de maturité[29].

#### Vie universitaire

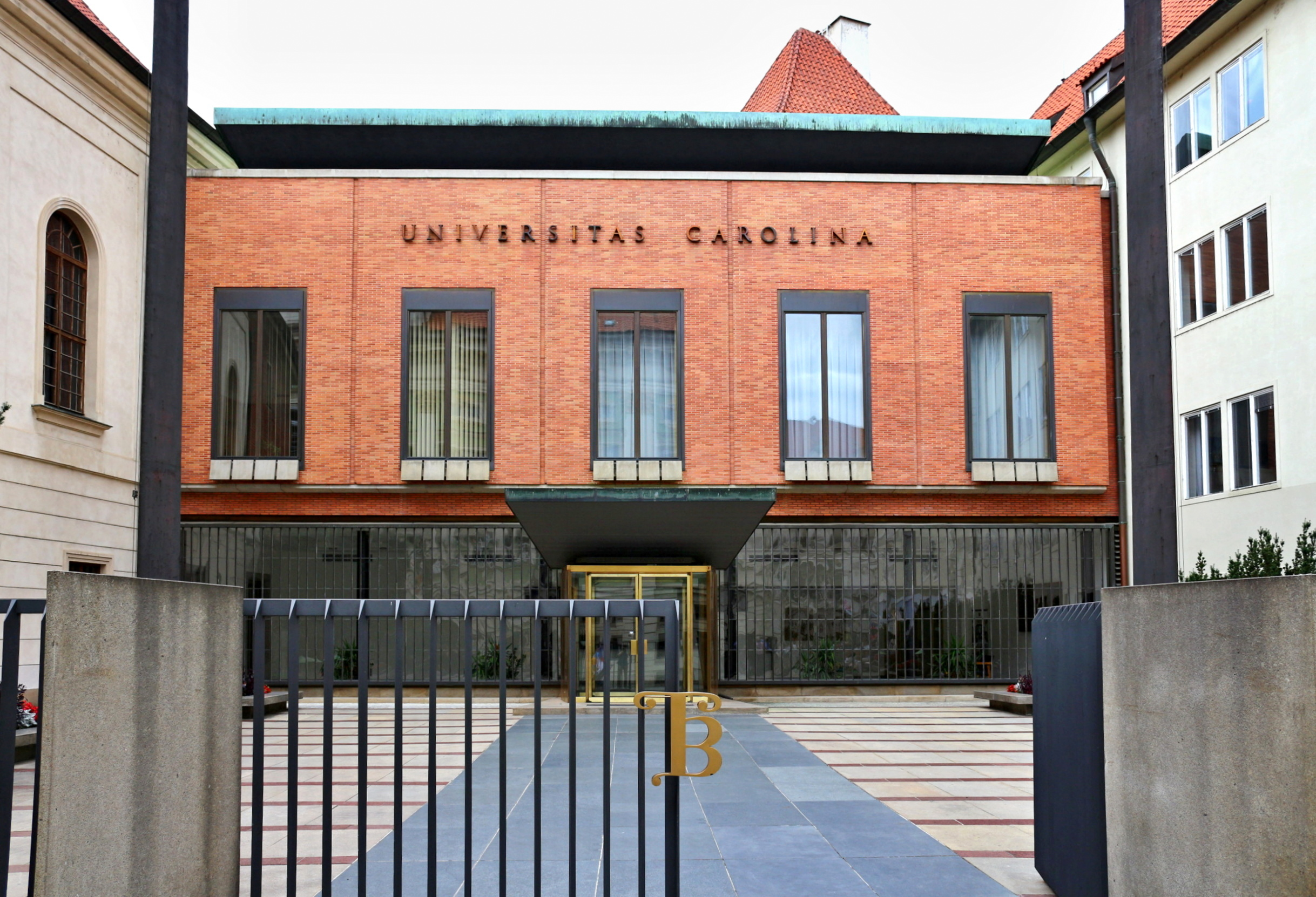
Entrée du Karolinum.

Prague est une ville étudiante, avec approximativement 130 000 étudiants en 2015, en baisse régulière depuis le pic de 2010 (on dénombrait alors 150 000 étudiants). La ville concentre trente établissements d'enseignement supérieur (universités, écoles ou conservatoires). Les étudiants étrangers y étaient au nombre de 20 268, soit 49 % de tous les étrangers fréquentant des établissements d'enseignement supérieur en Tchéquie, représentant 16 % de l'ensemble des étudiants de Prague. Près de la moitié d'entre eux 48 % précisément) sont issus des pays de l'Union européenne, au premier rang desquels figurent les étudiants slovaques 85 %, suivis des étudiants allemands (au nombre de 246), des Britanniques (166) et des Polonais (122) ; viennent ensuite les étudiants issus de l'ancien bloc soviétique (hors Pays baltes) représentant 39 % des étudiants étrangers.
Parmi les principaux établissements d'enseignement supérieur figure l'université Charles (univerzita Karlova), fondée en 1348 par l'empereur Charles IV ce qui en fait la plus ancienne université d'Europe centrale mais aussi la plus ancienne université allemande. Forte de 17 facultés, elle est fréquentée en 2016 par un peu moins de 50 000 étudiants dont 7 500 doctorants.
L'université technique (České Vysoké Učení Technické v Praze) a été fondée en 1707 par l'empereur Joseph Ier à la demande de Christian Josef Willenberg aux fins d'enseigner les « arts de l'ingénierie » à Prague, ce qui en fait l'une des plus anciennes universités techniques d'Europe. Elle est divisée en 8 facultés dont la faculté de physique nucléaire, la faculté d'électrotechnique ou encore la faculté de génie biomédical. En 2018, elle accueille environ 18 000 étudiants,.
L'école supérieure d'économie (Vysoká škola ekonomická v Praze), fondée en 1953, est divisée en 6 facultés dont la faculté de relations internationales ou la faculté de management. Considérée par le Financial Times comme l'une des meilleures écoles de commerce de l'Europe post-communiste, elle compte environ 15 000 étudiants en 2018.
Parmi les autres établissements de renom figurent notamment l'Académie tchèque des arts musicaux (Akademie múzických umění), constituée entre autres de la Faculté de cinéma (FAMU) ; le conservatoire (Pražská konzervatoř), fondé en 1808 où a étudié Antonín Dvořák ; l'Académie des beaux-arts (Akademie výtvarných umění v Praze), fondée en 1799 dont František Kupka a été l'un des étudiants ; ou encore l'École des arts appliqués (Vysoká škola uměleckoprůmyslová v Praze).

### Santé
Prague compte en 2017 28 établissements de santé, dont 15 établissements spécialisés, sept institutions médicales de long terme et 370 pharmacies et dispensaires, ayant accueilli 327 136 patients. La ville compte en outre 10 270 médecins, toutes spécialités confondues (en équivalent temps plein), soit 8 médecins pour 1 000 habitants, chiffre bien supérieur à la moyenne nationale de 4,7 médecins pour 1 000 habitants,.

### Médias
Prague abrite de nombreux médias tant de presse écrite, de radio, de télévision ou numérique. On peut ainsi citer les journaux Blesk, Haló Noviny, Hospodářské noviny, Lidové noviny, MF Dnes, ou encore Pražský deník publiés en tchèque ; plusieurs journaux en langue étrangère y sont également édités, principalement germanophones (Landesecho — mensuel publié par l'Assemblée nationale des Allemands en Bohême, Moravie et Silésie — ; Prager Zeitung, hebdomadaire) ou anglophones (Prague Post, Prague Tribune (magazine)). Parmi les principaux sites d'informations en ligne se retrouvent Aktuálně Praha, České noviny Praha, ČT24 Praha, Idnes Praha ou encore le Prague Daily Monitor, en anglais.
La ville abrite également les studios de la télévision publique, Česká televize — qui propose six chaînes de télévision —, de TV Barrandov, de Prima TV et de TV Nova, première chaîne en termes d'audience en 2018.
La ville abrite les studios de Radio Free Europe dont les émissions, autrefois destinées aux pays du Bloc de l'Est, émettent en 25 langues dans vingt pays parmi lesquels l'Afghanistan, l'Iran ou encore la Russie.

### Sports
Le sport à Prague est dominé, comme dans le reste du pays, par le football et le hockey sur glace. Y dominent notamment les deux clubs rivaux du Slavia Prague et du Sparta Prague, omnisports, mais principalement connus pour leurs sections dans ces deux sports, dont la rivalité culmine lors des matchs de derby. Historiquement, le Sparta est implanté dans les quartiers populaires de Bubeneč et Holešovice, tous deux situés au nord de la ville, dans le méandre de la Vltava — les principaux stades du club sont le Tipsport arena et le stade Letná. Le Slavia quant à lui, d'origine plus bourgeoise, joue ses matchs à l'O2 Arena et à l'Eden Aréna, dans les quartiers de Libeñ et de Vršovice,. Prague compte deux autres clubs de Première Ligue, le Dukla Prague et le Bohemians 1905, qui ont connu leurs heures de gloire dans les années 1960 à 1980[réf. nécessaire].
En sport féminin, l'USK Prague est un club de basket-ball reconnu, 13 fois champion national (en 2019) et vainqueur de l'Euroligue féminine de basket-ball 2014-2015.
Parmi les infrastructures sportives, il convient notamment d'y ajouter quatre grandes patinoires, six espaces aquatiques et nautiques et enfin le stade de Strahov — théoriquement le deuxième plus grand complexe sportif du monde après l'Indianapolis Motor Speedway, pouvant accueillir près de 240 000 spectateurs, — ; il est aujourd'hui limité à l'entraînement du Sparta et aux concerts internationaux. Prague abrite également le principal hippodrome du pays, l'hippodrome de Velka Chuchle[réf. nécessaire].

### Sécurité
La criminalité est en forte baisse à Prague : le nombre d'infractions pénales (crimes et délits en droit français) a chuté de 47 % de 2005 à 2017. Parmi celles-ci, on recense 82,5 % d'infractions de droit commun, 12,6 % d'infractions économiques, 0,5 % de vols à main armée, 2,5 % de cambriolage et moins de 0,2 % de viols et de meurtres (respectivement 94 et 22 en 2017). Le nombre d'infractions a baissé de 30 à 75 % pour l'ensemble de ces catégories, à l'exception du nombre de viols, constant sur la période.

## Politique et administration

### Tendances politiques et résultats
La ville de Prague est un « traditionnel bastion de la droite ». C'est ainsi que lors des deux dernières élections présidentielles, le président élu Miloš Zeman — eurosceptique « décomplexé » issu de la gauche et notamment du Parti social-démocrate — n'a jamais figuré en tête des scrutins, à l'inverse de ses adversaires, le conservateur Karel Schwarzenberg en 2013 ou le candidat europhile soutenu par le parti chrétien-démocrate Jiří Drahoš en 2018. De même, les résultats lors des élections locales (municipales et législatives), les partis en tête sont depuis le mitan des années 2000 des partis comme ANO de centre droit et d'orientation libérale-conservatrice ; TOP 09 de centre droit, conservateur, libéral et pro-européen ; ou encore l'ODS, le Parti démocratique civique, conservateur libéral et eurosceptique. L'élection municipale de 2018, bien qu'elle ait vu la victoire du parti ODS, a vu l'élection au poste de maire de Zdeněk Hřib, du Parti pirate, avec le soutien de plusieurs partis de droite,.
| Principaux résultats électoraux à Prague                                                                             | Principaux résultats électoraux à Prague | Principaux résultats électoraux à Prague | Principaux résultats électoraux à Prague | Principaux résultats électoraux à Prague | Principaux résultats électoraux à Prague | Principaux résultats électoraux à Prague |
| Scrutins | Date                                     | Date                                     | Inscrits                                 | Votants                                  | Participation                            | En tête                                  |
| --- | ---------------------------------------- | ---------------------------------------- | ---------------------------------------- | ---------------------------------------- | ---------------------------------------- | ---------------------------------------- |
| Élections législatives                                                                                               | 2010                                     | 2010                                     | 943 459                                  | 641 416                                  | 67,99 %                                  | TOP 09                                   |
| Élections législatives                                                                                               | 2013                                     | 2013                                     | 921 819                                  | 591 245                                  | 64,14 %                                  | TOP 09                                   |
| Élections législatives                                                                                               | 2017                                     | 2017                                     | 916 940                                  | 615 519                                  | 67,13 %                                  | ANO                                      |
| Élections municipales                                                                                                | 2006                                     | 2006                                     | 971 000                                  | 409 449                                  | 42,17 %                                  | ODS                                      |
| Élections municipales                                                                                                | 2010                                     | 2010                                     | 944 866                                  | 419 788                                  | 44,43 %                                  | TOP 09                                   |
| Élections municipales                                                                                                | 2014                                     | 2014                                     | 925 548                                  | 349 109                                  | 37,72 %                                  | ANO                                      |
| Élections européennes                                                                                                | 2004                                     | 2004                                     | 978 107                                  | 338 540                                  | 34,58 %                                  | ODS                                      |
| Élections européennes                                                                                                | 2009                                     | 2009                                     | 955 836                                  | 341 528                                  | 35,73 %                                  | ODS                                      |
| Élections européennes                                                                                                | 2014                                     | 2014                                     | 922 378                                  | 238 121                                  | 25,82 %                                  | TOP 09                                   |
| Élections présidentielles                                                                                            | 2013                                     | 1er tour                                 | 935 085                                  | 608 749                                  | 65,10 %                                  | Karel Schwarzenberg                      |
| Élections présidentielles                                                                                            | 2013                                     | 2e tour                                  | 932 322                                  | 593 337                                  | 63,64 %                                  | Karel Schwarzenberg                      |
| Élections présidentielles                                                                                            | 2018                                     | 1er tour                                 | 919 247                                  | 621 021                                  | 67,56 %                                  | Jiří Drahoš                              |
| Élections présidentielles                                                                                            | 2018                                     | 2e tour                                  | 916 456                                  | 651 774                                  | 71,12 %                                  | Jiří Drahoš                              |
| Source : Office statistique tchèque ; les informations relatives aux vainqueurs proviennent de la Wikipédia tchèque. |                                          |                                          |                                          |                                          |                                          |                                          |

### Administration municipale
L'administration municipale se compose de deux organes, l'Assemblée et le Conseil municipal.
L'Assemblée (Zastupitelstvo hlavního města Prahy), comprend de 55 à 70 membres — 65 pour la législature 2018-2022 — élus par les citoyens de la ville au scrutin proportionnel. Les partis représentés pour cette législature sont les suivants : le Parti pirate, Praha Sobě, TOP 09, STAN, l'Union chrétienne démocrate, l'ODS et ANO. Elle se réunit sous la conduite du maire au minimum une fois par trimestre, dès que nécessaire. Elle fonctionne également sous forme de commissions dont la Commission des finances, la Commission de contrôle, la Commission de l'Éducation et la Commission des minorités nationales si au dernier recensement, 5 % au moins des habitants ne sont pas de nationalité tchèque. Ces compétences concernent l'aménagement du territoire, le budget, la citoyenneté honoraire, les transports en commun, la collecte des déchets, la police municipale, la vie culturelle, la gestion des bâtiments historiques… le tout en vertu de l'article 59 de la loi sur la ville-capitale de Prague,.
Le Conseil municipal (Rada hlavního města Prahy) comprend onze membres élus parmi les membres de l'Assemblée, avec à sa tête le maire (primátor). Les réunions du conseil sont hebdomadaires et, à la différence de celles de l'Assemblée, ne sont pas publiques. Il s'agit de l'organe exécutif de la ville, responsable devant l'Assemblée dont il émane. Il assure la gestion de la ville, prépare des propositions pour l'Assemblée et s'assure que les résolutions adoptées par cette dernière sont exécutées.
Enfin, le maire, élu par l'Assemblée, est responsable devant elle. Il nomme, entre autres, le directeur général de l'hôtel de ville, représente Prague à l'extérieur et assume enfin, sauf exceptions, les fonctions de Gouverneur régional. En effet, Prague ne fait pas partie de la région de Bohême centrale (Středočeský kraj) — dont elle accueille pourtant le siège administratif — qui l'entoure pourtant en totalité.
| Période | Période  | Identité         | Étiquette     | Qualité                          |
| ------- | -------- | ---------------- | ------------- | -------------------------------- |
| 1989    | 1990     | Josef Hájek      | PC            | Ingénieur des mines              |
| 1990    | 1991     | Jaroslav Kořán   | Forum civique | Écrivain, scénariste, traducteur |
| 1991    | 1993     | Milan Kondr      | ODS           | Ingénieur                        |
| 1993    | 1998     | Jan Koukal       | ODS           | Physicien                        |
| 1998    | 2002     | Jan Kasl         | ODS           | Architecte                       |
| 2002    | 2002     | Igor Němec       | ODS           | Mathématicien                    |
| 2002    | 2010     | Pavel Bém        | ODS           | Psychiatre                       |
| 2010    | 2013     | Bohuslav Svoboda | ODS           | Gynécologue-obstétricien         |
| 2013    | 2014     | Tomáš Hudeček    | TOP 09        | Géographe                        |
| 2014    | 2018     | Adriana Krnáčová | ANO           | Femme d'affaires                 |
| 2018    | 2023     | Zdeněk Hřib      | Parti pirate  | Médecin, Consultant IT           |
| 2023    | En cours | Bohuslav Svoboda | ODS           | Gynécologue-obstétricien         |

#### Subdivisions administratives

Districts municipaux et arrondissements administratifs de Prague.

Depuis 1990, la municipalité de Prague (hlavní město Praha) est divisée en arrondissements municipaux et administratifs. Les districts municipaux (městská část), au nombre de 57, sont administrés par un conseil municipal et un maire et ont pour principales compétences la gestion de l'environnement et des parcs publics, les équipements scolaires, l'entretien des infrastructures routières, les services de lutte contre l'incendie, ainsi que certains programmes culturels, sportifs, sanitaires et sociaux auxquelles se rajoute l'administration de certains biens publics, notamment les logements sociaux. À l'inverse, certaines compétences proches demeurent des prérogatives de la municipalité centrale de Prague (éclairage public, transports en commun, collecte des déchets, bâtiments historiques, etc.). Ces compétences procèdent d'un processus de décentralisation, d'une autonomie laissée à la ville et aux districts.

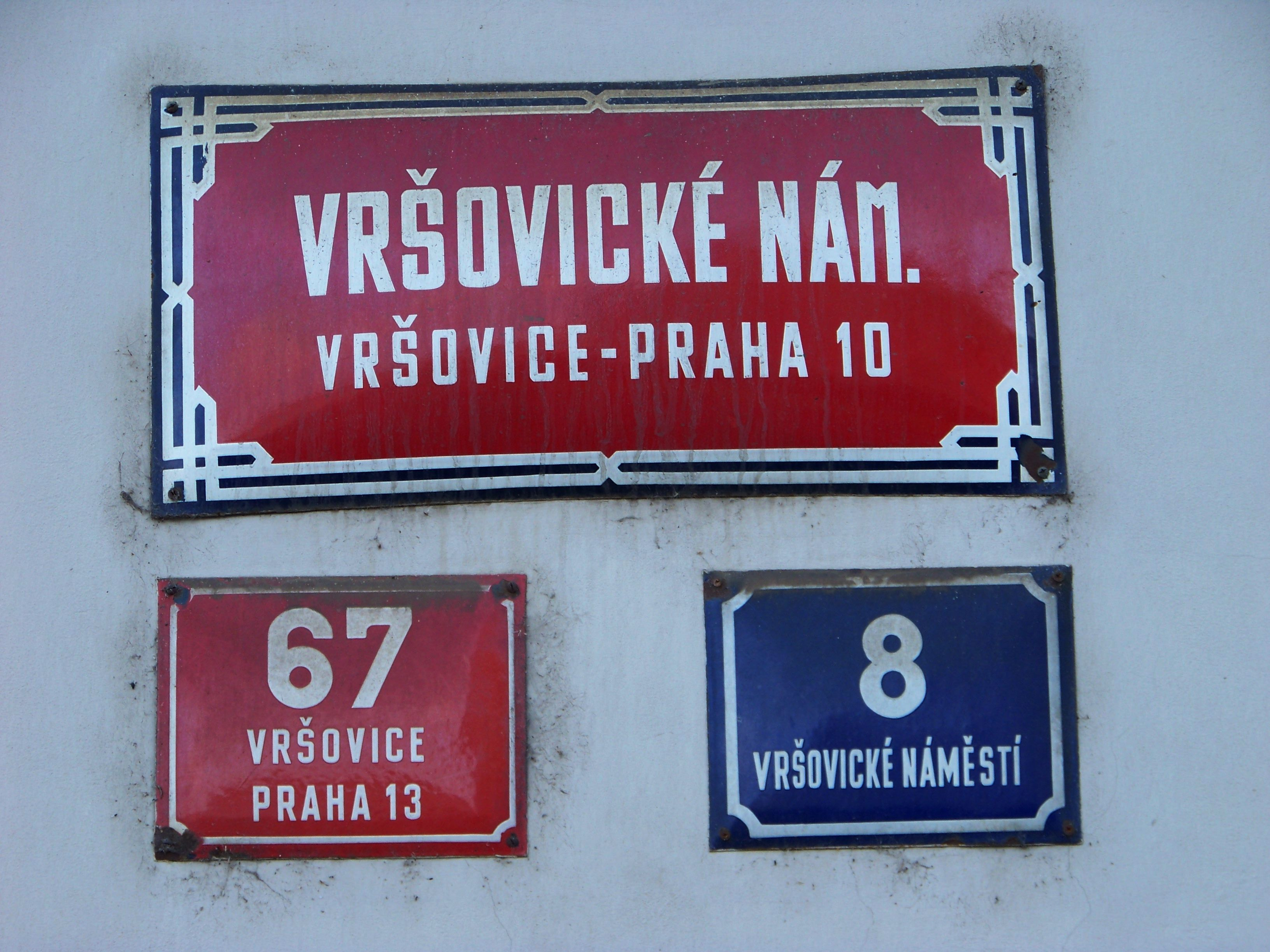
Ces plaques de rue sur la place de Vršovice (Vršovické náměstí) résument la complexité du découpage administratif pragois : la plaque inférieure rouge, mentionnant le nom du quartier de Vršovice (appellation cadastrale et populaire) et le numéro descriptif de l'immeuble, comporte la mention Praha 13 alors que la place fait partie de l'arrondissement de Prague 10 depuis 1960 comme le mentionne la plaque supérieure ; la plaque bleue mentionne le numéro d'orientation de l'immeuble.

Les 22 arrondissements administratifs (správní obvod) de Prague ne relèvent quant à eux pas de l'administration municipale mais de celle de l'État. Le découpage des arrondissements administratifs rejoint celui des districts municipaux, agrégeant de un à cinq districts. Au sein de chaque arrondissement administratif, un seul district municipal est désigné pour fournir l'ensemble des services gouvernementaux à tous les districts composant l'arrondissement dont il partage le nom : ainsi, le district de Prague 19, anciennement Praha - Kbely, est seul compétent pour délivrer ces services publics à ses habitants et à ceux des districts voisins de Satalice et Vinoř, tous trois formant un seul et même arrondissement, également dénommé Prague 19. Ces services comprennent par exemple la délivrance de permis de construire, la tenue de l'état-civil et la délivrance des titres d'identité, l'immatriculation des véhicules, etc. Le lien entre district municipal et arrondissement administratif est donc ténu et leur fonctionnement est étroitement imbriqué. Ces compétences procèdent de la délégation mise en place par l'État dans un système déconcentré,.
Avant 1960, la ville connaissait un découpage administratif encore différent (16 arrondissements administratifs de 1949 à 1960 puis seulement 10) et que cette organisation territoriale continue de marquer les lieux : en effet, les panneaux de rue ont conservé la mention de cet ancien découpage, dont l'utilisation se perpétue dans le libellé postal : ainsi, une adresse dans le quartier de Kbely s'écrira toujours Praha 9 - Kbely, malgré la nouvelle numérotation du district (et de l'arrondissement) Praha 19.
Enfin, la ville est également divisée en 112 sections cadastrales (katastrální území). Celles-ci font référence aux noms des quartiers, parfois des anciens villages, qu'elles recouvrent ; ce sont les noms quotidiennement utilisés par la population. De fait, les Pragois utilisent davantage ces appellations cadastrales au quotidien que les appellations officielles des districts municipaux ou des arrondissements administratifs. Cependant, certains quartiers ne forment pas de sections cadastrales autonomes, parmi lesquels les quartiers de Barrandov, Spořilov, Pankrác, Letná, Bubny, Strahov, etc.
À Prague, comme dans les autres villes tchèques, un double système est utilisé pour la numérotation des voies. Chaque bâtiment possède un numéro descriptif (číslo popisné) en rouge et un numéro d'orientation (číslo orientační) en bleu. Le numéro rouge, qui correspond à une parcelle du cadastre, est unique pour chaque bâtiment d'une section cadastrale et peut ne pas suivre les numéros des bâtiments proches. Le numéro bleu est un simple numéro séquentiel, similaire à ceux utilisés dans d'autres villes européennes — néanmoins, il peut facilement être modifié si un bâtiment est détruit ou bâti dans la rue. Chaque numéro peut être utilisé seul dans une adresse, mais il est possible d'indiquer les deux à la fois pour éviter toute méprise, en commençant par le numéro rouge. Cette redondance s'explique par le caractère non systématique du nom des rues : dans les villages, elles ne sont généralement pas nommées et le numéro descriptif ou cadastral est alors indispensable au facteur ou au visiteur ; dans les villes, au contraire, il est de peu d'utilité mais obligatoire.

### Jumelages
Du temps du régime communiste, un certain nombre de partenariats existaient, soit dans le cadre de la politique de coopération au sein du camp socialiste soit dans le cadre de l'assistance internationale des pays socialistes aux pays en développement (avec les villes d'Aden ou de Damas par exemple). Après 1989, ces contrats n'ont pas été renouvelés ou sont devenus caducs du fait des changements géopolitiques. La ville de Prague a en revanche mis en place différents systèmes d'échange, dans le cadre de coopération à long terme, et ce dès 1990 avec les villes allemandes de Hambourg, Francfort-sur-le-Main et Nuremberg ainsi qu'avec Chicago. La ville privilégie depuis la coopération sur des sujets spécifiques. La signature d'accords de jumelage avec les villes de Canton, de Taipei ou de Séoul au cours des années 2000, en dépit de la politique pragoise de coopération informelle, s'explique par le formalisme dans la coopération culturellement attendu dans ces pays d'Asie de l'Est.
En 2016, Prague est jumelée avec quinze villes que sont Hambourg, Francfort-sur-le-Main, Nuremberg et Chicago (depuis 1990), Saint-Pétersbourg et Phoenix (1991), Moscou (1995), Berlin et Kyoto (1996), Paris (1997), Taipei (2001), Bruxelles (2003), Séoul (2005), Miami (2010) et Canton (2014). La ville a également mis en place des partenariats, en l'absence de tout contrat de jumelage, avec les villes de Vienne, Bratislava, Jérusalem (1994), Riga (1999), Budapest (2010) et Tbilissi (2012). Les relations avec Vienne et Bratislava reposent sur des liens étroits et anciens.
Certains districts de Prague ont par ailleurs directement mis en place des coopérations avec des arrondissements de la capitale slovaque, comme Prague 1 avec la Vieille ville (en 2004), Prague 2 avec Rača (2002) ainsi que Prague 7 avec la Nouvelle ville.

## Culture et patrimoine

### Patrimoine architectural

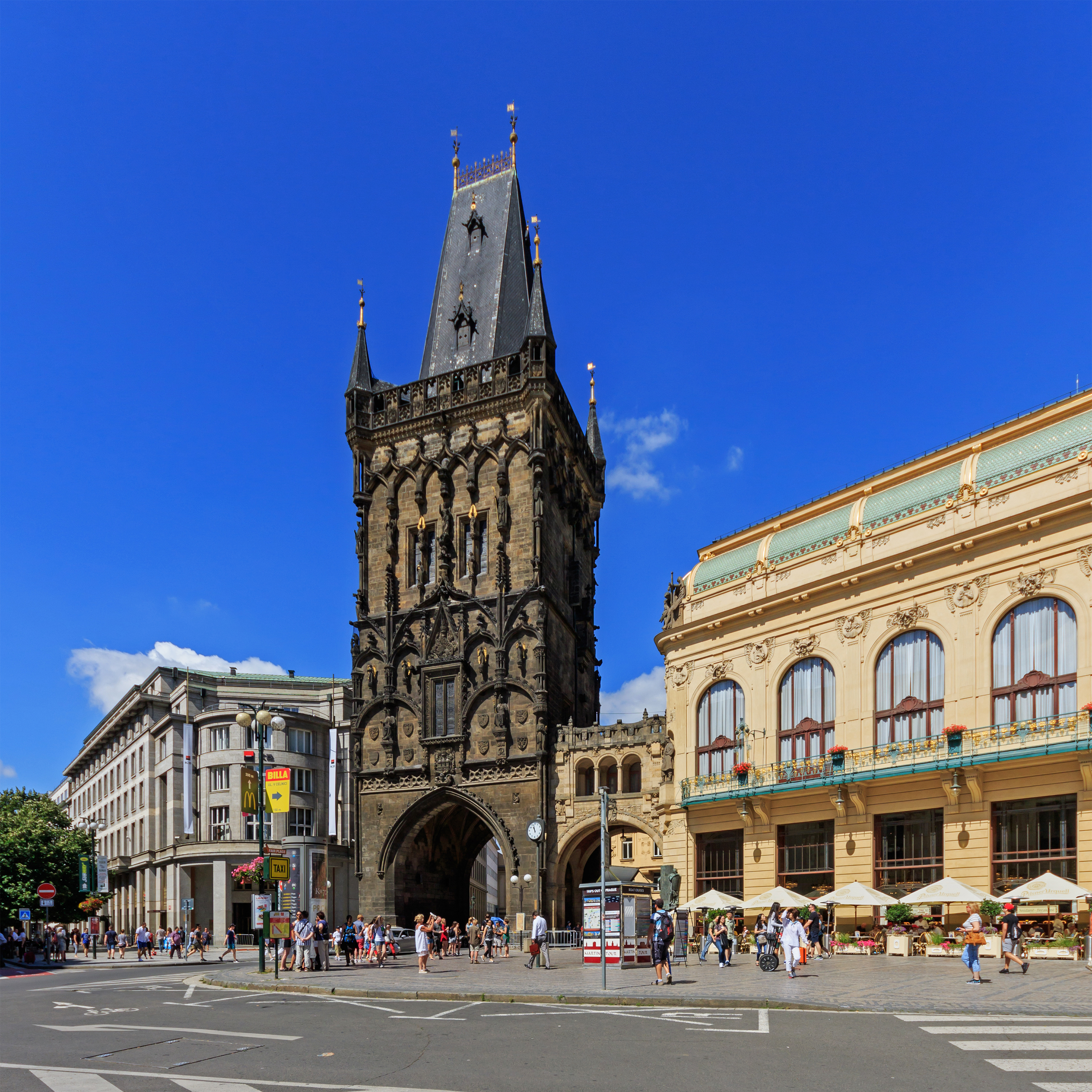
Variété architecturale : Komerční banka, Tour poudrière et Maison municipale.

Rainer Maria Rilke décrit sa ville natale comme un « poème épique d'architecture ». Elle présente un patrimoine architectural exceptionnel.

#### Architecture médiévale
La commune compte plusieurs témoignages remarquables de l'architecture médiévale. Les vestiges romans sont rares : si au XIIe siècle, chaque quartier possédait son église et ses belles demeures en pierre calcaire, de cette époque ne subsistent que les caves voûtées des constructions plus tardives — le niveau du sol ayant été rehaussé au XIIIe siècle contre les inondations. Néanmoins, le palais de la Vieille Ville, aussi appelé Maison des seigneurs de Kunštát et Poděbrady en est l'un des plus beaux témoignages, aux côtés de la basilique Saint-Georges, chef-d'œuvre de l'art roman édifié vers 920 et reconstruit au XIIe siècle. Rajoutons également les trois rotondes Sainte-Croix, Saint-Martin et Saint-Longin.
Le couvent Sainte-Agnès est l'un des plus anciens témoins de l'architecture gothique, rapportée probablement de Bourgogne vers 1230, peu de temps avant l'édification de la Synagogue vieille-nouvelle. Sous le règne de l'empereur Charles et son fils Venceslas IV, la ville s'épanouit. La première pierre de la cathédrale Saint-Guy est posée sur la colline du Hradschin, le pont Charles franchit la Vltava sur plus de 500 mètres, l'ancienne forteresse romane est remplacée par un vaste ensemble royal gothique, le tout dans le cadre d'un projet urbanistique concerté, sans doute l'un des plus ambitieux et importants de l'Europe médiévale. Quant à la construction de l'église de Notre-Dame du Týn, dont la silhouette surplombe la place de la vieille ville, elle débute vers 1360[réf. nécessaire].
« Pont de pierre » jusqu'en 1870, le pont Charles est l'emblème de la ville et en est l'ouvrage gothique le plus célèbre. Endommagé à de multiples reprises — notamment en 1890 lorsque trois arches s'effondrent —, il est cerné par trois tours. La première d'entre elles, dite de la Vieille-Ville, achevée vers 1380, a connu de multiples usages tant symboliques que défensifs ; les autres, sises à Malá Strana, datent de 1130 pour la plus ancienne et de 1464 pour la plus récente, dite tour haute. Le pont Charles abrite une véritable statuaire : trente statues et groupes de sculptures, en majeure partie baroques, ornent chaque pile. La plupart sont donc postérieures à la construction du pont d'environ trois siècles, entre les XVIIe et XVIIIe siècles. Elles sont le fruit de commandes d'institutions, d'ordres religieux voire de particuliers. La plus célèbre d'entre elles représente Saint Jean Népomucène, martyr jeté du pont en 1393.

Architecture médiévale à Prague
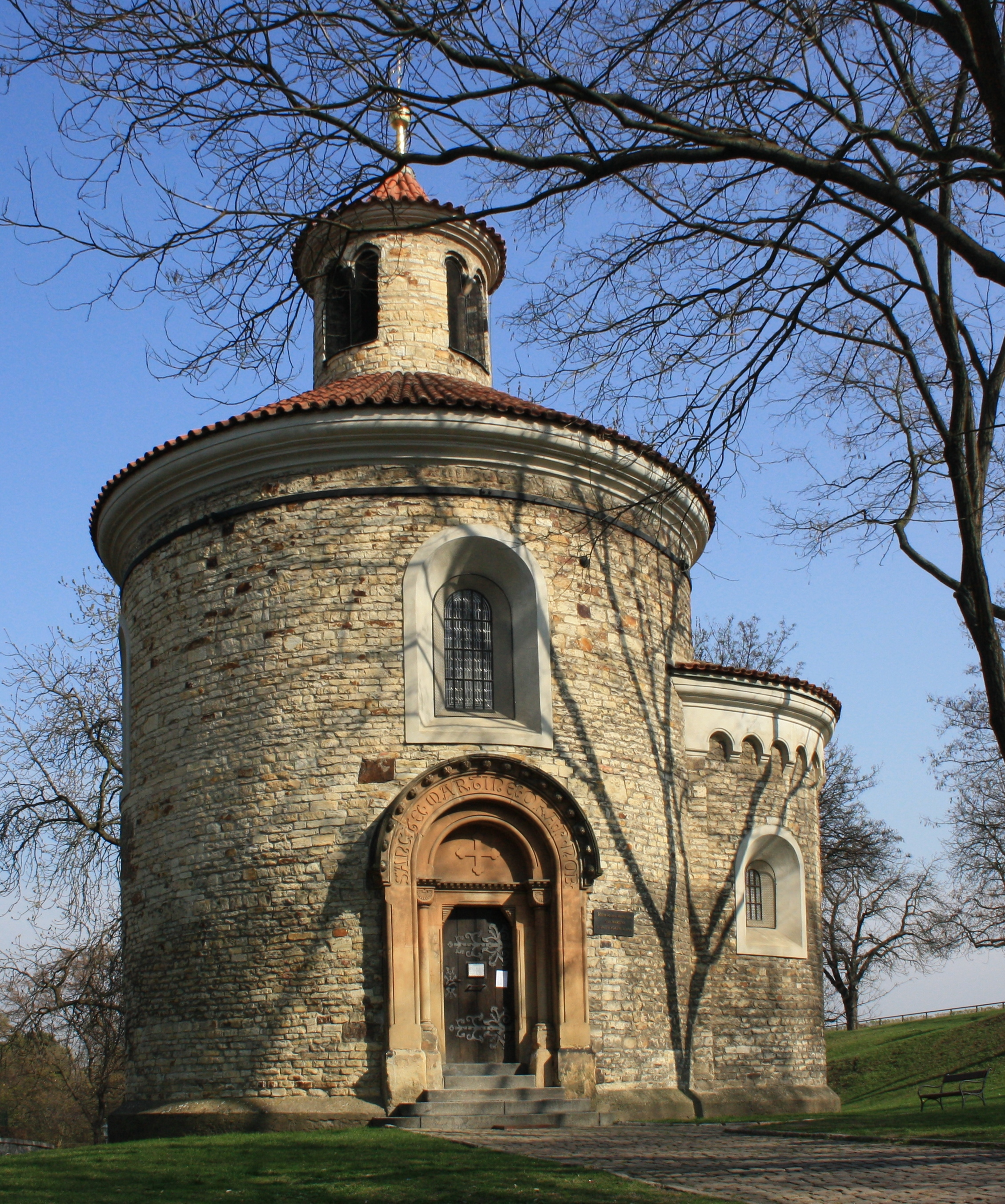
Rotonde Saint-Martin.
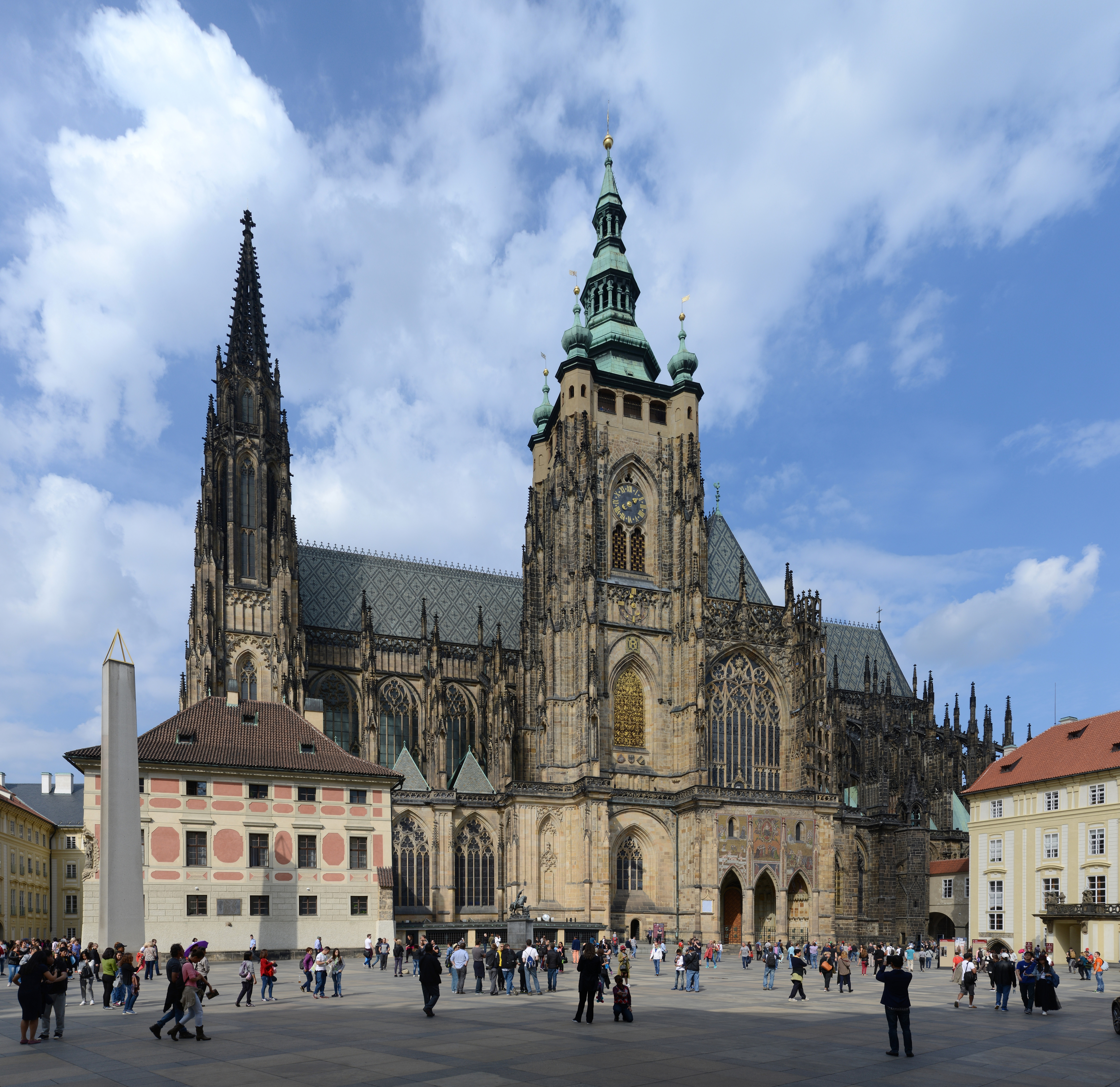
Cathédrale Saint-Guy.
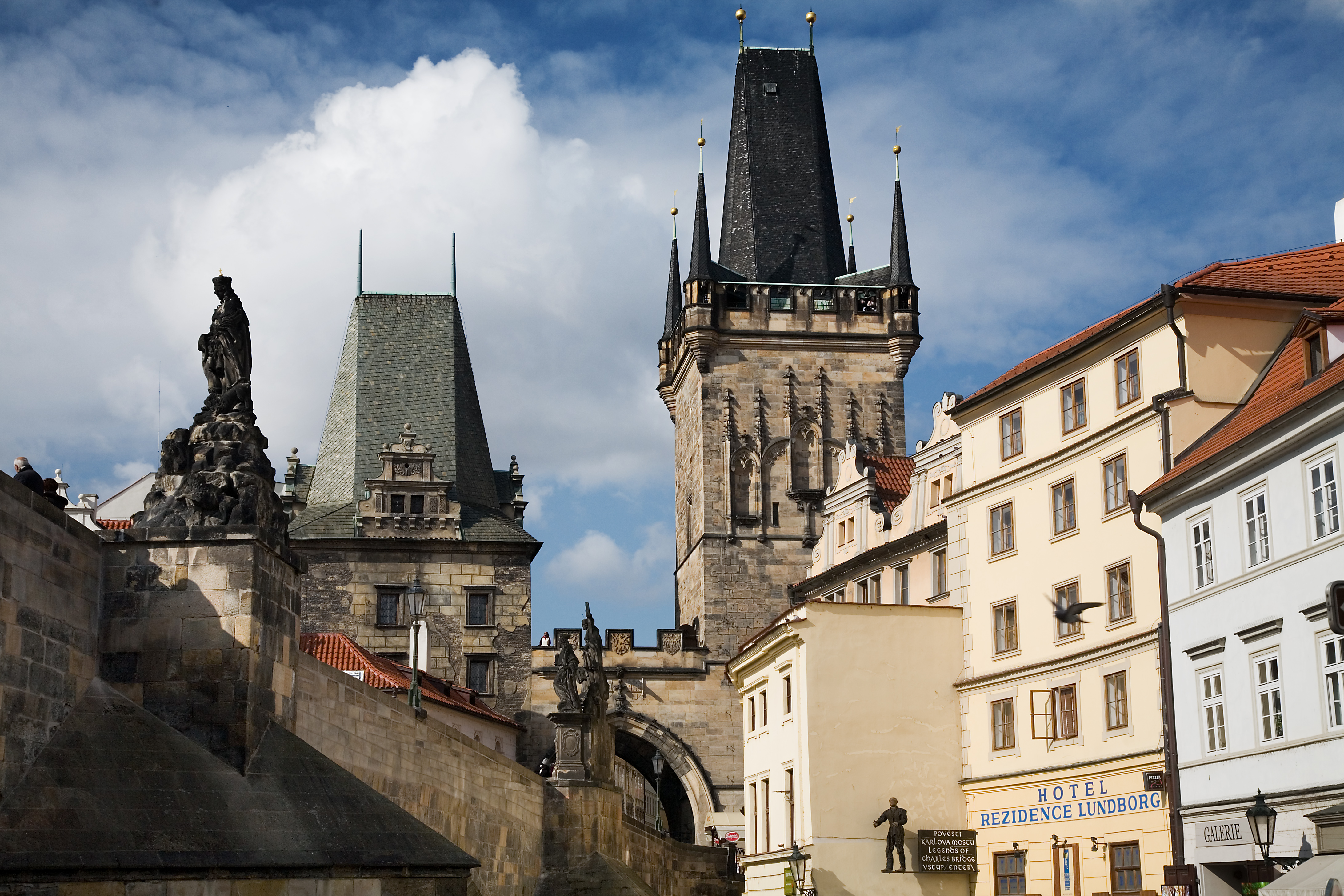
Tours de Malá Strana.
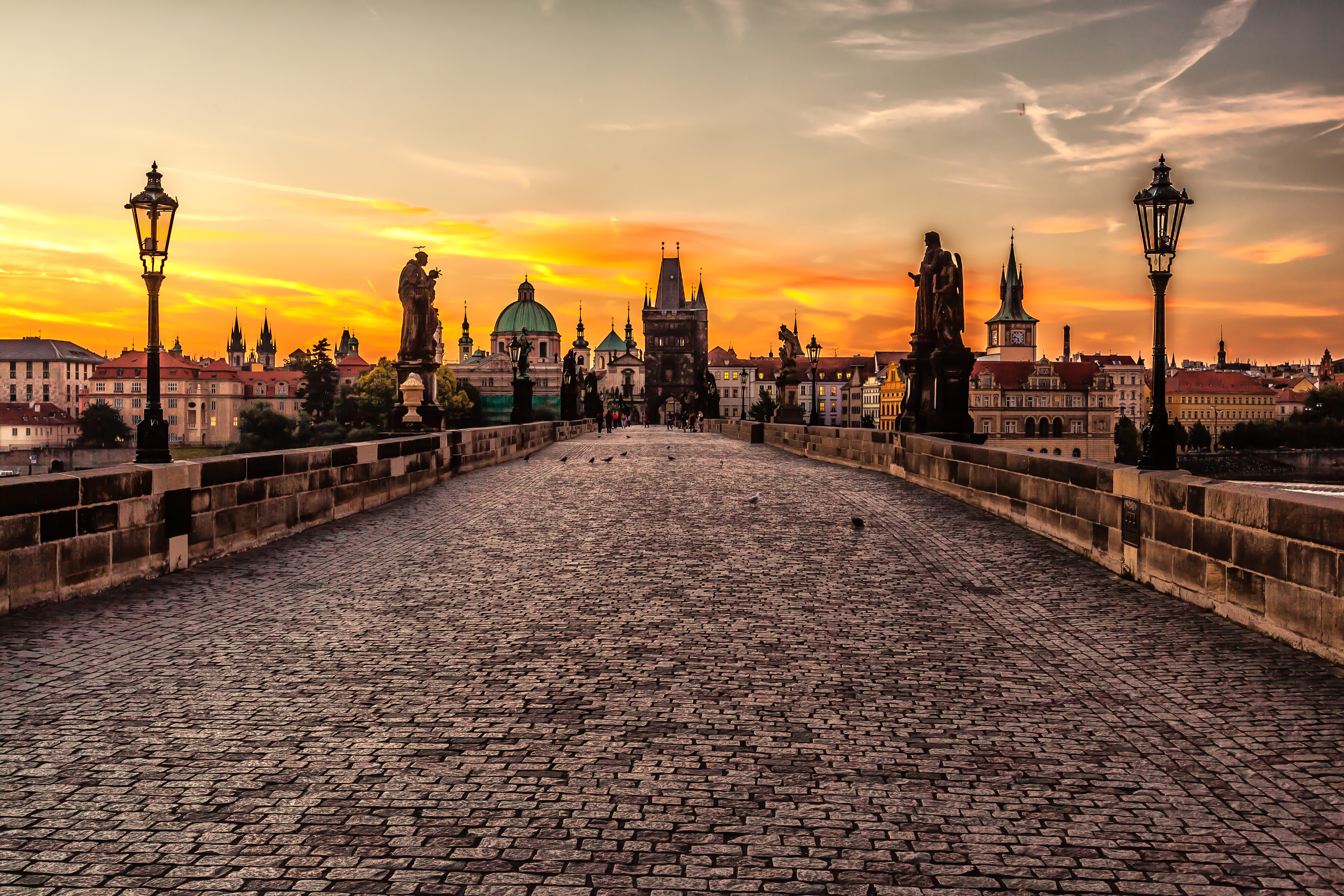
Pont Charles.

#### Architecture Renaissance et baroque
La salle Vladislas du château de Prague, œuvre de l'architecte Benedikt Rejt, représente le passage de témoin entre architecture gothique et de la Renaissance, avec ses voûtes, entrelacs et contreforts gothiques auxquels s'associent de larges fenêtres typiques de la Renaissance. Ce style s'autonomise avec la construction du belvédère de la reine Anne, débutée en 1535 : harmonieux édifice ceint d'arcades, dans un ensemble typique de l'architecture de l'Italie du nord. Sous le règne de l'empereur Rodolphe II, qui installe sa cour à Prague en 1583 devant l'avancée ottomane, la ville devient un centre artistique majeur. Davantage visible dans la peinture et la sculpture, cette influence de la Renaissance se ressent néanmoins dans l'architecture, notamment par le biais de l'aristocratie qui adopte ce nouveau style pour la construction ou la rénovation de ses palais : ainsi, les façades gothiques de Malá Strana s'ornent d'ornements Renaissance avant que n'émerge un style typiquement bohémien à base de hauts pignons, sgraffites et volutes dont l'exemple idéal est le palais Schwarzenberg, dont la construction s'échelonne de 1545 à 1573. Il est remarquable, outre par ses proportions et son intégration à la place du Hradčany, par ses pignons à redents, sa corniche à l'italienne ornée de lunettes ou encore sa décoration de sgraffites noirs et blancs imitant les bossages en pointe de diamants.

Architecture de la Renaissance à Prague
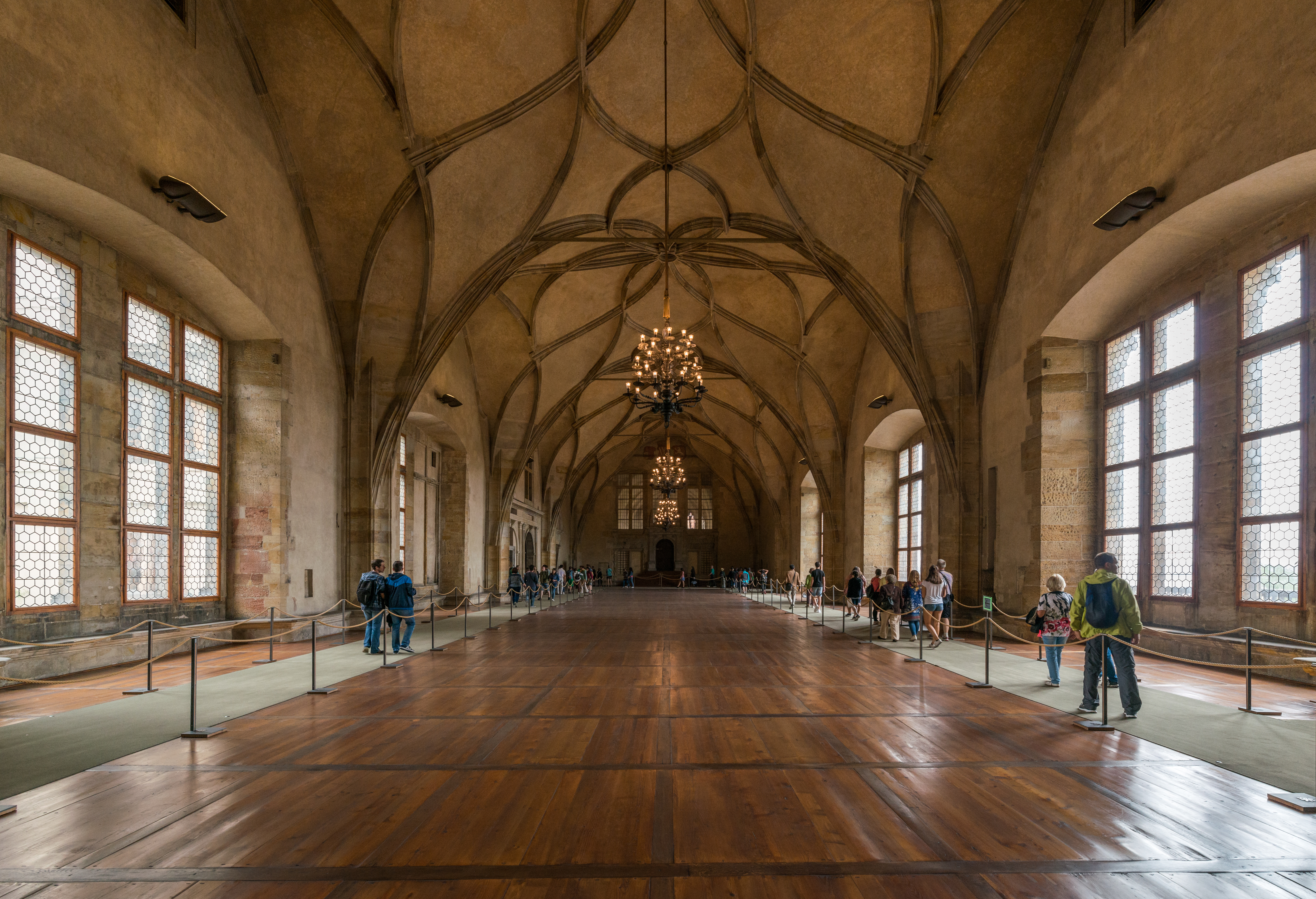
Salle Vladislav.
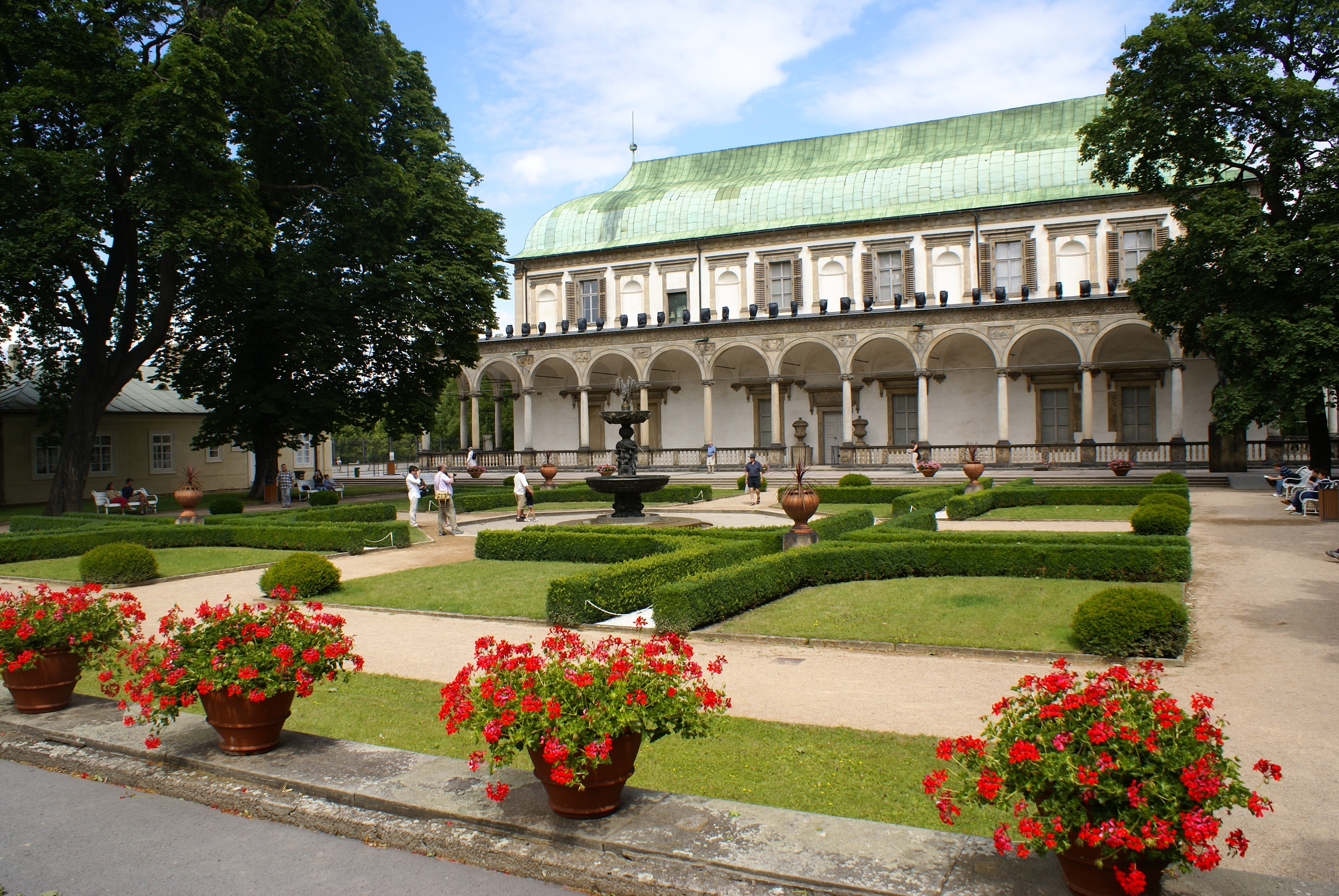
Belvédère de la reine Anne.
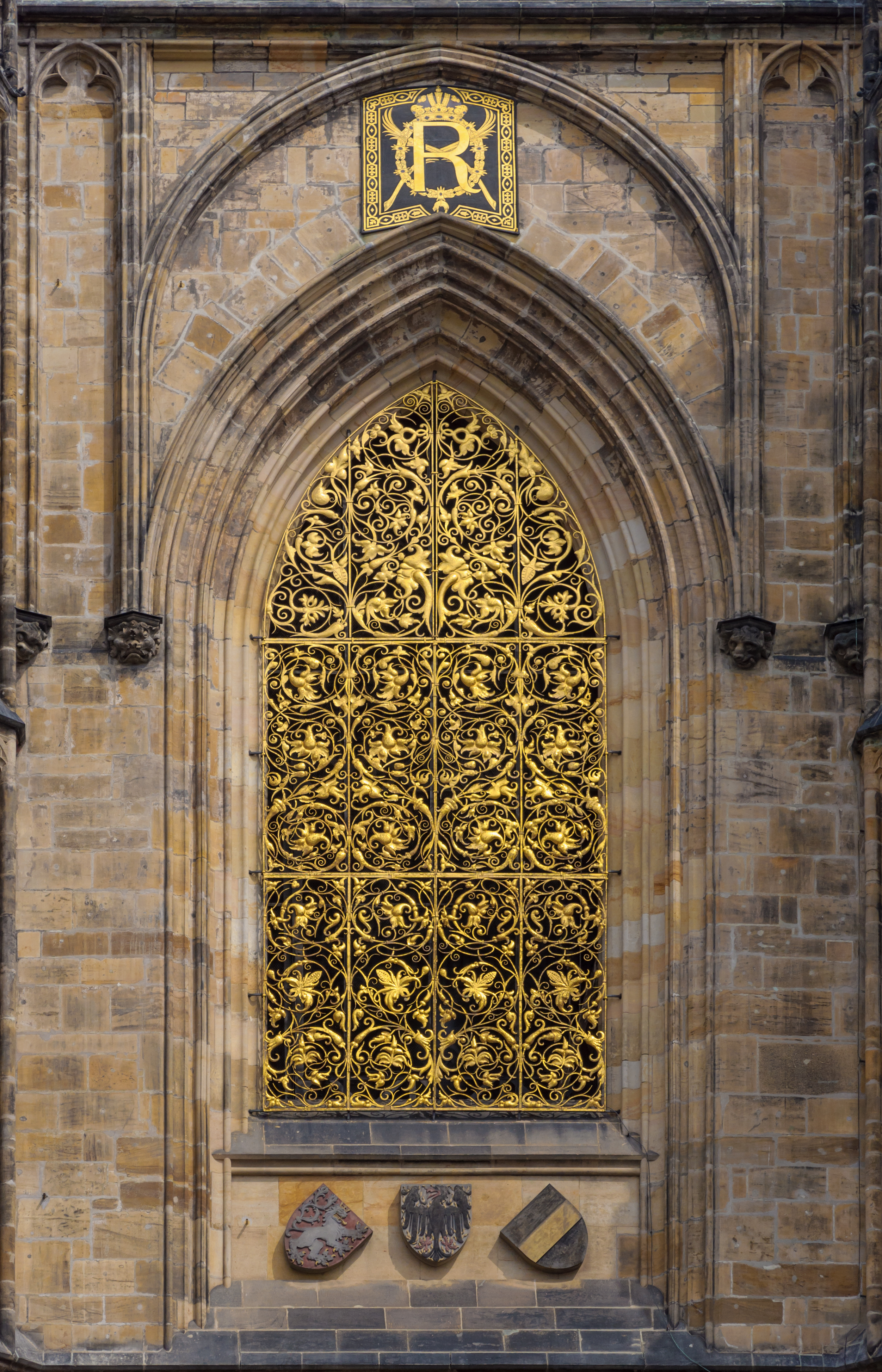
Tour sud de la cathédrale (détail).
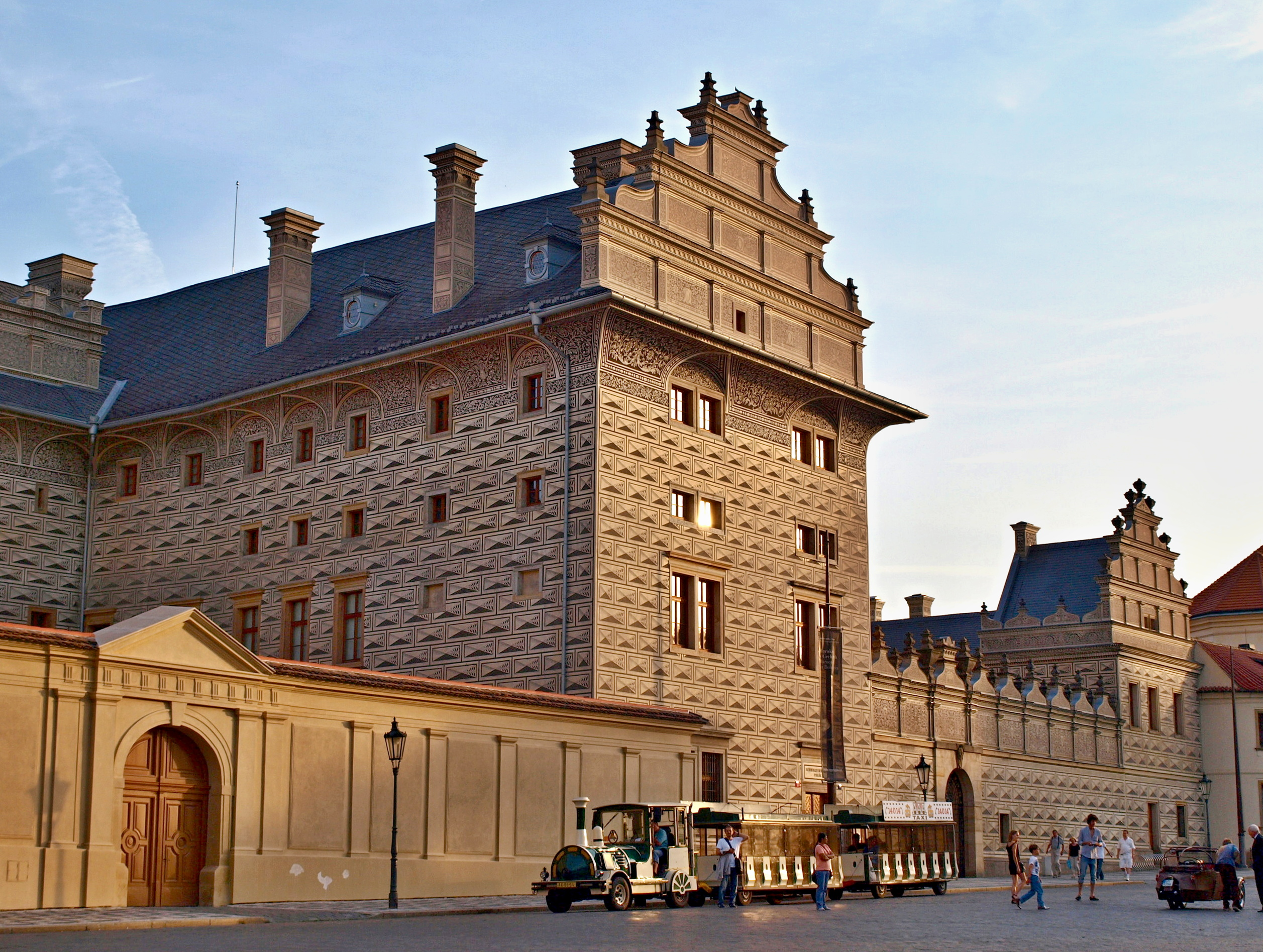
Palais Schwarzenberg.
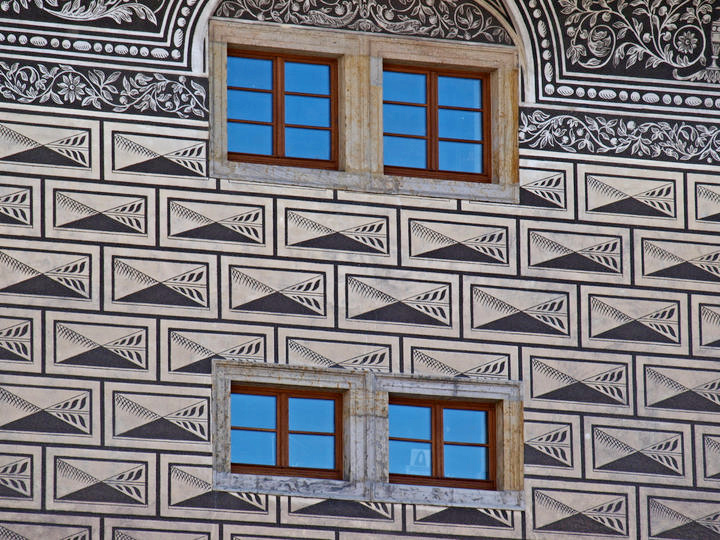
Palais Schwarzenberg (détail).

Pourtant profondément marquée par l'architecture baroque, Prague ne voit que tardivement ce mouvement artistique s'imposer. La cour impériale y résiste et le contexte politique freine un tel épanouissement artistique : la bataille de la Montagne-Blanche — et plus généralement la guerre de Trente Ans —, s'inscrivent dans une période de recatholicisation forcée et violente auquel le baroque est fortement associé et donc rejeté. Progressivement, il s'impose néanmoins et se fond dans les traditions architecturales locales. Les palais, couvents et églises sont remaniés avec audace ; des artistes viennent de toute l'Europe s'associer à ce mouvement. Vers 1700, le baroque bohémien atteint son apogée. Ses témoignages sont, chronologiquement, l'église Saint-Sauveur du Clementinum ; la porte Matthias du château (1614) ; le palais Wallenstein mêlant Renaissance et baroque et sa sala terrena ; le palais Černín ; ou encore le château de Troja dont l'inspiration devient davantage française qu'italienne, contrairement aux réalisations précédentes. Le baroque est triomphant à la fin du XVIIe siècle avec l'édification de l'église Saint-Nicolas de Malá Strana, une des plus grandes églises baroques d'Europe centrale possédant un dôme de 74 m de hauteur.
Chef-d'œuvre du baroque tardif, l'église Saint-Nicolas de Malá Strana s'identifie dans la ville par son clocher et son dôme d'égales hauteurs mais offrant une perspective asymétrique, contrastée ; l'intérieur de l'édifice est spectaculaire, théâtral — tel que les Jésuites concevaient la stimulation de la foi —, jusqu'à en devenir oppressant : l'église regorge de fresques, statues, moulures, dorures, peintures dont une peinture de plafond de 1 500 m2, l'Apothéose de Saint-Nicolas par Johann Lukas Kracker (cs), l'une des plus importantes du monde.
Les jardins sous le Château, complexe de cinq jardins baroques en terrasse, s'étagent jusqu'au sommet de la colline du Hradčany : les jardins Ledebour, grand et petit jardins Palffy, Kolowrat et Fürstenberg. Anciennement destinée à la culture de la vigne et aux vergers, cette trentaine de terrasses est progressivement aménagée dans l'ombre des palais qui s'y édifient à partir de la fin du XVIIe siècle. Ils offrent des points de vue sur la ville, au milieu de parterres et d'entrelacs de plantes, fontaines, statues… communicant par leurs 22 volées d'escaliers,.

Architecture baroque à Prague
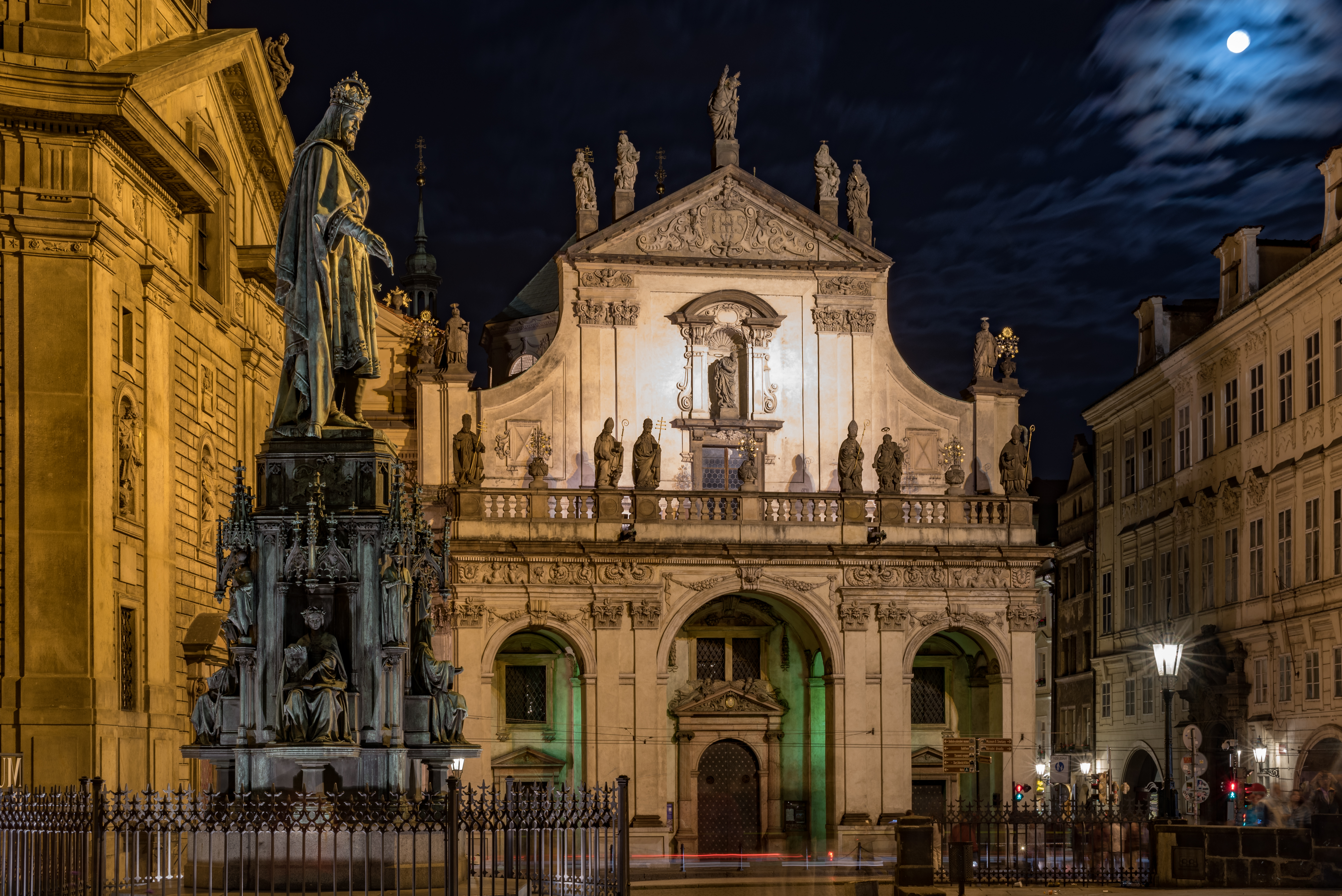
Église Saint-Sauveur.
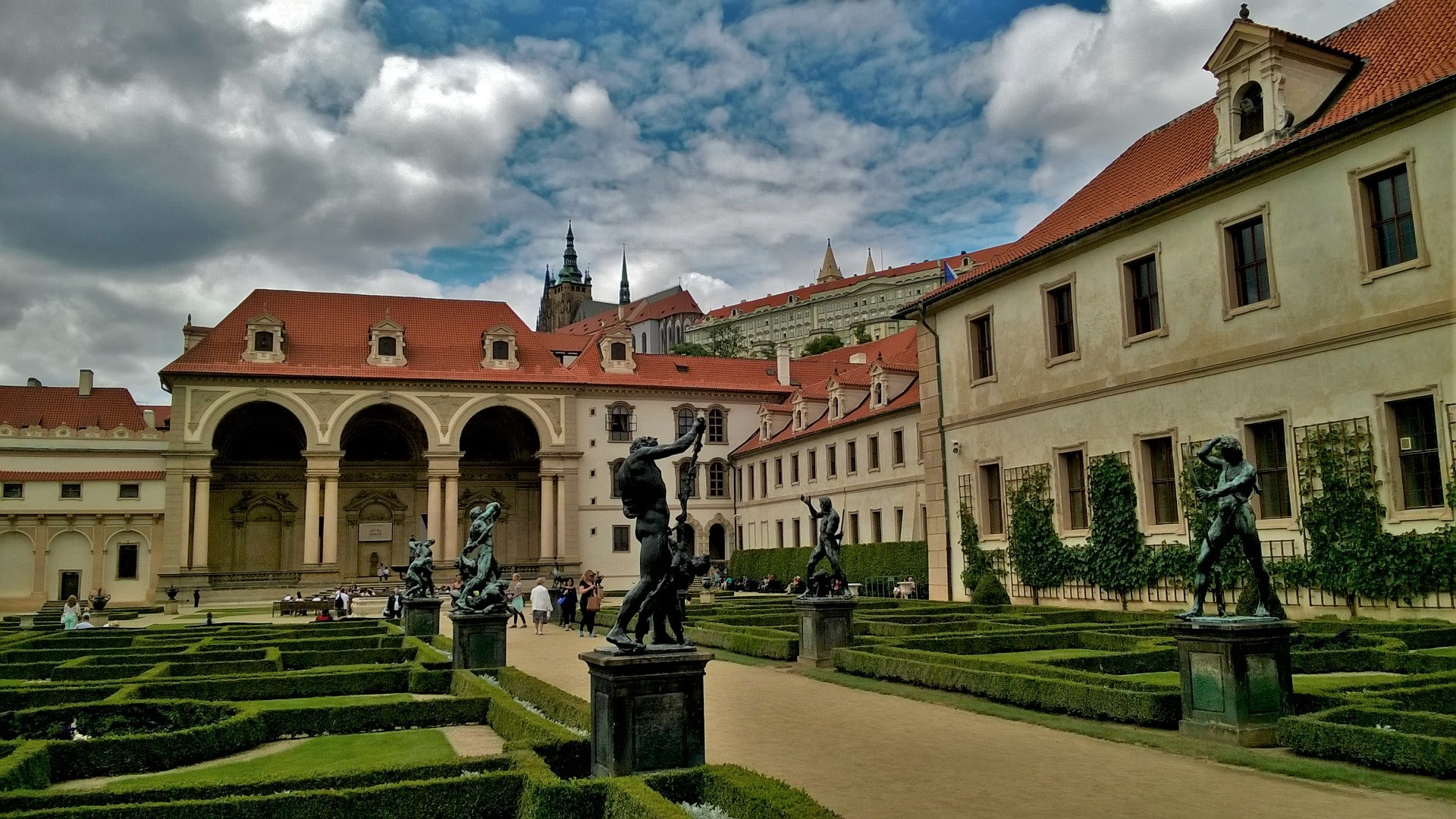
Palais Wallenstein.
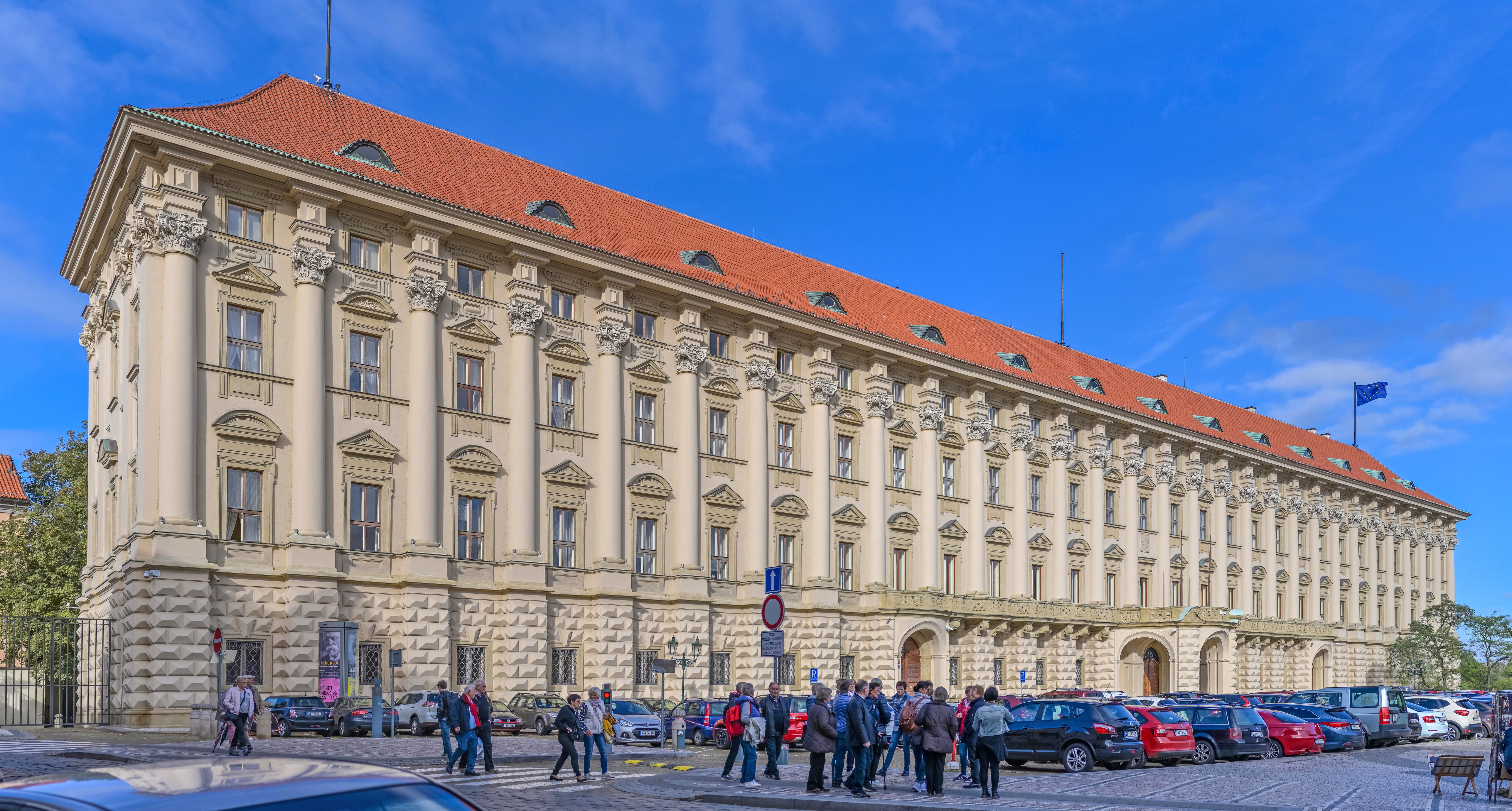
Palais Černín.
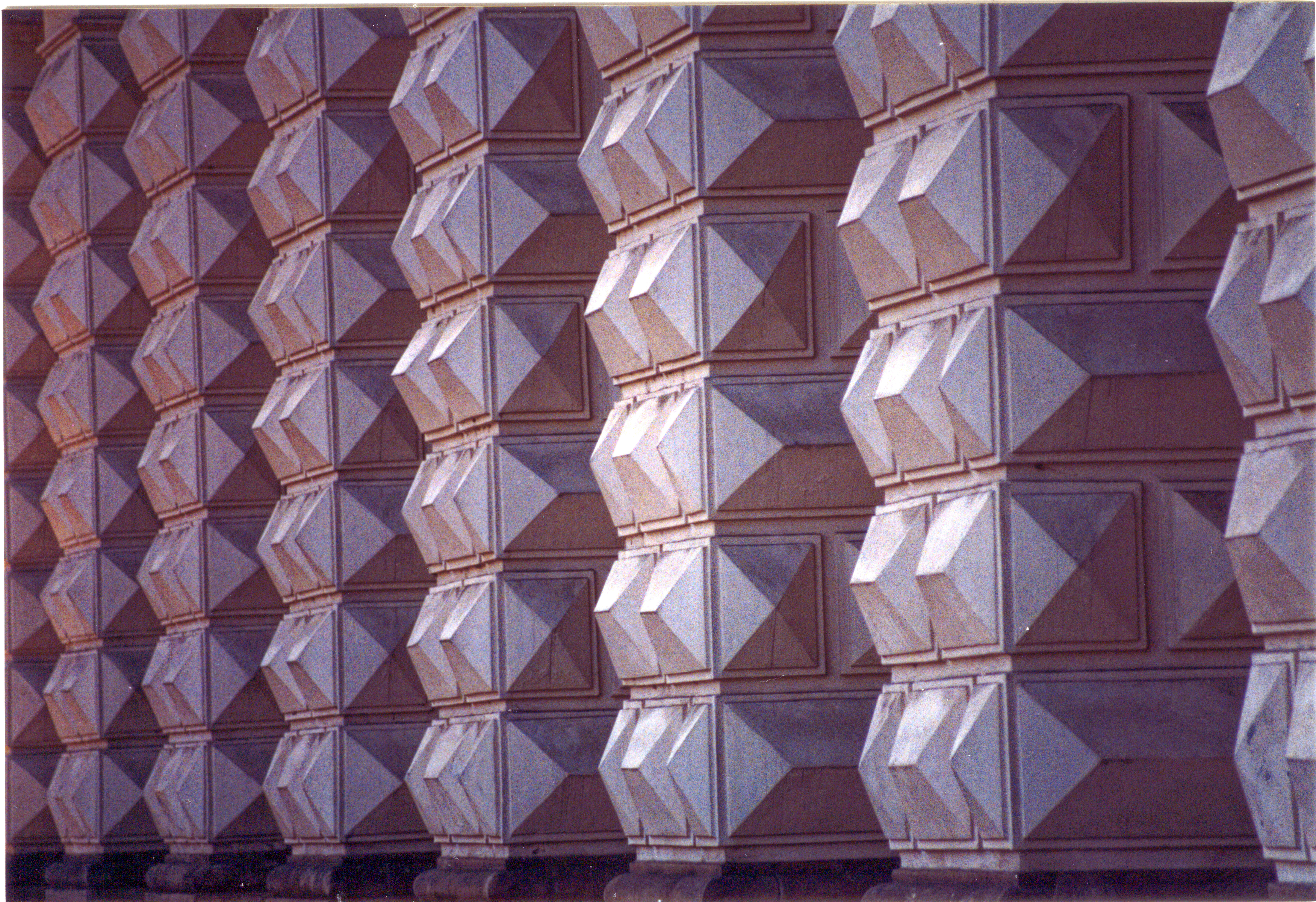
Palais Černín (détail).
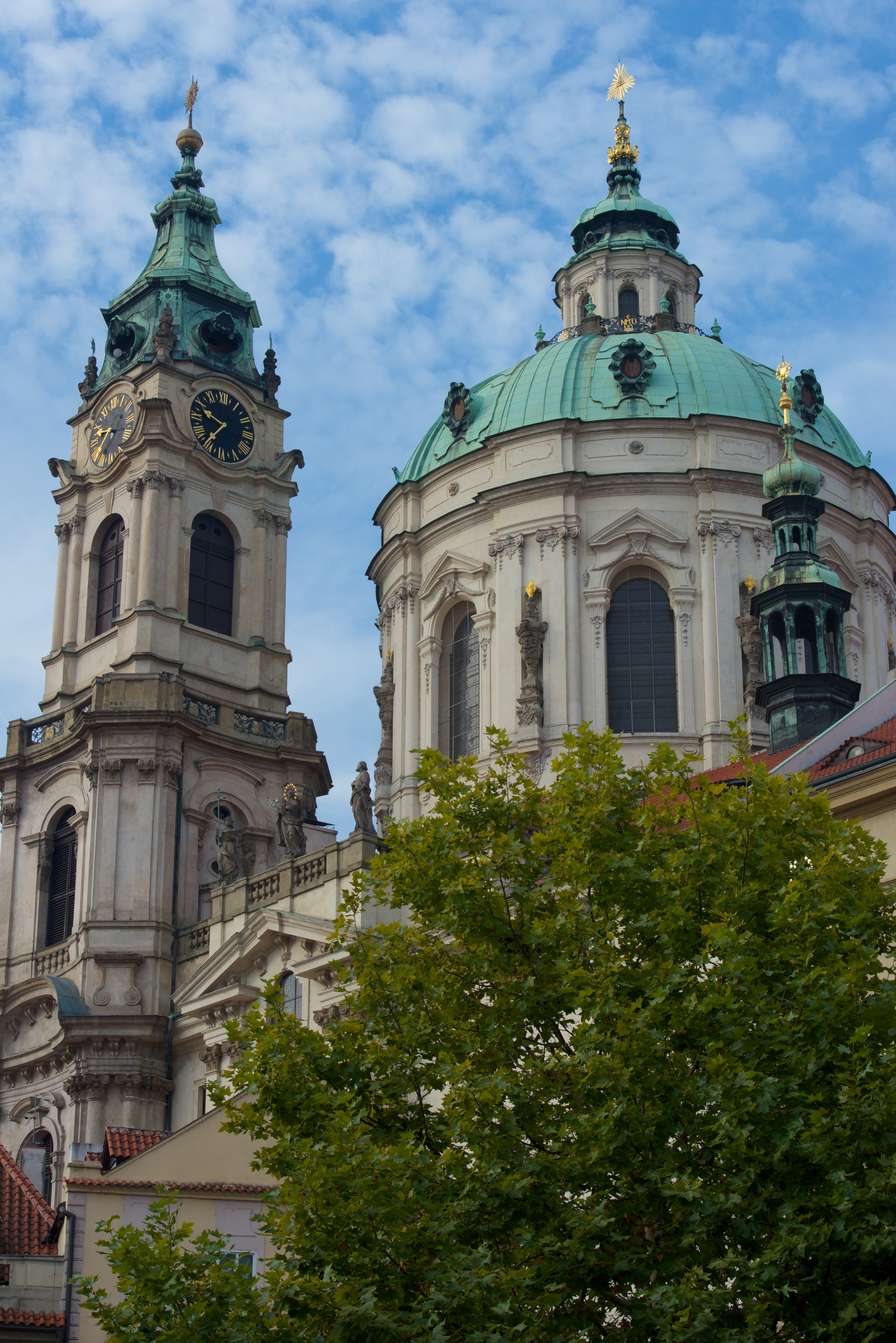
Tours de l'église Saint-Nicolas.
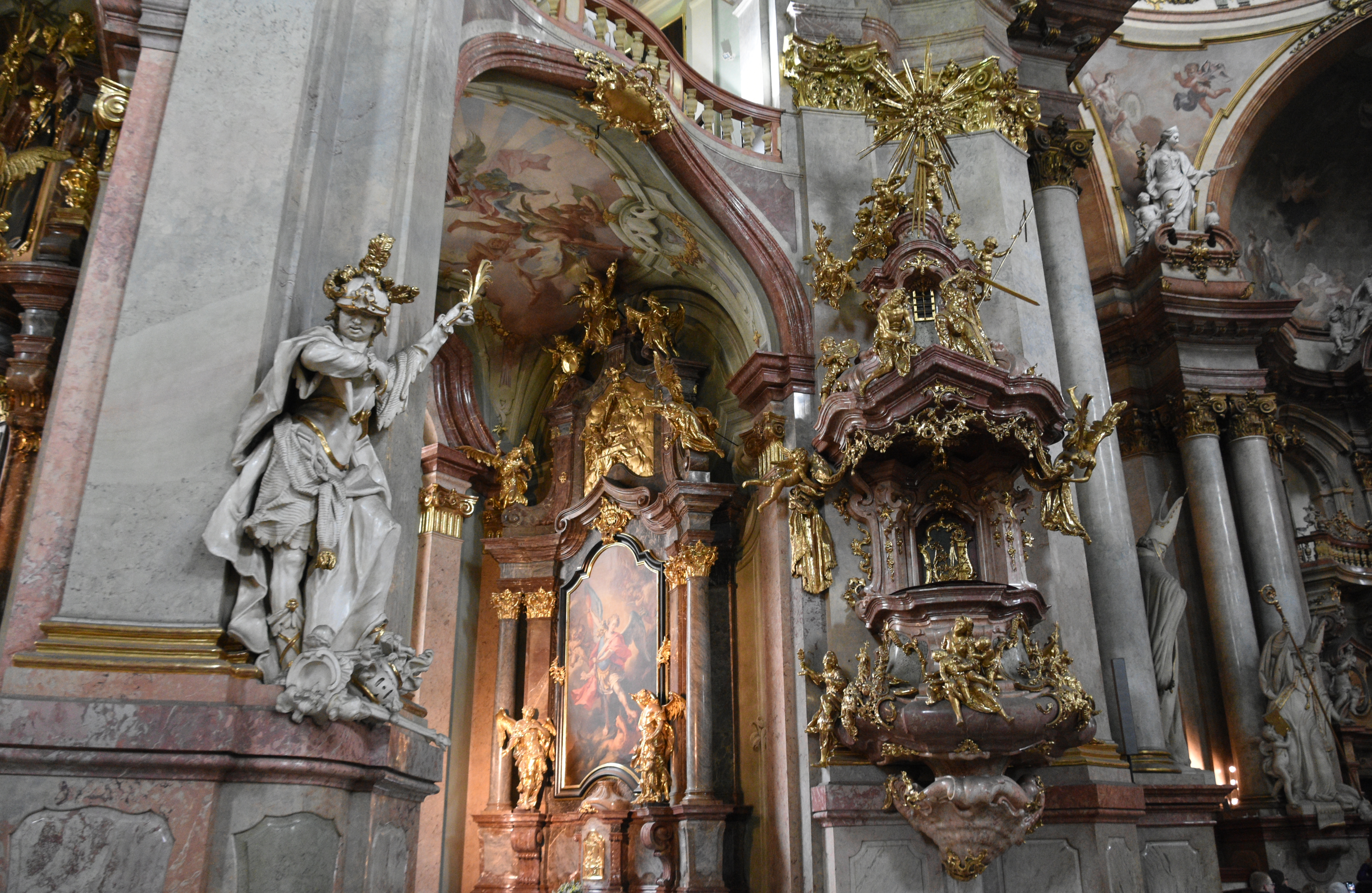
Église Saint-Nicolas.
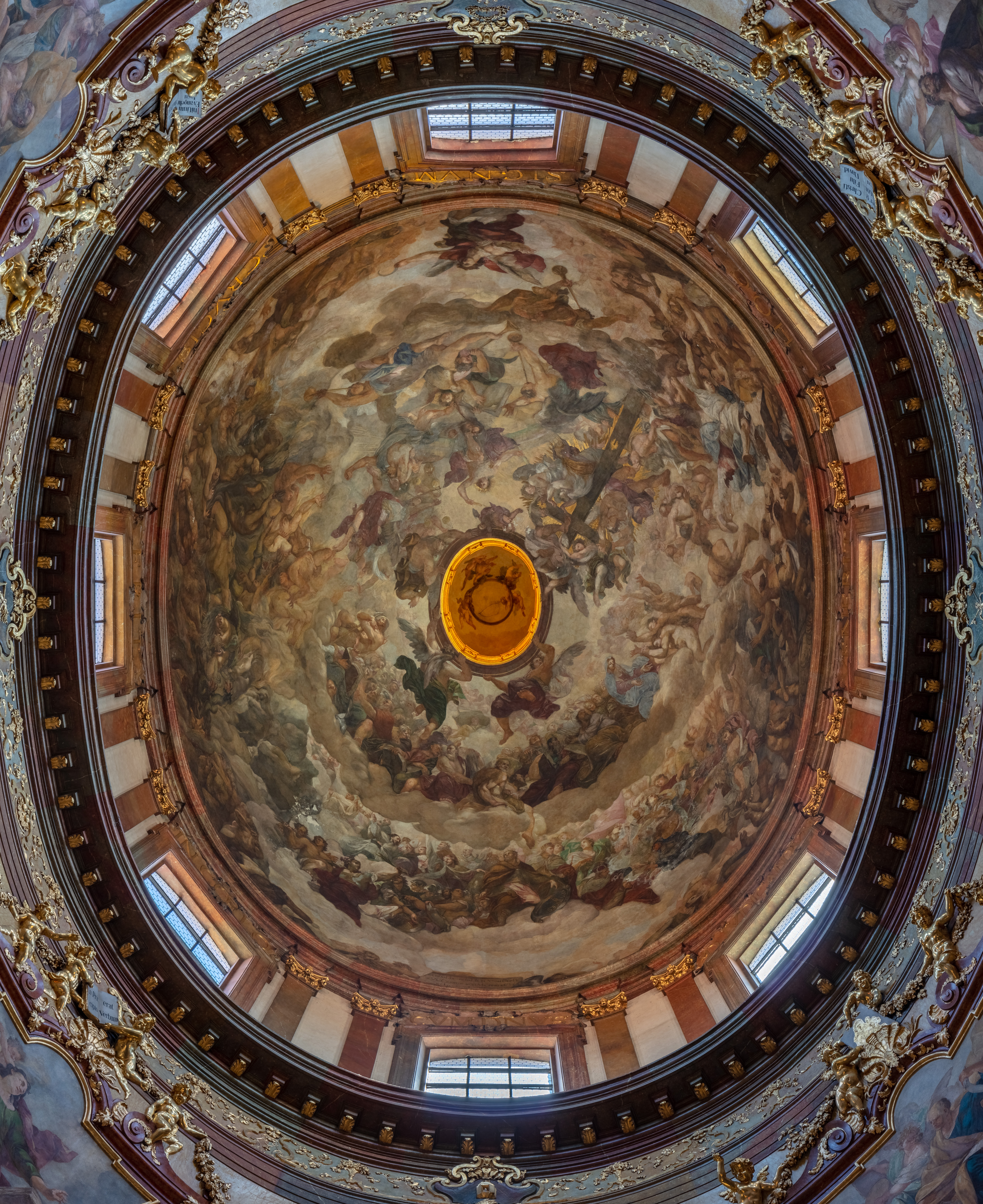
Dôme baroque de l'église Saint-François-d'Assise.

#### Architecture moderne
Le XIXe siècle est marqué par la Renaissance nationale tchèque qui accompagne la construction de majestueux édifices dans des styles historiques. Si les styles néoclassique (Théâtre des États, 1783) ou Empire (Théâtre Dům U Hybernů, 1811) ont laissé leur empreinte, c'est surtout l'architecture néo-Renaissance qui est plébiscitée par les tenants du sursaut national à partir de 1860. Le Théâtre national, dont la première pierre est posée en 1868, est inauguré le 11 juin 1881 avec l'opéra Libuše de Bedřich Smetana ; incendié peu après, il est reconstruit en temps record et rouvert en 1883 ; dessiné par Josef Zítek, il est décoré par une cohorte d'artistes tchèques, dite la « Génération du Théâtre national », parmi lesquels Josef Václav Myslbek, Mikoláš Aleš, Václav Brožík, Vojtěch Hynais ou František Ženíšek. Josef Schultz, qui a reconstruit le théâtre, est le concepteur du Musée national : achevé en 1890, il est également richement décoré d'allégories et de symboles nationaux. D'autres constructions moins monumentales suivent, comme le Musée des arts décoratifs (1900), également œuvre de Schultz. L'architecture privée n'est pas en reste : siège de la banque Živnostenská ou maison Wiehl sur la place Venceslas. Quant au style néogothique, il est également à l'honneur par l'intermédiaire de l'architecte Josef Mocker auquel on doit, outre l'achèvement de la cathédrale Saint-Guy, la reconstruction de la tour Poudrière. L'architecture néoromane est également présente avec par exemple l'église Saints-Cyrille-et-Méthode construite au milieu du XIXe siècle.

Architecture du XIXe siècle à Prague
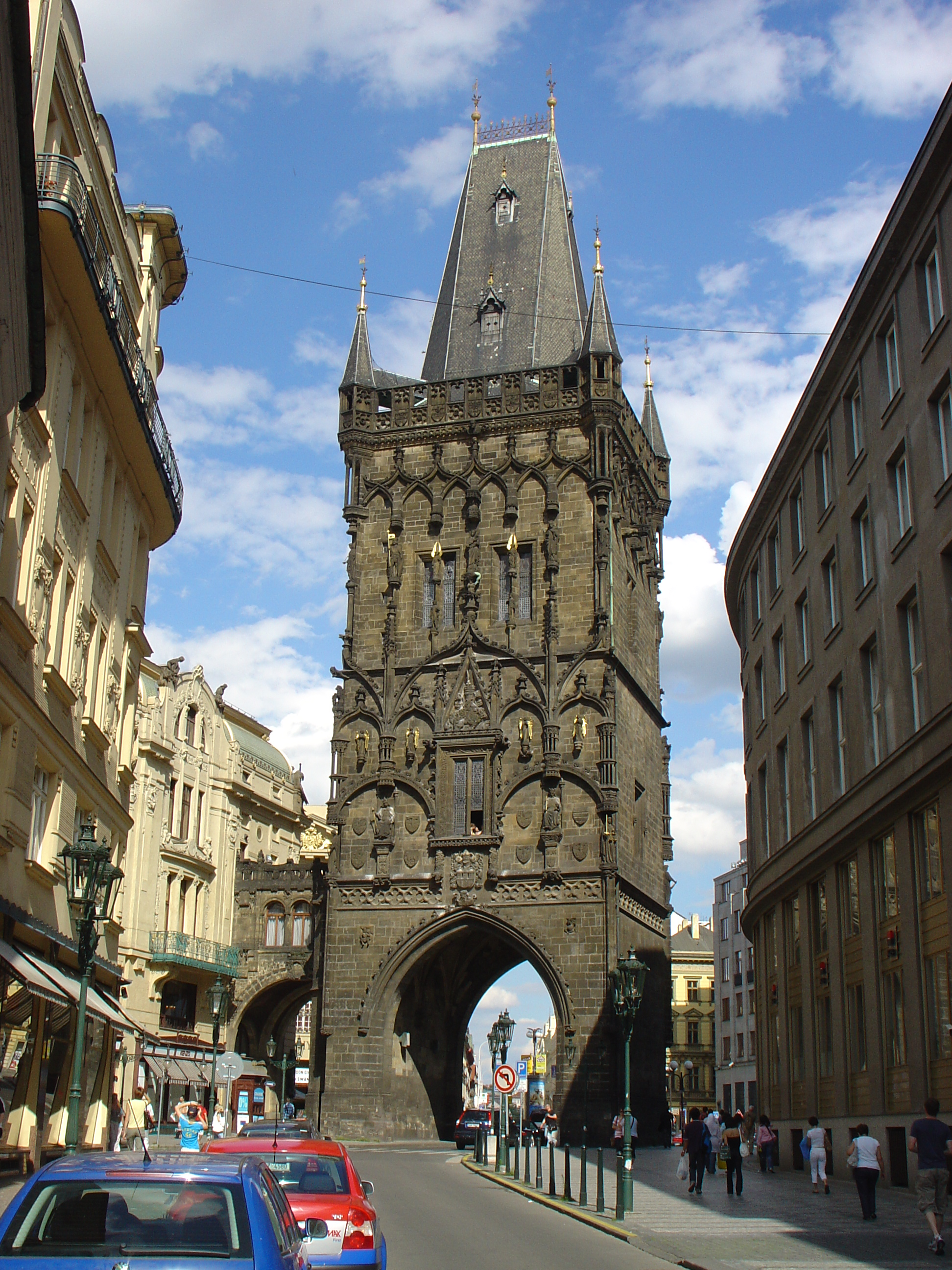
Tour Poudrière.
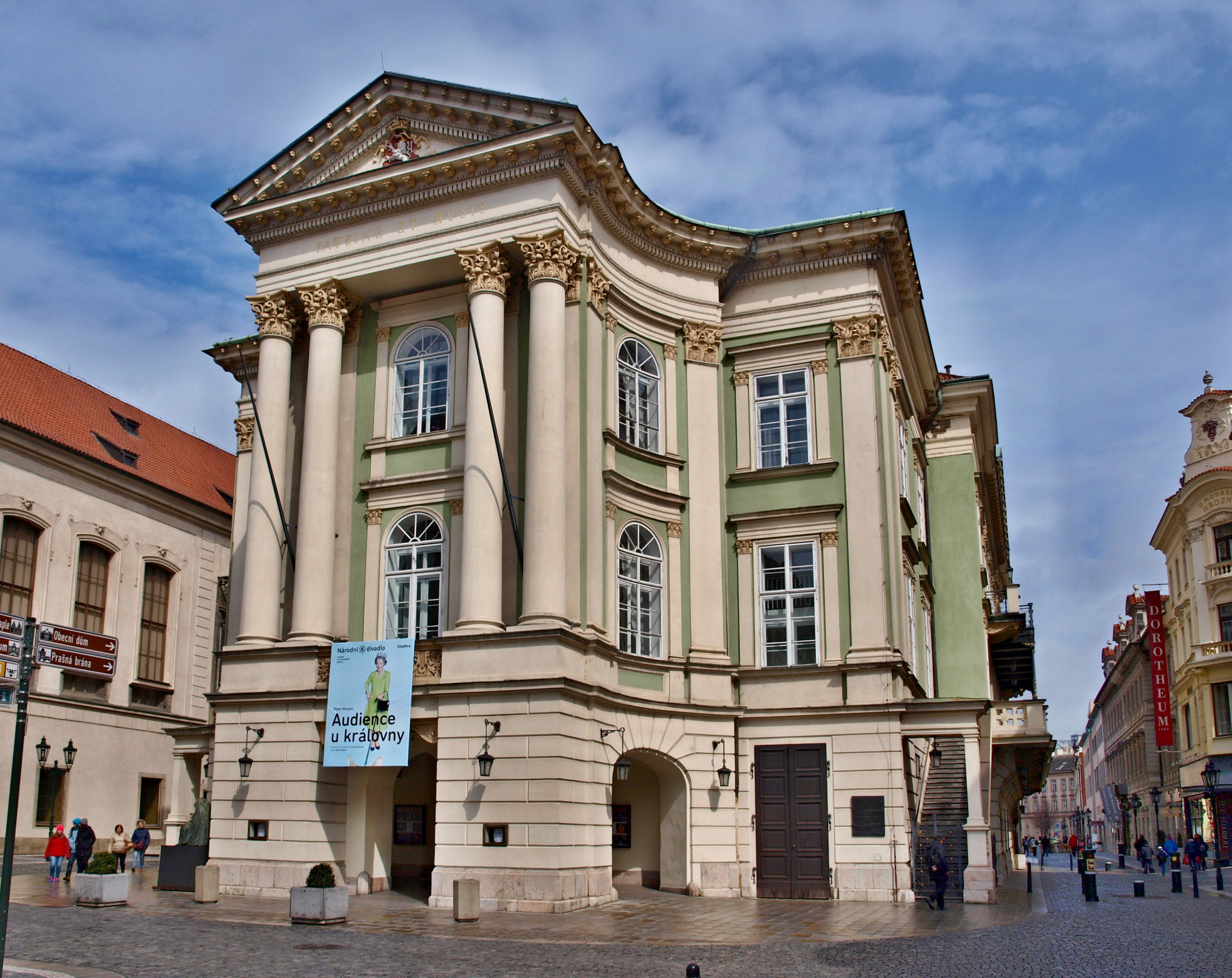
Théâtre des États.
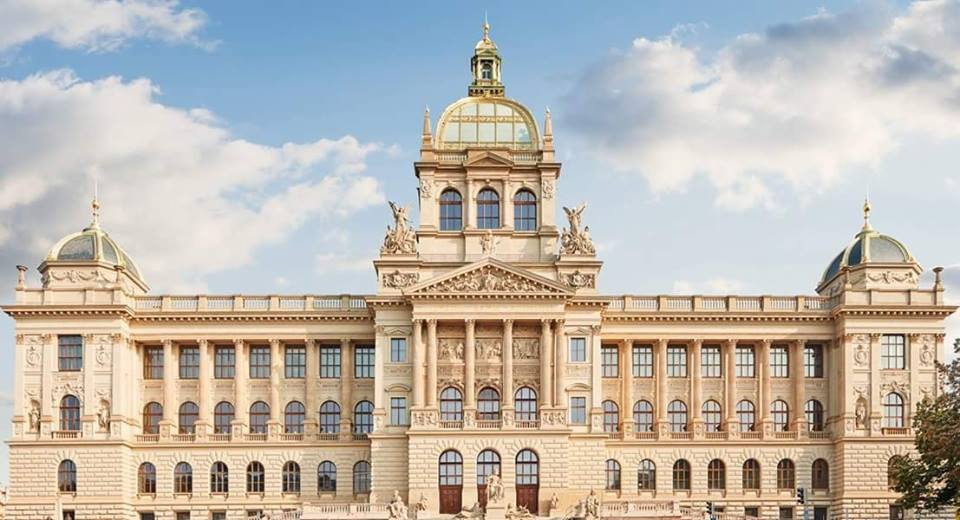
Musée national.

À compter des années 1890 se développe, en contrepoint des styles historiques alors prépondérants, le mouvement Art nouveau, appelé Sécession à Prague et dans l'Empire austro-hongrois d'une manière générale. Ses lignes fluides, ses formes ondulantes, ses motifs organiques favorisent une riche ornementation, comme en témoignent de nombreux immeubles et leurs mosaïques, stucs, ferronneries… Citons le grand hôtel Evropa, la gare centrale, le casino U Nováků, la villa Bílek et surtout la Maison municipale achevée tardivement, en 1912, pour la construction de laquelle a travaillé Mucha (à qui l'on doit également des vitraux de la cathédrale). Enfin, le monument à Jan Hus sur la place de la Vieille-ville est également un exemple de style Sécession pragois, réalisé par Ladislav Šaloun.

Architecture Art nouveau à Prague
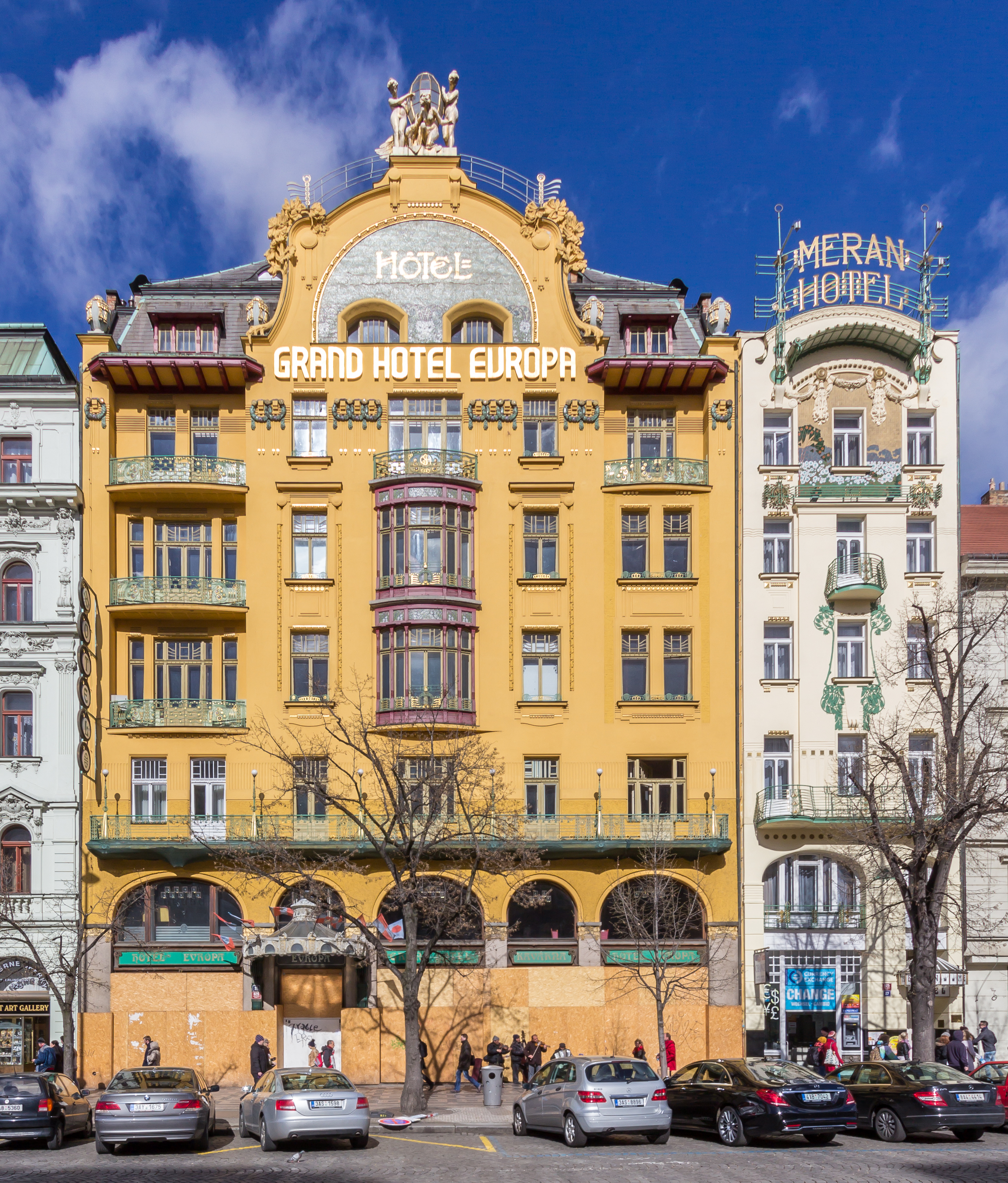
Grand hôtel Evropa.
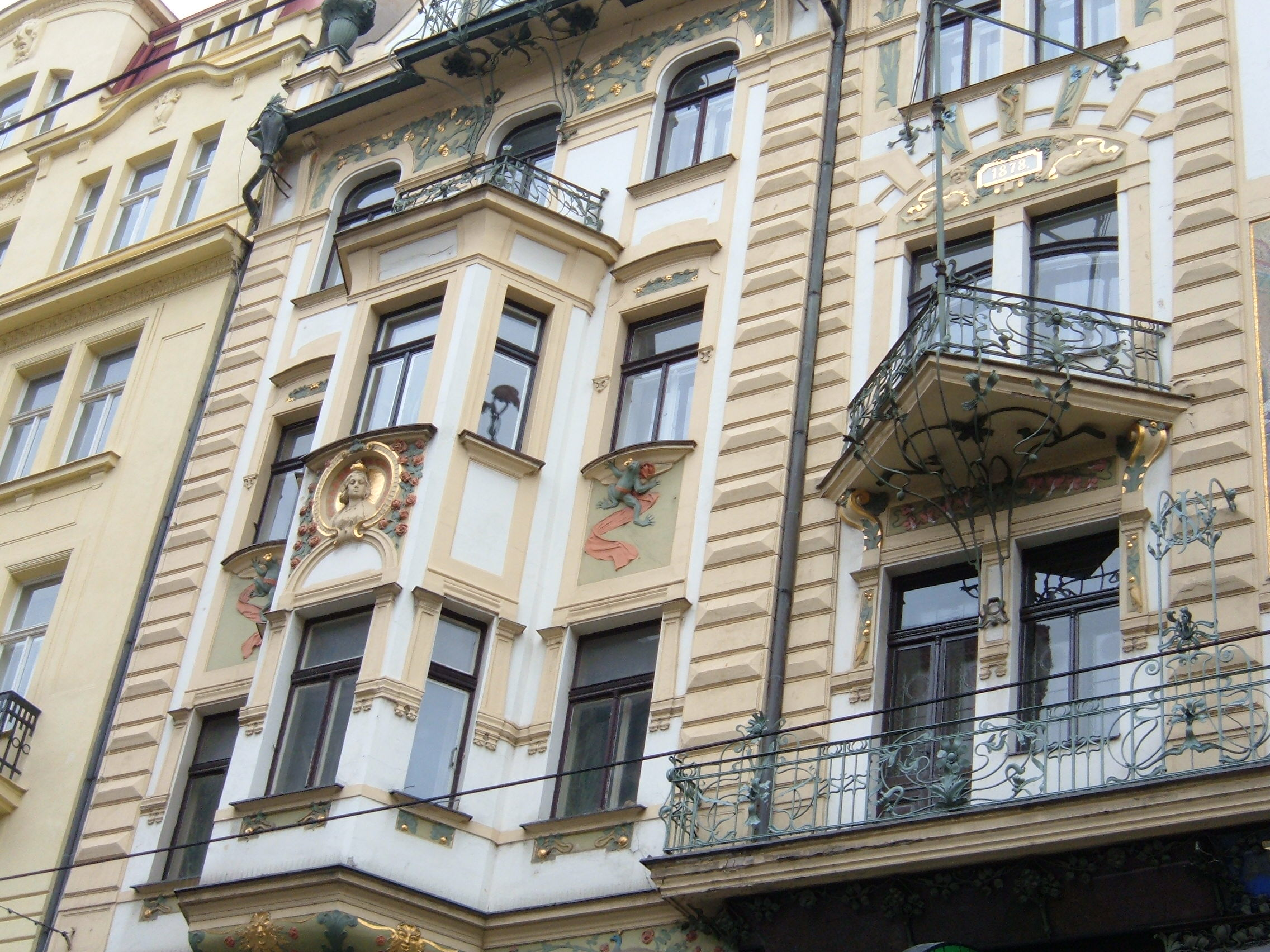
Immeuble U Nováků.
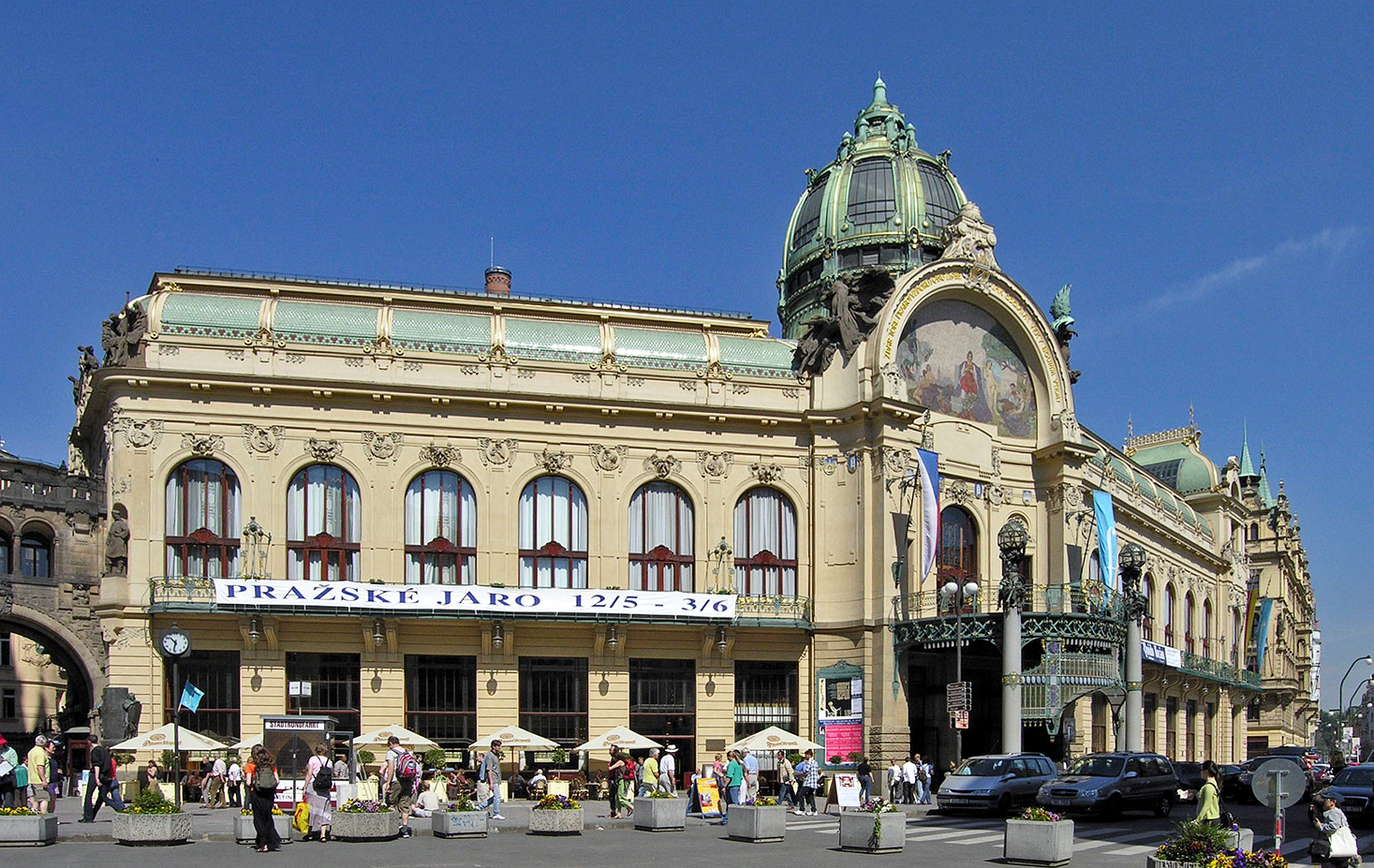
Maison municipale.

À compter de 1910, l'Art nouveau perd en exubérance comme le montrent en 1913 le Mozarteum de Jan Kotěra ou le palais Koruna[réf. nécessaire]. À la même période se développe le cubisme, dans une version typiquement tchèque dont la première réalisation est la Maison à la Vierge noire achevée en 1912 par Josef Gočár et qui abrite aujourd'hui le musée du cubisme. D'autres exemples que l'on doit à l'architecte Josef Chochol se trouvent à Vyšehrad, dans le triangle formé par le quai Rašín, la rue Libušina et la rue Neklanova, au pied de la colline de Vyšehrad. Bien que difficile, l'application à l'architecture des préceptes du cubisme se fait par exemple en recourant à des bossages en forme de diamants (Maison Diamant, 1913). De même, les années 1920 voient l'émergence d'un mouvement architectural typiquement tchèque, le rondocubisme, dont les exemples les plus fameux sont le palais Adria (1925), le palais de la Radio[réf. nécessaire] ainsi que la Banque des Légions tchécoslovaques (1932). Ce mouvement s'emploie à intégrer des valeurs et symboles typiquement slaves, à commencer par les couleurs rouge et blanc et en ayant recours à des formes cylindriques supposées rappeler des rondins de bois, eux-mêmes faisant référence à l'architecture slave en bois.

Architecture cubiste et rondocubiste à Prague
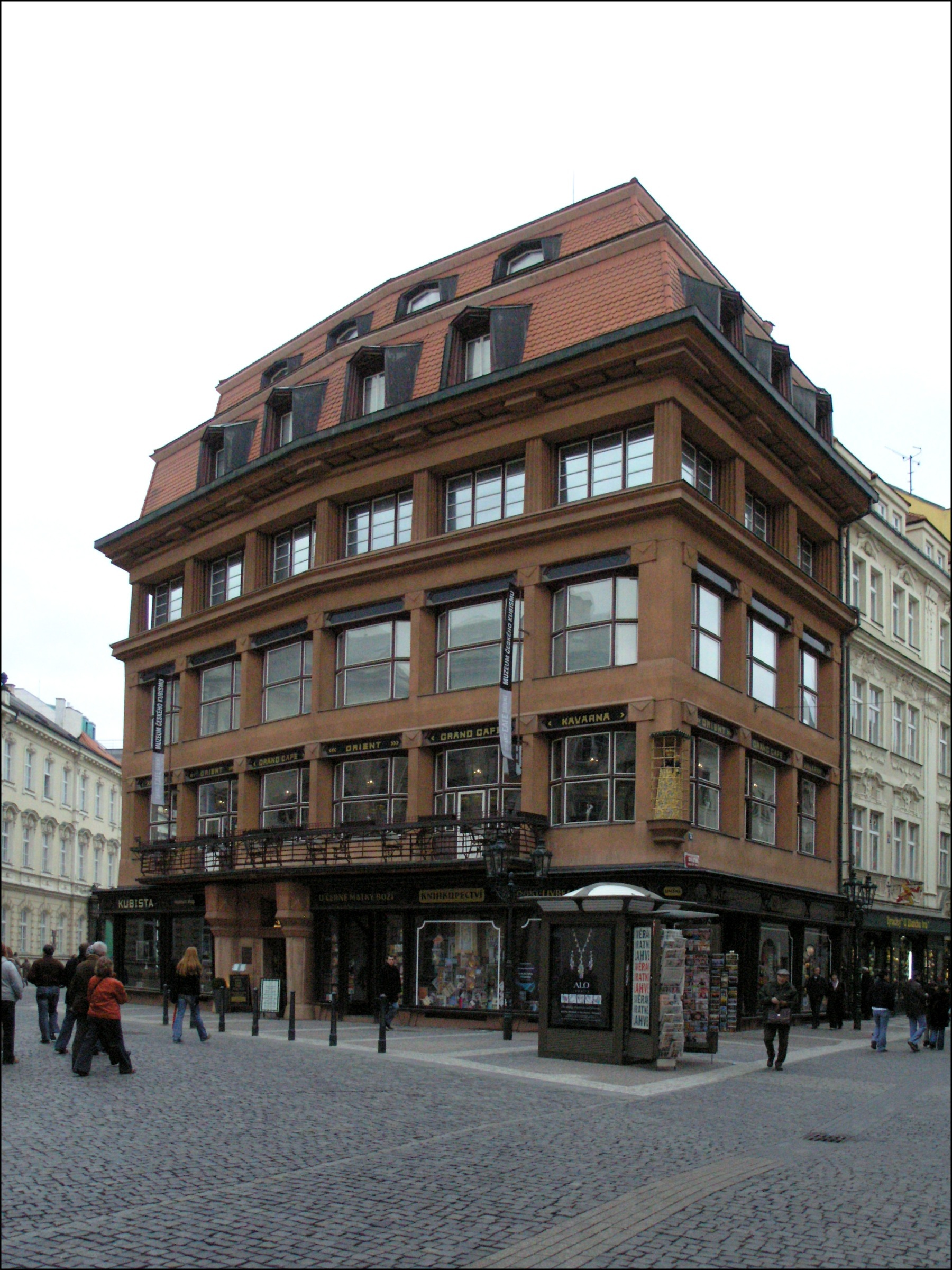
Maison à la Vierge noire.
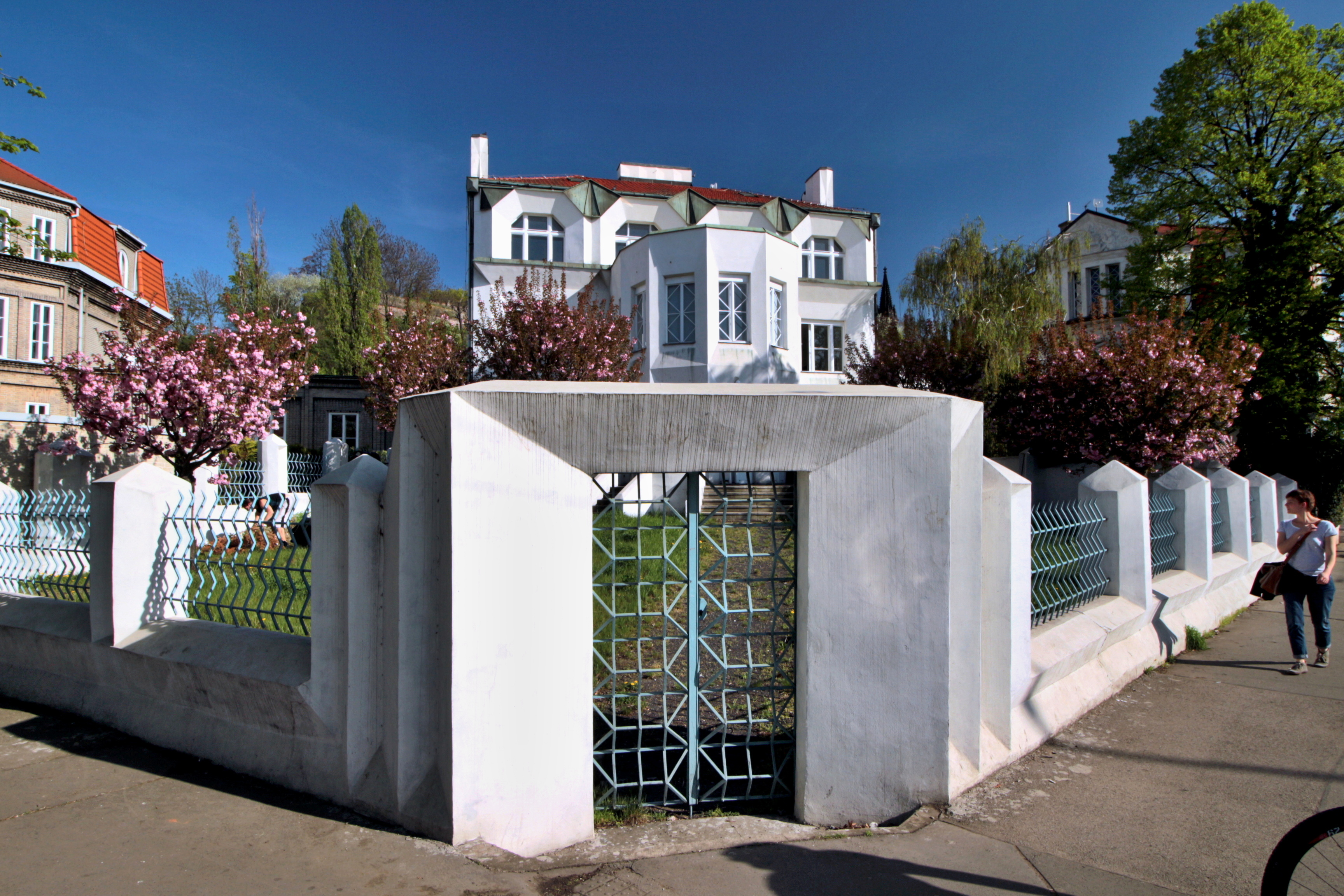
Villa Kovařovicova, rue Libušina.
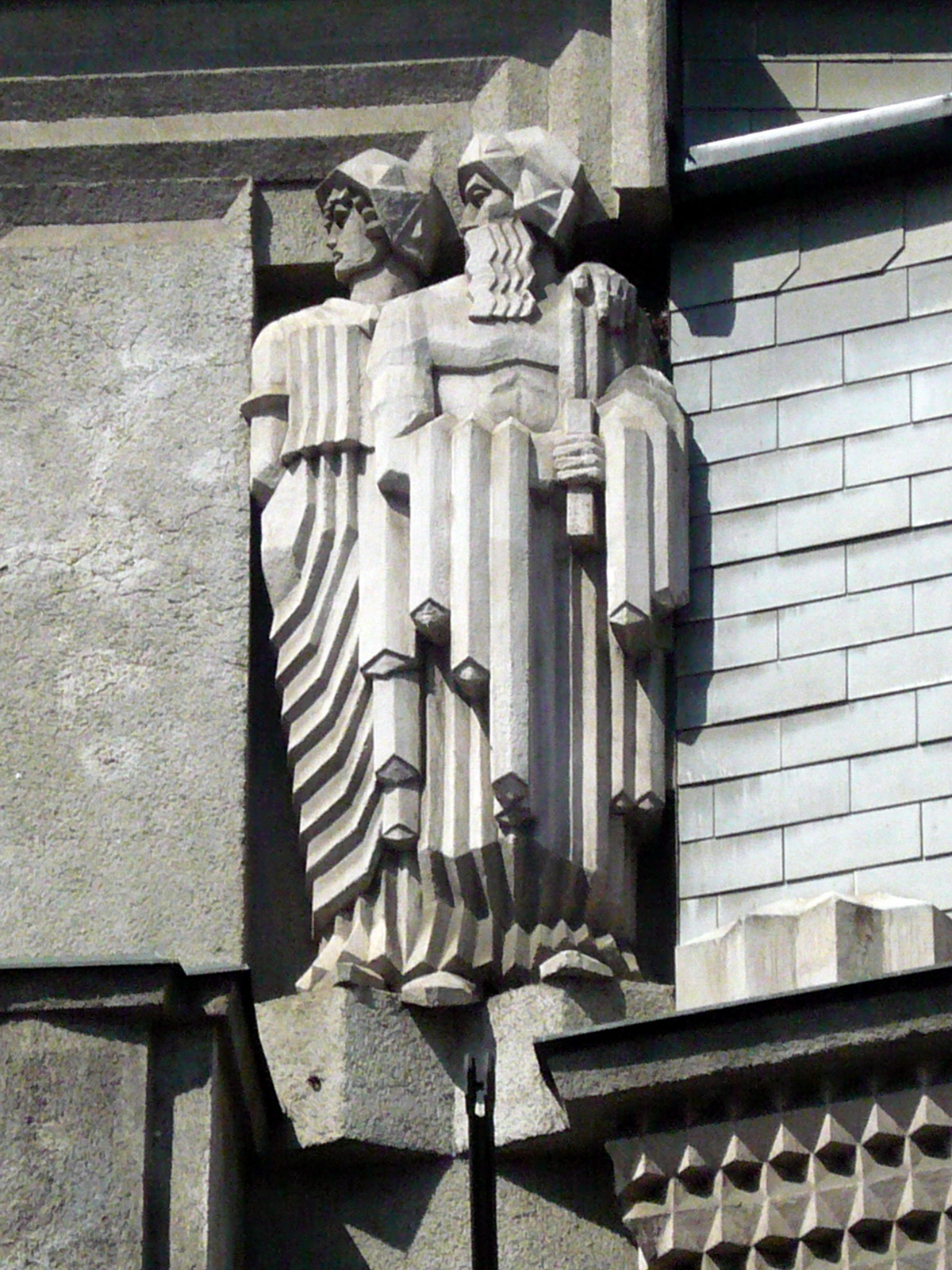
Maison Diamant (détail).
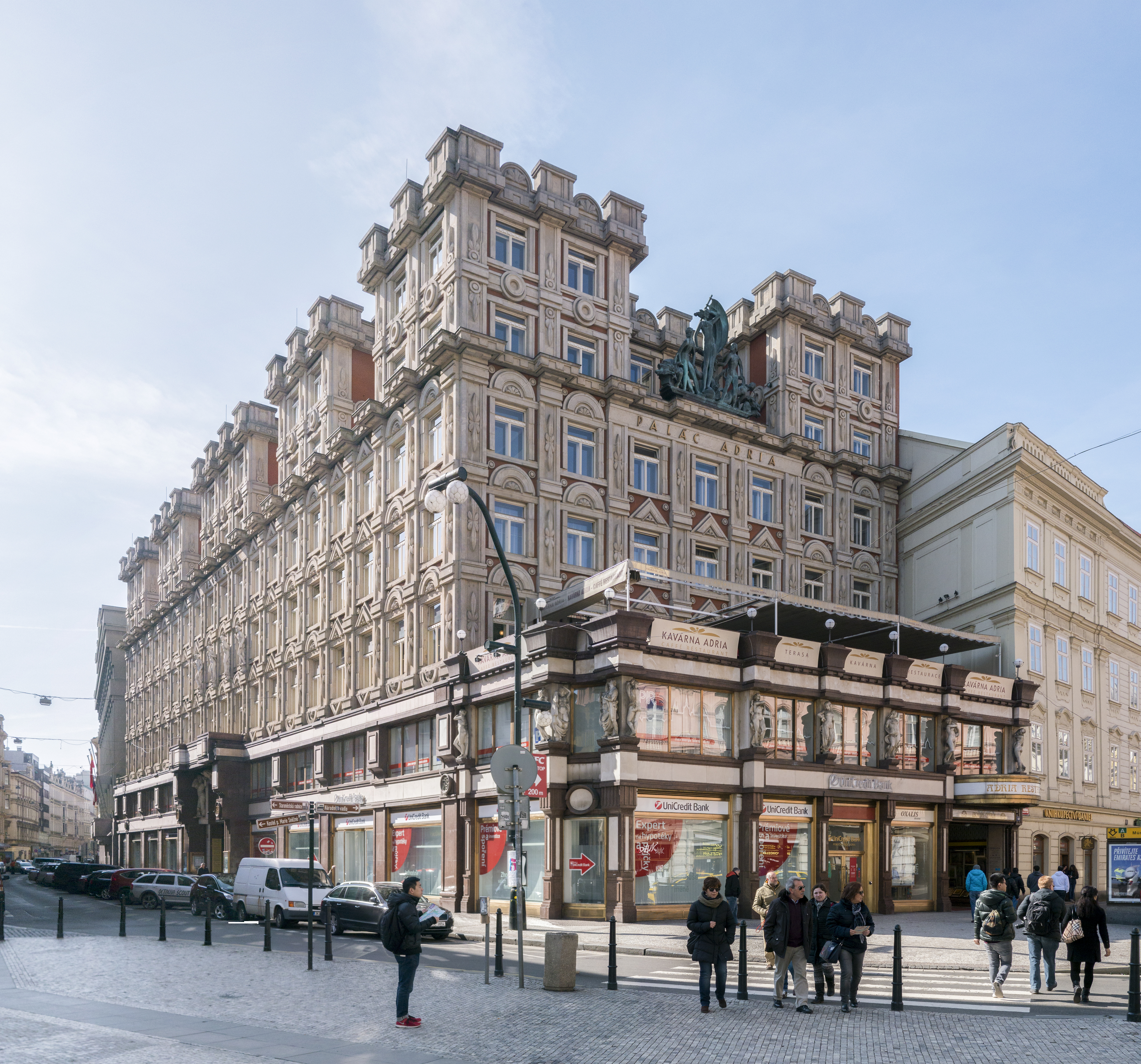
Palais Adria.

Le rondocubisme est cependant vite abandonné, critiqué pour son approche nationaliste et son apparence trop décorative et superficielle. Très vite, les matériaux modernes (verre, acier, béton) sont plébiscités et c'est le fonctionnalisme qui se fait une place de choix dans la capitale. La situation politique et économique de la Tchécoslovaquie de l'époque en favorise le développement. Inauguré en 1928, le palais des foires et expositions (Veletržní palác) demeure encore aujourd'hui l'un des plus beaux exemples de ce style des débuts de l'architecture moderniste et qui aurait vivement impressionné Le Corbusier pour la pureté de ses lignes et de ses volumes. Suivent rapidement le magasin Bat'a de la place Venceslas (1929), le palais ARA[réf. nécessaire], le palais Akropolis[réf. nécessaire], l'institut des retraites de la place Churchill, le lotissement du quartier de Baba — ensemble unique d'une trentaine de villas fonctionnalistes, construites entre 1928 et 1940 —, les terrasses de Barrandov ou la villa Müller. Celle-ci, construite par le morave Adolf Loos — célèbre théoricien, pourfendeur de toute ornementation artificielle et précurseur de l'architecture moderne — où il met en pratique le concept de raumplan où l'espace n'est pas simplement divisé en pièces sur différents étages mais en cubes, chaque espace se divisant en plusieurs niveaux. Ce mouvement fonctionnaliste est en lien étroit avec le groupement artistique d'avant-garde du Devětsil.
L'architecture religieuse ne reste pas à l'écart de ce mouvement moderne. Ainsi, l'Église du Sacré-Cœur de Jésus à Vinohrady, construite de 1928 à 1932 par le Slovène Jože Plečnik. Bien qu'inspiré des plans des premières basiliques chrétiennes, c'est un édifice moderne du fait de son apparence de bâtiment-hall et son style intérieur, ainsi que par son horloge de verre de 7,6 m de diamètre. De même, l'Église Saint-Venceslas de Vršovice est l'une des plus célèbres réalisations fonctionnalistes du pays. D'inspiration constructiviste, elle est l'œuvre de Josef Gočár. Inaugurée en 1930, cette église de béton armé use remarquablement de la déclivité des lieux avec son toit en escalier ; quant à son clocher de 80 m de hauteur, il semble être le phare de Prague. Notons que l'Église Hussite de Vinohrady, voisine de la précédente, est également un classique de l'architecture fonctionnaliste tchécoslovaque. Conçue par Pavel Janák, elle se compose d'un hall de cérémonie, d'un immeuble d'appartements et d'un campanile de béton. Enfin, le Cloître d’Emmaüs, monastère des Frères slaves, est dans une moindre mesure un témoignage du modernisme appliqué à l'architecture religieuse. Fondé en 1347, le monastère est partiellement détruit par un bombardement le 14 février 1945. Le toit et les clochers de l'édifice sont reconstruits au cours des années 1960 par l'architecte František Maria Černý : le choix est fait de ne pas reconstruire mais de créer une nouvelle toiture asymétrique de béton blanc. Celle-ci possède des flèches de quatre mètres, dorées, culminant toutes deux à 52 m.
Après la Seconde Guerre mondiale puis la mainmise communiste sur le pays, le réalisme socialiste en architecture connait une très courte gloire au cours des années 1950 dont le seul vestige est l'Hôtel International (1954), gratte-ciel stalinien typique. Le glas de l'architecture fonctionnaliste sonne avec le développement des grands ensembles périphériques, faits de panneaux préfabriqués. Depuis la chute du régime communiste, peu d'édifices modernes font preuve d'une audace remarquable. Citons tout de même le célèbre immeuble de bureaux dit de la Maison dansante, de Frank Gehry.

Architecture contemporaine à Prague
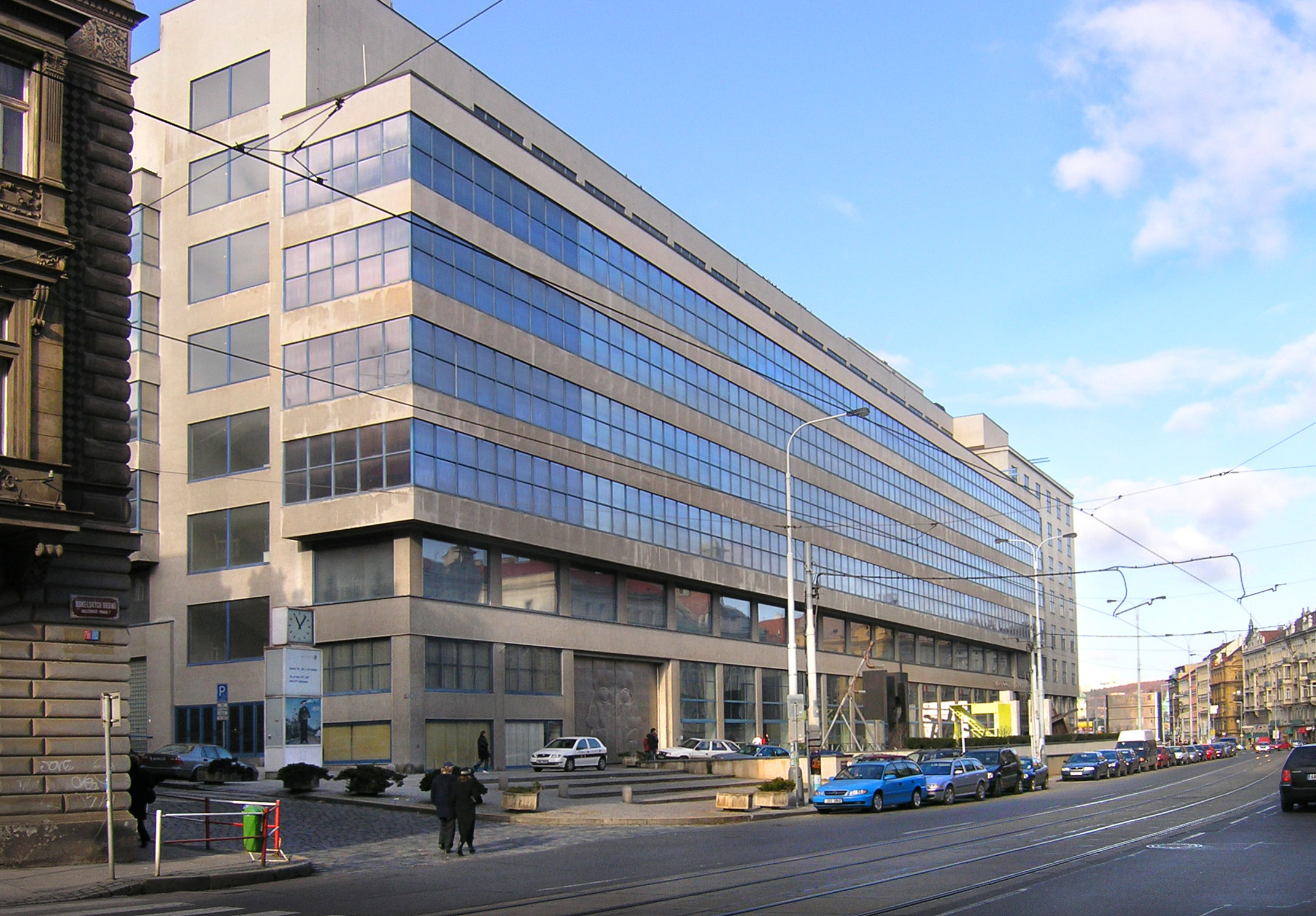
Veletržní palác.
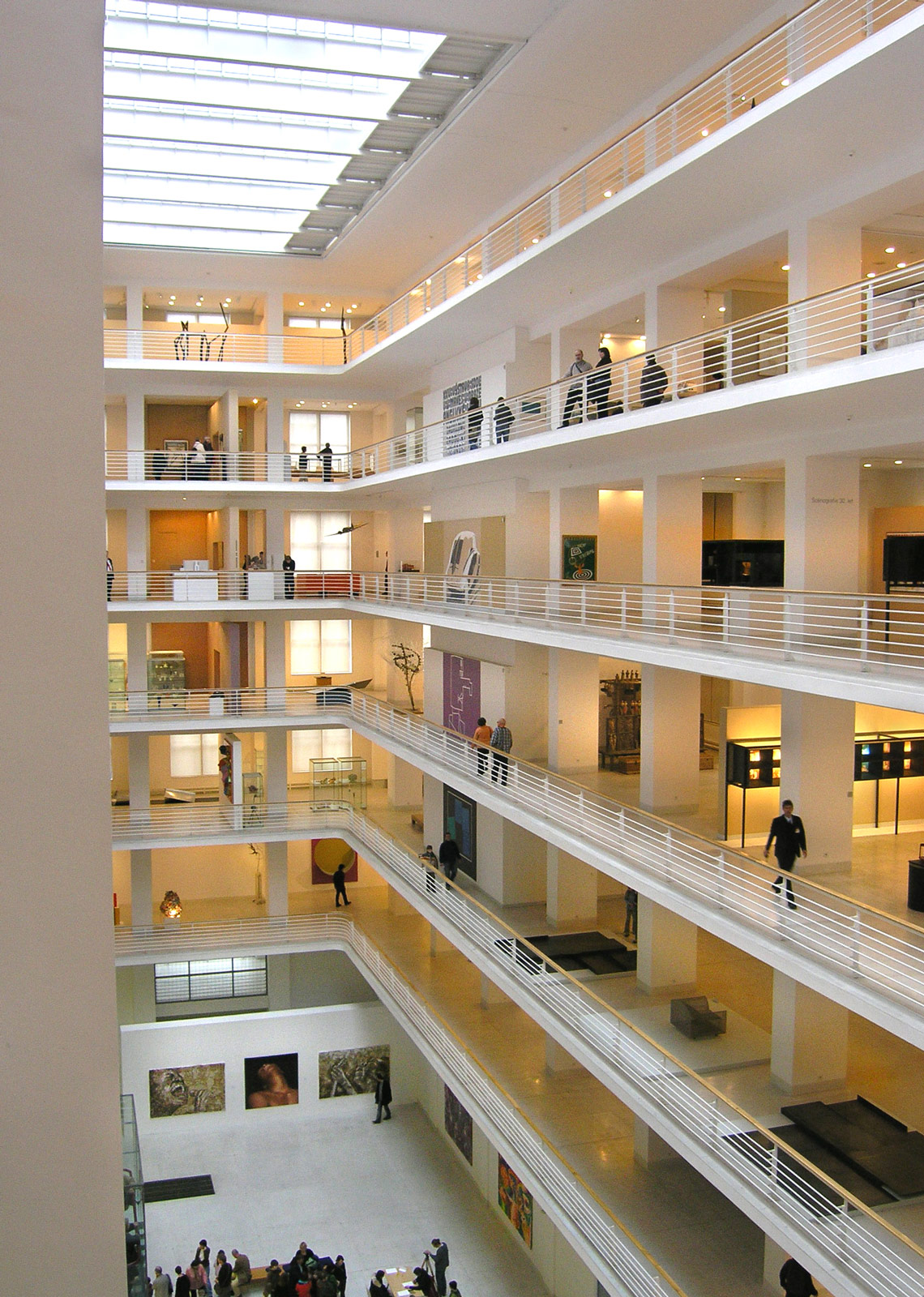
Veletržní palác.
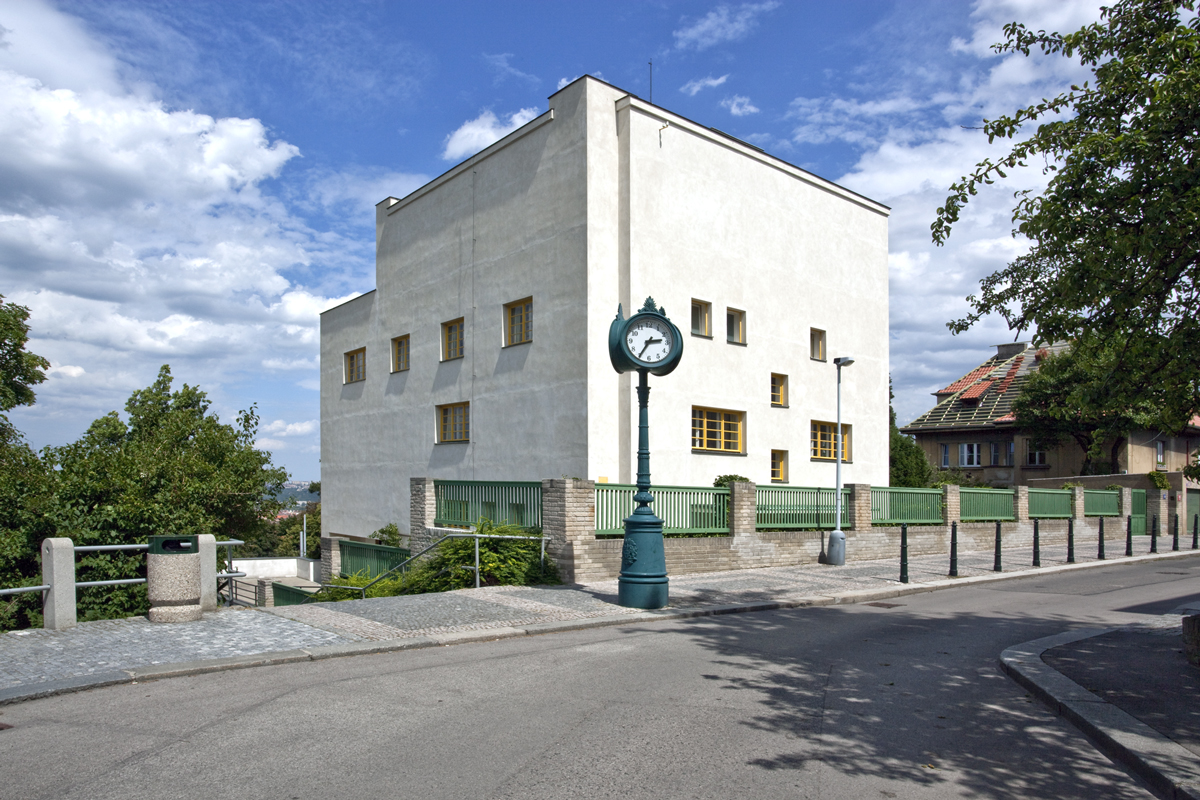
Villa Müller.
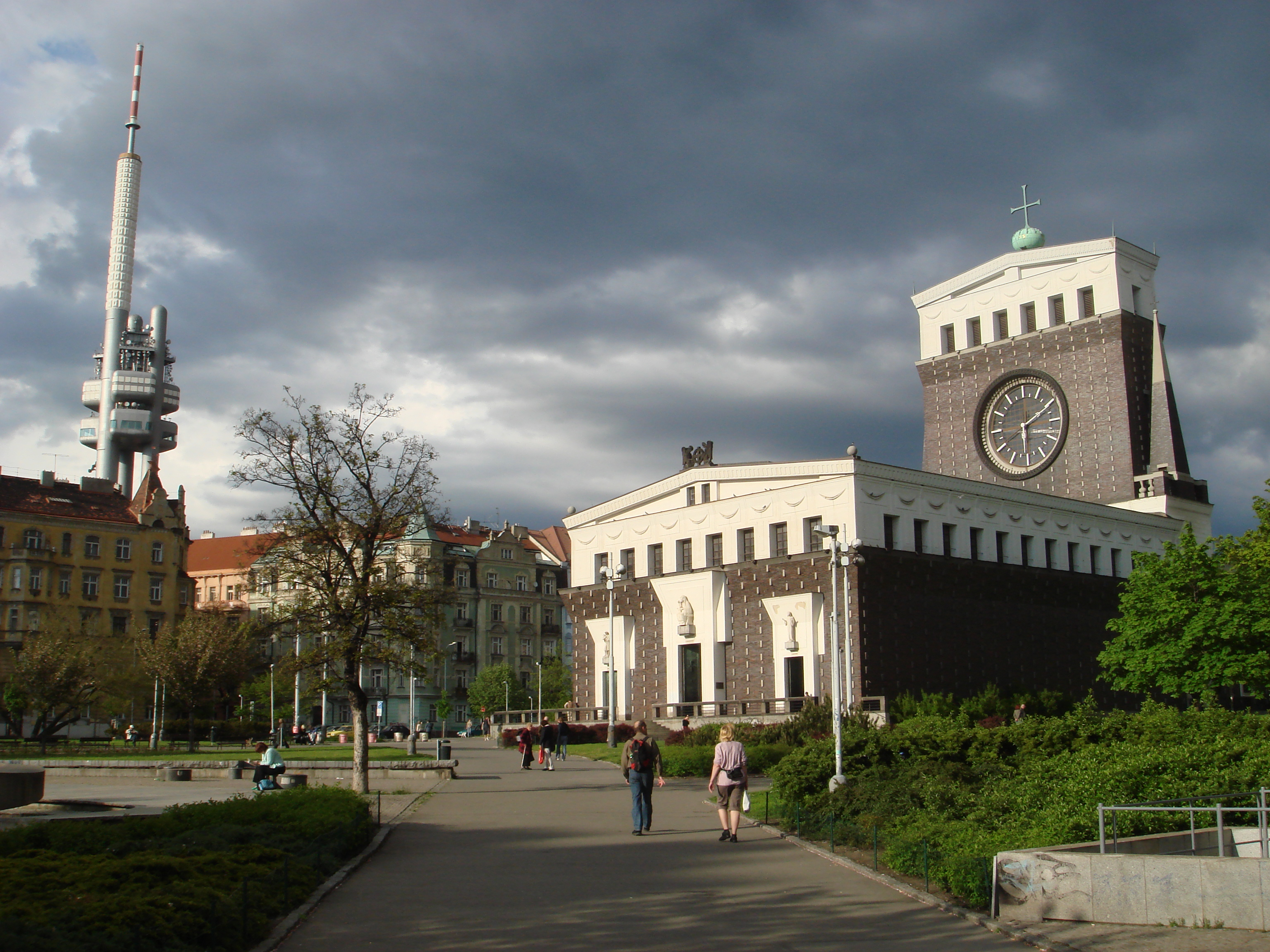
Église du Sacré-Cœur.
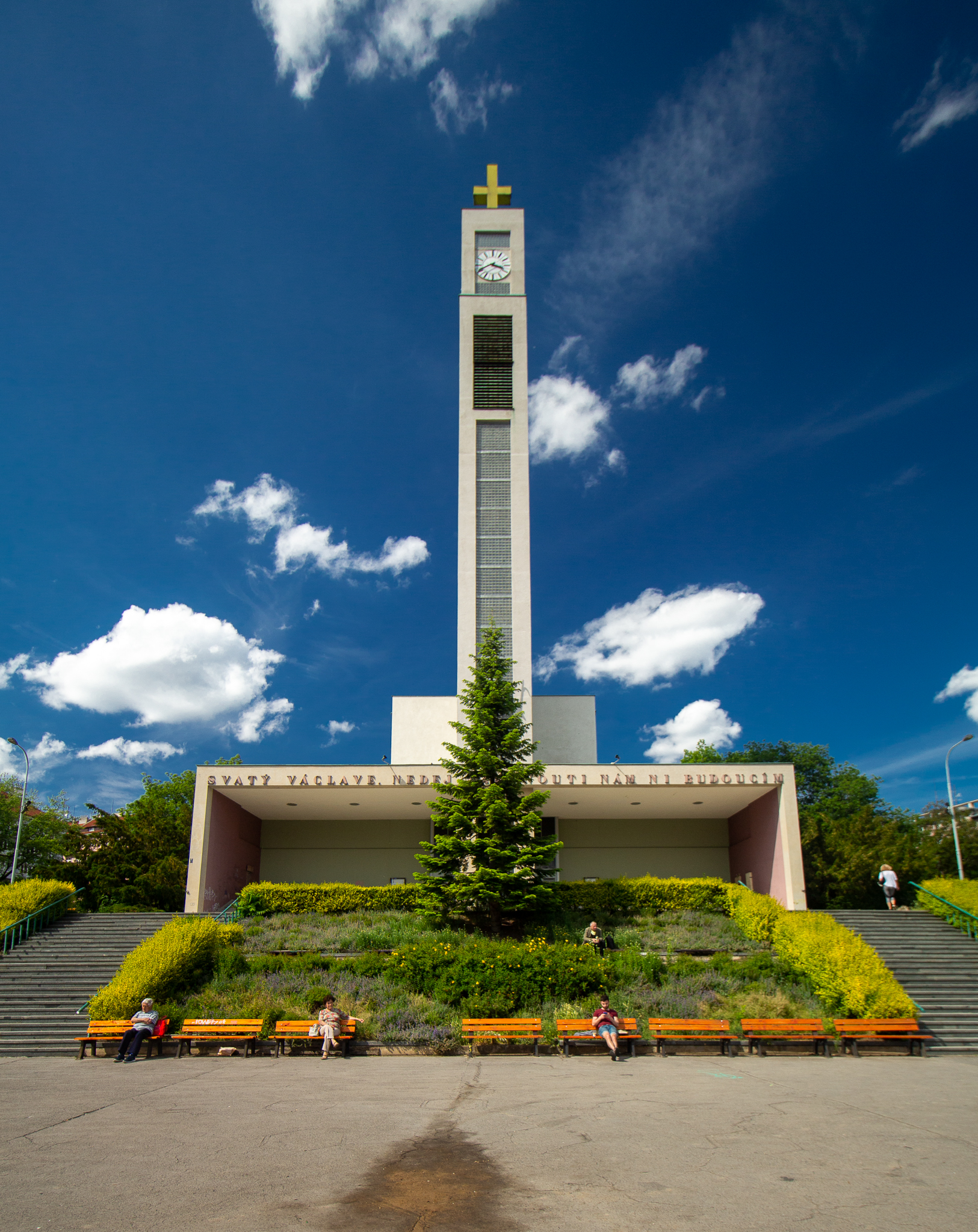
Église Saint-Venceslas.
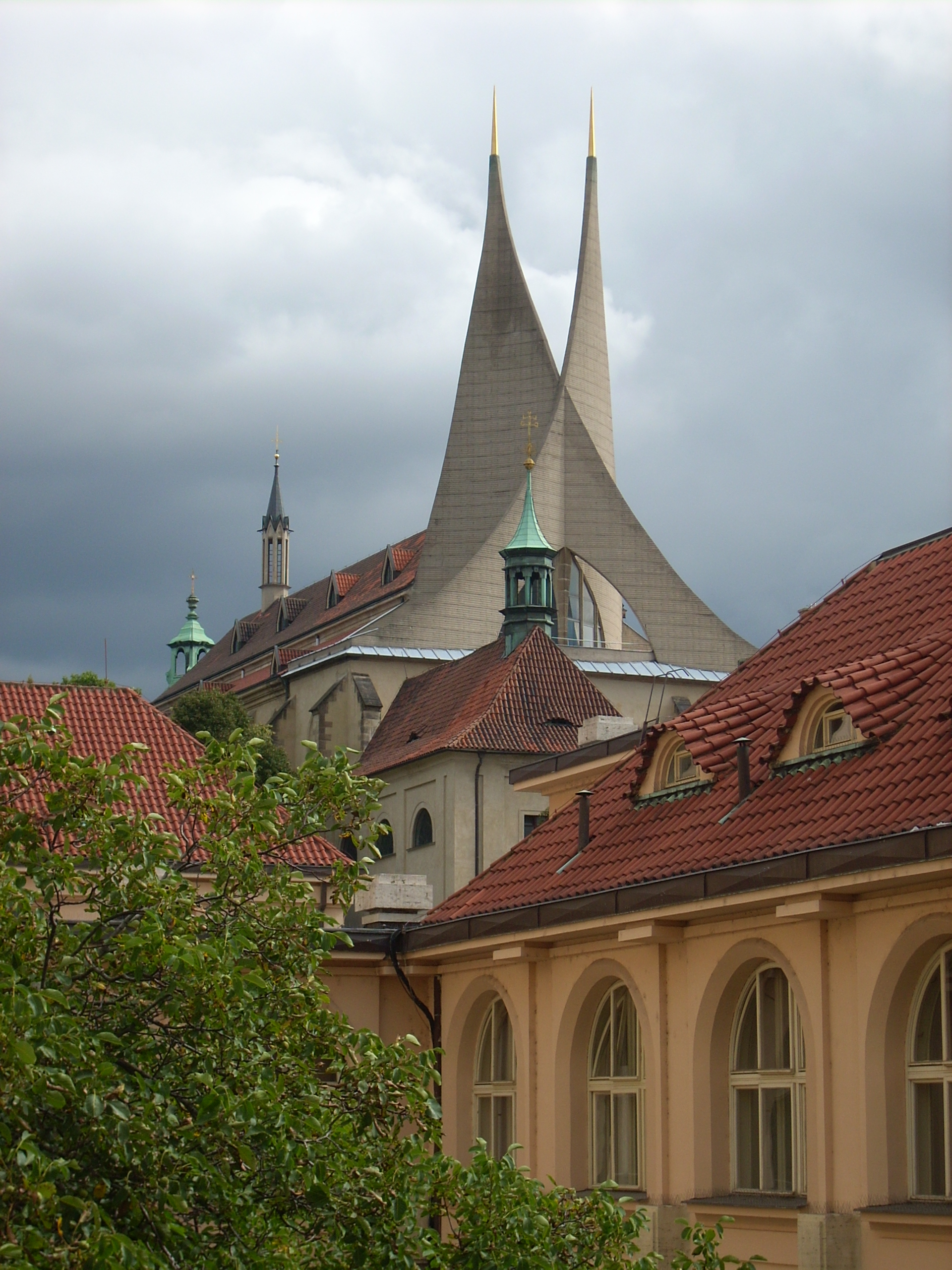
Cloître Emmaüs.
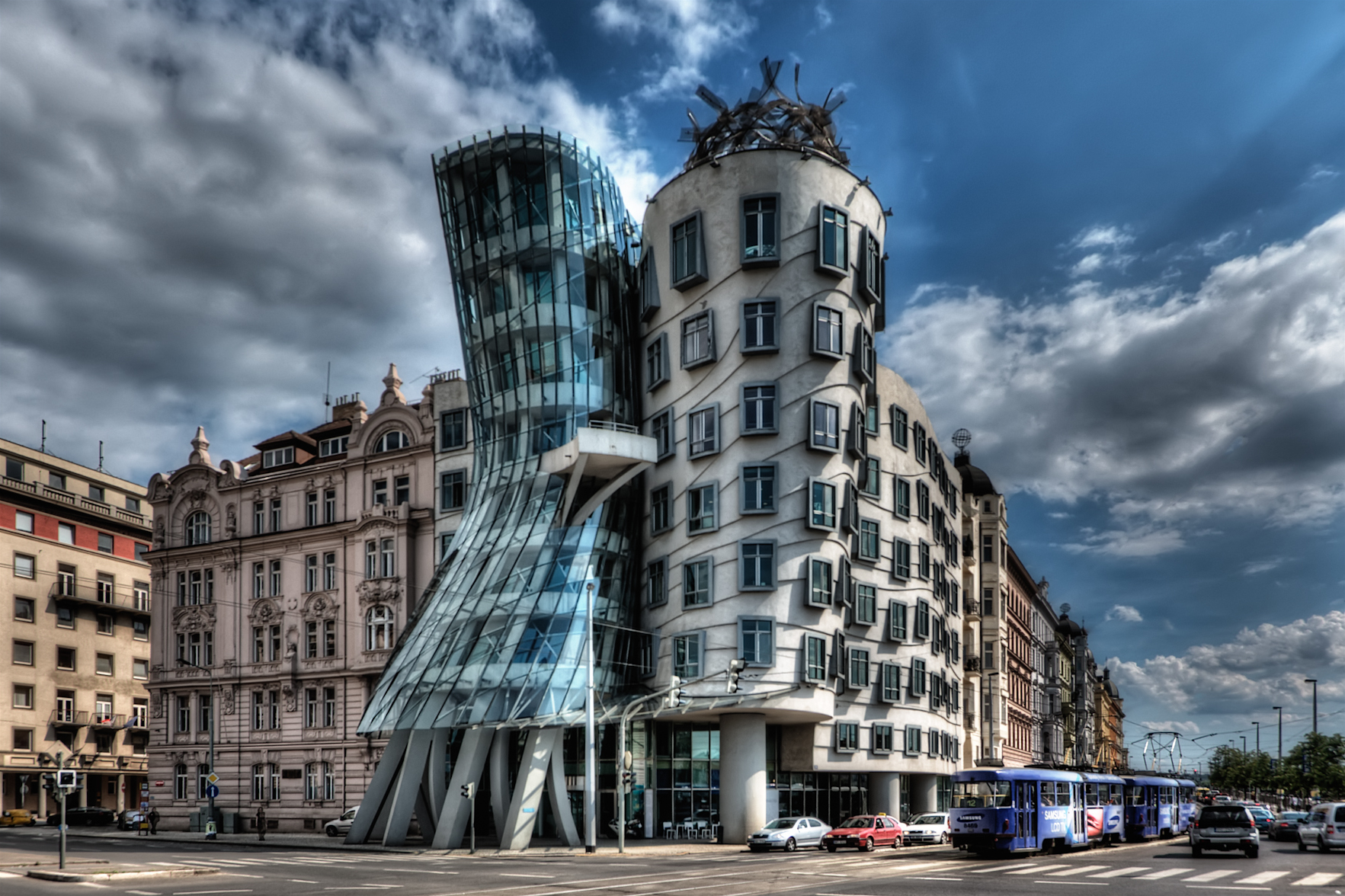
Maison dansante.

### Musique

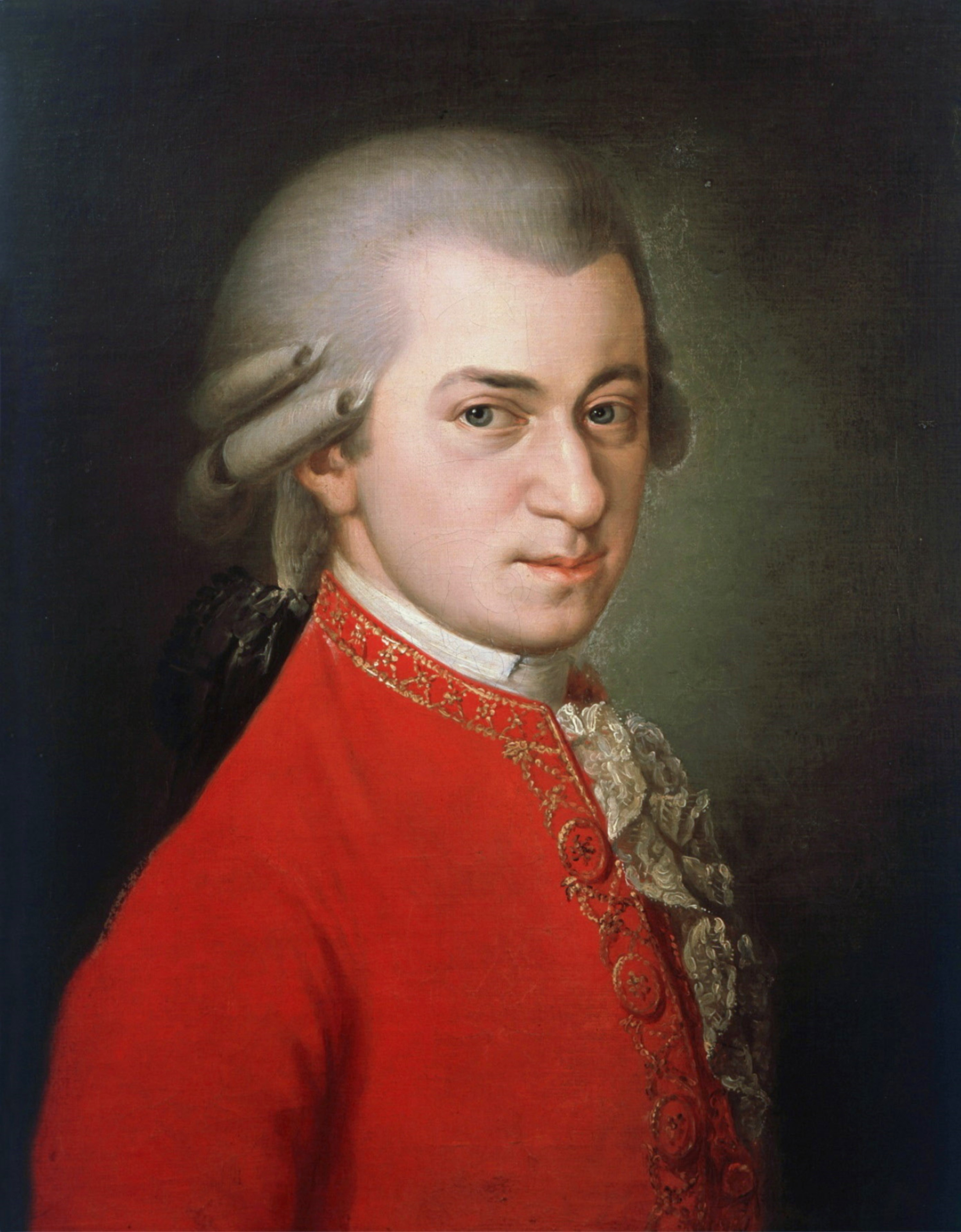
Mozart.

Un dicton tchèque affirme : « co Čech, to muzikant » (« En chaque Tchèque, un musicien »). Cette grande proximité avec le quatrième art résulte d'une longue histoire, commencée au Moyen Âge : les chants glorifient l'identité tchèque et les Hussites encouragent le chant des fidèles, en langue vernaculaire et non en latin ; cette atmosphère favorise l'émergence de nombreuses sociétés musicales. Au XVIe siècle, l'Église comme l'aristocratie stimulent l'éducation musicale et soutiennent même des paysans ; des orchestres privés (kapela) sont créés. On dit alors que « tous les Tchèques naissant avec un violon sous l'oreiller ». Au XIXe siècle, des sociétés sont créées pour soutenir les musiciens âgés ou les orphelins de père musicien et en 1811 est créé le premier conservatoire d'Europe. Des concerts publics (accueillant également des compositeurs étrangers comme Liszt ou Berlioz). La musique accompagne plus généralement la Renaissance nationale tchèque : les sociétés musicales se divisent entre Tchèques et Allemands ; la société Hlalol, dirigée par Bedřich Smetana, adopte pour devise « par le chant toucher au cœur ; par le cœur, la Nation » ; le Théâtre national est créé pour réunir les compositeurs et les musiciens tchèques.
« Prague, conservatoire de l'Europe » dit Charles Burnley en 1772. La musique joue un rôle de premier plan dans la vie culturelle de la capitale. Les salles de concert ou d'opéra sont nombreuses et illustrent l'antique concurrence que se faisaient les Tchèques et les Allemands pour la suprématie culturelle (et politique) de la ville. Le Théâtre national tchèque ouvre ses portes pour la première fois le 11 juin 1881 avec l'opéra Libuše de Bedřich Smetana ; incendié peu après son inauguration, il est reconstruit en un temps record et rouvert en 1883. L’Opéra d'État, autrefois connu sous le nom de Neuer Deutscher Theater est achevé pour damer le pion aux ambitions tchèques. Partagé entre les troupes tchèques et allemandes, le Théâtre des États reste surtout célèbre pour avoir été le lieu de la première du Don Giovanni de Wolfgang Amadeus Mozart le 29 octobre 1787. L'édification du Rudolfinum, aujourd'hui siège de l'Orchestre philharmonique tchèque, date de la même époque. Achevée en 1884, cette salle de concert est dédiée au prince héritier de l'Empire, Rodolphe d'Autriche. Antonín Dvořák y présente la Symphonie du Nouveau Monde en 1896. L’Orchestre symphonique de Prague préfère, pour sa part, jouer dans la salle Smetana de la Maison municipale construite dans le style de la sécession viennoise.
Quelques musées tentent d'expliquer au touriste de passage cette relation d'amour entre les Pragois et la musique : la villa Bertramka rappelle le passage de Mozart chez ses amis pragois et musiciens, Josefa Dušková et son époux František Dušek ; le musée Antonín Dvořák sis dans la villa Amerika de Kilian Ignace Dientzenhofer ; le musée Bedřich Smetana retrace les pas de cet autre géant de la musique tchèque ; le musée tchèque de la musique.

### Gastronomie
Prague étant un carrefour culturel important, un point de rencontre entre les cultures germaniques, slaves et juives, on y mange une cuisine d'Europe centrale riche et variée — en cela, la ville-capitale ne se distingue guère du reste du pays. Les auberges traditionnelles (hospoda) dégagent une « atmosphère semblable aux tavernes bavaroises avec ses massives pièces de viandes rôties, arrosées de bières amères et légères ». Parmi les spécialités culinaires tchèques que l'on peut y déguster, citons le smažený sýr (fromage pané frit généralement servi avec des frites), le svíčková na smetaně (bœuf mijoté aux légumes, à la crème et aux airelles) ou encore le gulaš, un ragoût de bœuf cousin du pörkölt hongrois (différent du goulash hongrois traditionnel qui est une soupe). En accompagnement, les incontournables knedlík (knödel), sorte de pains cuits à la vapeur servis en tranche en accompagnement des plats en sauce.

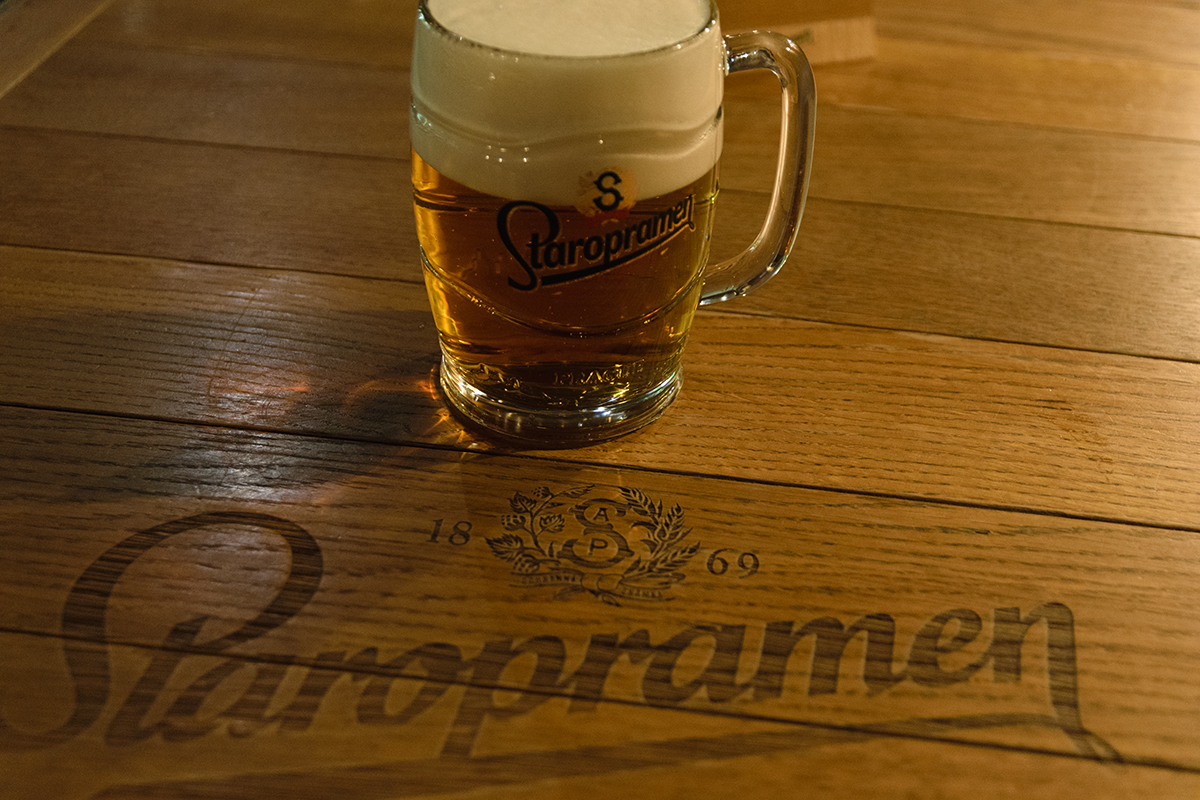
La bière Staropramen, brassée à Prague.

Au rayon des spécialités sucrés figure le trdelník, gâteau à la broche cuit au-dessus des braises dans de petits stands de la vieille-ville, fort prisé des touristes. Son origine à Prague est en réalité assez récente : en effet, il aurait essaimé dans les rues de la ville avec le développement du tourisme au début du XXIe siècle. Son origine remonte au kürtőskalács hongrois, originaire de Transylvanie d'où il aurait été ramené à Skalica, ville slovaque à la frontière avec la Moravie, au cours du XVIIe siècle. Parfumé à la cannelle, au chocolat ou encore au miel, il est devenu en quelques années un incontournable. Citons également le strudel aux pommes (štrůdl), les crêpes (palačinky) ou le medovnik, gâteau au miel, au biscuit, à la noisette et à la crème.
Parmi les boissons, la bière est la plus consommée. Les plus fréquentes sont la Pilsner Urquell, la Gambrinus (produites à Plzeň), la Kozel (Velkopopovický Kozel, soit le « bouc de Velké Popovice »), la Budweiser Budvar (produite à České Budějovice) et enfin la Staropramen, bière historiquement brassée à Smichov.

### Vie culturelle
Prague accueille chaque année plusieurs festivals, célébrations et compagnies culturelles, dans des domaines aussi variés que la musique, le théâtre, le cinéma, la danse ou le design.

#### Scène théâtrale

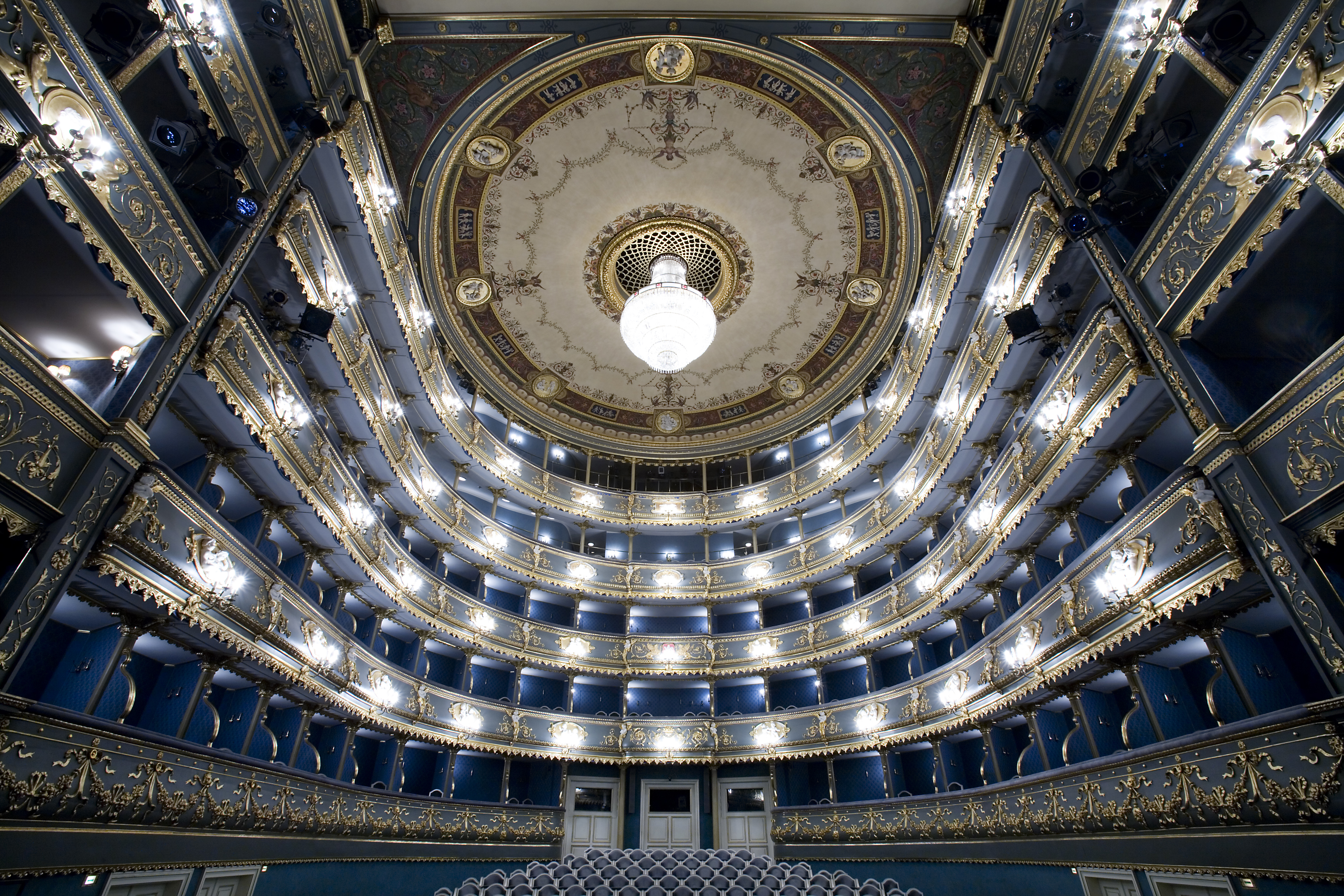
Théâtre des États.

Prague héberge une foule de théâtres dont le Théâtre national (Národní divadlo), symbole de la Renaissance nationale tchèque. Il se compose de trois ensembles : opéra, ballet et théâtre dont les représentations sont réparties entre le bâtiment historique, le théâtre des États (Stavovské divadlo) et le Théâtre Kolowrat. Le théâtre des États est le plus ancien de la ville, célèbre pour avoir vu la première représentation du Don Giovanni de Mozart le 29 octobre 1787 ; il accueille opéras, ballets et productions dramatiques. La ville accueille également le théâtre de Vinohrady, le Théâtre Švandovo (proposant un sous-titrage en anglais des pièces jouées), le Théâtre National de Marionnettes ou la Nouvelle scène, partie intégrante du Théâtre national accueillant notamment la Laterna magika, célèbre troupe musicale.
Prague est également célèbre pour ses représentations de Théâtre Noir, spectacle mêlant mime, danse, musique ; vêtus de noir, les artistes se déplacent sur une scène noire, rendant invisible tout ou partie de leur corps ou de certains objets. Ce type de théâtre laisse une part importante aux jeux de lumière et aux illusions d'optique : accessoires lumineux et phosphorescents, personnages donnant l'impression de flotter, etc. D'origine chinoise, ce théâtre est devenu l'une des spécialités de la capitale tchèque avec de nombreux lieux de représentation : Ta Fantastika, Divadlo Image, Théâtre Blanik, Théâtre Metro, etc..
Fin mai, le festival Fringe mêle musique, théâtre, danse et contes dans le quartier de Malá Strana.

#### Scène musicale
Chaque 12 mai débute le Printemps de Prague (Pražské jaro), prestigieux festival de musique classique — orchestre et musique de chambre —, en l'honneur de la disparition du compositeur Bedřich Smetana. Une procession s'élance de Vyšehrad vers la Maison municipale, où les festivités commencent par Má Vlast (Ma patrie). Il est suivi de l'Automne de Prague (Pražský podzim) accueillant notamment des orchestres allemands ou britannique au Rudolfinum.
Durant les mois d'août et septembre, l'Opéra national de Prague organise le festival de l'opéra italien. Celui-ci met en valeur les compositeurs lyriques italiens, au premier rang desquels Giuseppe Verdi.
En octobre ou novembre, le Festival international de jazz (Mezinárodní Jazzový Festival) accueille depuis 1964 au Reduta Jazz Club et au Lucerna Music Bar des musiciens internationaux aussi célèbres que Herbie Hancock, Acker Bilk, B.B. King, etc..
La ville propose également un festival de world music (United Island of Prague), mêlant rock, pop, Indie pop, musique électronique, world, folk & jazz. Il se déroule sur les îles de Kampa, Střelecký et Slovanský et dans certains clubs de la ville.

#### Cinéma
Prague abrite depuis 1931 les studios de Barrandov, parmi les plus grands d'Europe. De nombreuses productions tchèques y ont été tournées, dont le célèbre Amadeus de Milos Forman en 1984. Depuis la fin des années 1990, Prague est devenue un lieu de tournage populaire pour les productions internationales et, en particulier, hollywoodiennes (Mission Impossible, Casino Royale…). Contrairement à d'autres villes européennes, en effet, Prague n'a pas subi de graves dommages pendant la Seconde Guerre mondiale, et a donc également été utilisée pour reproduire d'autres villes européennes dans les périodes d'avant-guerre, notamment Berlin, Vienne et Londres. Une combinaison d'architecture, de faibles coûts, d'allégements fiscaux et d'infrastructures cinématographiques préexistantes a rendu la ville attrayante pour les sociétés de production cinématographique[réf. nécessaire].
Febiofest est un festival de cinéma organisé depuis 1993, le deuxième plus important du pays après celui de Karlovy Vary. Il présente des films en compétition comme des rétrospectives et hommages aux grands noms du septième art. Le festival de stature internationale a accueilli au cours des dernières années Olivier Assayas, Catherine Deneuve, Arnaud Desplechin, Claude Lelouch, Nanni Moretti, Roman Polanski, Volker Schloendorff, Tsai Ming-Liang ou encore Peter Weir.

#### Autres manifestations culturelles ou festivités
Le festival Tanec Praha (Danse Prague) de danse contemporaine et de théâtre de mouvement se tient chaque année depuis 1989 dans l'ensemble du pays et notamment en juin dans la capitale ; il présente tant des créations tous publics comme à destination des professionnels, des événements rassemblant les meilleurs danseurs mondiaux, des programmes pour les enfants, etc..
À la même période, le festival Khamoro, le plus grand événement de culture rom au monde, célèbre chaque année la culture rom, avec musique, danse et art traditionnels.
Designblok, le festival international de design, est le plus grand événement centreuropéen de design. Se déroulant au mois d'octobre depuis 1999, il présente tant les dernières tendances qu'une approche historique, avec séminaires, conférences, installations artistiques, etc..
Enfin, en mai se tient le festival tchèque de la bière (Český Pivní Festival), avec nourriture, boisson et musique à profusion.

#### Célébrations et commémorations
Au-delà de ces manifestations culturelles classiques, un certain nombre d'événements réunissent les Pragois :
- le 19 janvier, de nombreux Pragois se rassemblent place Venceslas devant le monument érigé à la mémoire de Jan Palach, l'étudiant qui s'est immolé par le feu en 1969 pour protester contre l'occupation soviétique à la suite de la répression du Printemps de Prague ;
- le carnaval (Masopust), vieille tradition interdite sous le régime communiste, voit la ville faire la fête, avec feux d'artifice et concerts du vendredi au mardi gras, jour du défilé masqué ;
- la fête foraine, dite foire de Saint Matthieu (Matějská pouť) prend place du 24 février jusqu'à Pâques au parc des expositions de Výstaviště ;
- le bûcher des sorcières (Pálení čarodějnic), correspondant à la Nuit de Walpurgis, dans la nuit du 30 avril au 1er mai, est une fête néo-païenne célébrant la fin de l'hiver. Des balais sont brûlés à Výstaviště et des feux allumés sur l'île de Kampa et sur la colline de Petřín.

#### Musées

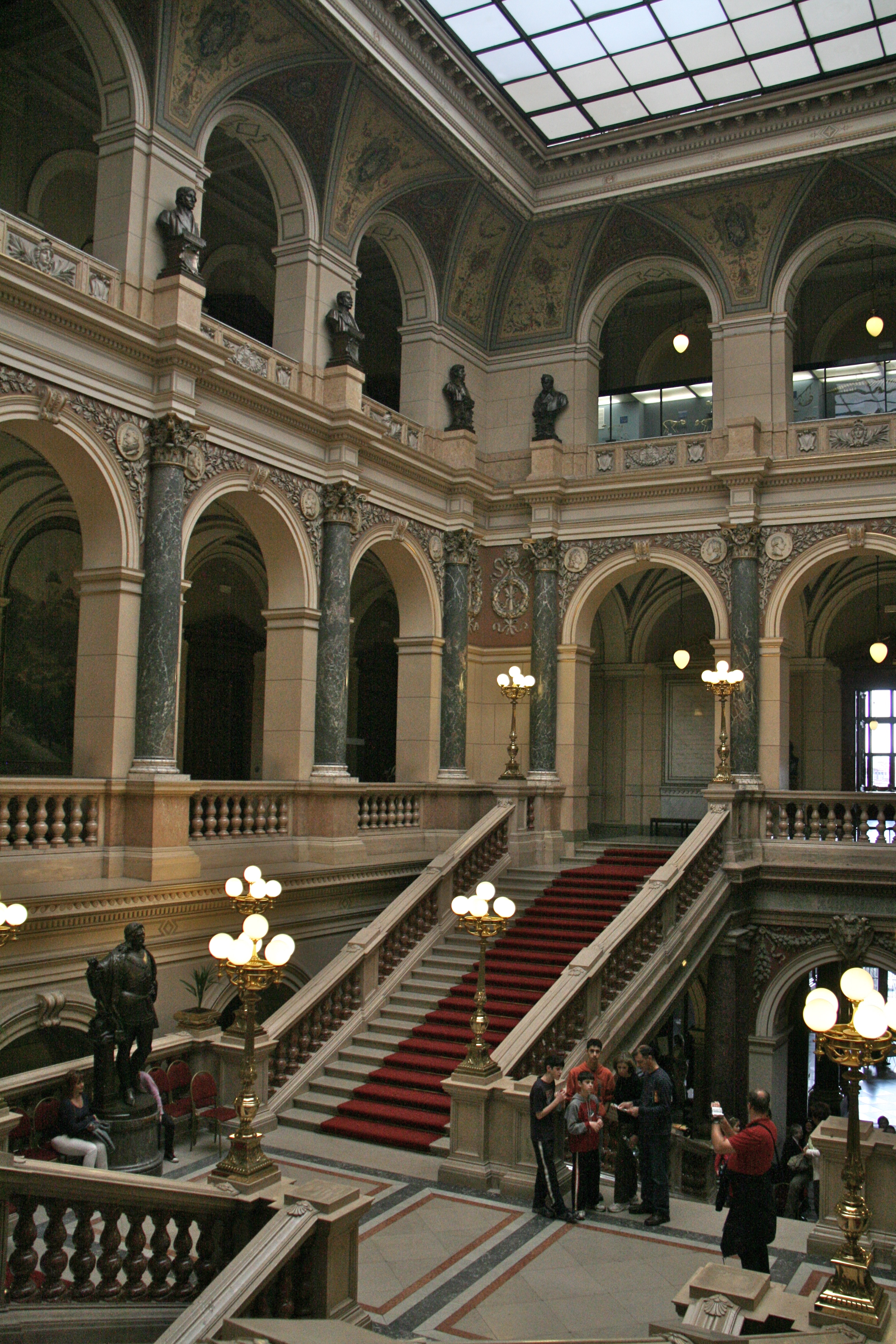
L'intérieur du Musée national.

On dénombre plusieurs centaines de musées à Prague. Parmi les plus importants figure le Musée national (Národní Muzeum). Il présente des collections concernant la préhistoire de Bohême, de Moravie et de Slovaquie, la minéralogie, la lithologie, la paléontologie, l'ostéologie, l'anthropologie, la zoologie, une collection de décorations et médailles. Celui-ci est réparti dans la ville entre le bâtiment historique de la place Venceslas et son homologue de la rue de Vinohrady et neuf autres lieux, à savoir le musée tchèque de la musique, le musée Vojtěch Náprstek des cultures d'Asie, d'Afrique et d'Amérique, le musée ethnographique, le mémorial de Vítkov, le musée Dvořák, le musée Smetana, le Lapidarium, le mémorial à Palacký et Rieger et enfin celui à Jaroslav Ježek.

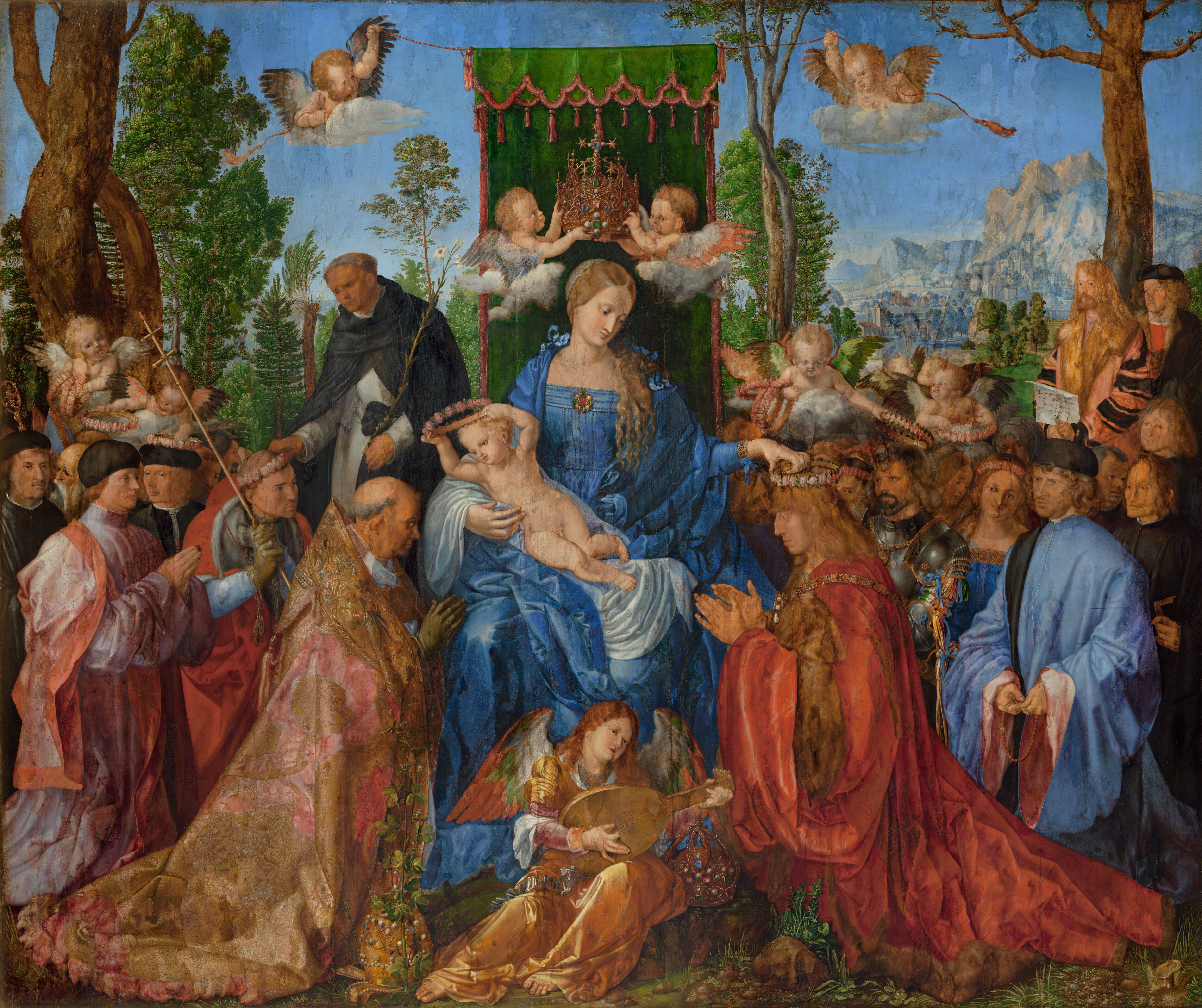
La Vierge de la fête du rosaire par Albrecht Dürer fait partie des collections de la Galerie nationale.

Les arts graphiques sont eux exposés par la Galerie nationale de Prague. Après le Louvre, il s'agit de la plus ancienne galerie d’art d’Europe qui rassemble des œuvres tchèques et internationales. Les salles d’exposition de la Galerie nationale sont situés dans divers bâtiments : le couvent Sainte-Agnès de Bohême, le Palais Kinský, le palais Salm, le palais Schwarzenberg, le palais Sternberg, le palais Wallenstein et le palais des foires et expositions. Le couvent Sainte-Agnès (Anežský klášter) est consacré aux arts médiévaux de Bohême et d’Europe centrale, jusqu'au XVIe siècle ; le palais des foires et expositions (Veletržní Palác) à l’art moderne et contemporain ; le palais Sternberg (Šternberský palác) à l'art européen de l'Antiquité au baroque,.
Issu d'une collection privée et exposant les artistes contemporains, le musée Kampa permet de découvrir, entre autres, František Kupka, l'un des créateurs de l'abstraction au début du XXe siècle ou Otto Gutfreund, auteur de la première sculpture cubiste. La Maison à la Vierge noire (Dům U černé matky Boží), appartenant au Musée des arts décoratifs présente les œuvres et objets du cubisme tchèque. Proche de la Maison municipale, le musée Mucha propose quant à lui une collection d'œuvres et une histoire de la vie du peintre tchécoslovaque emblématique de l'Art nouveau Alfons Mucha.
Parmi les nombreux autres musées, citons le musée de la ville de Prague, le musée juif — comprenant la visite du cimetière juif et de quatre synagogues ; Hitler voulant faire de Prague le « musée de la race disparue », le musée juif de Prague a hérité des collections amassées à l'époque —, la villa Bertramka (maison de Mozart), le musée national des techniques, le musée des arts décoratifs, le musée du communisme ou encore le musée de l'armée.

### Personnalités liées à Prague
Centre économique et culturel de la Bohême, Prague a attiré ou vu la naissance de nombreuses personnalités, parmi lesquelles :
- Charles IV du Saint-Empire (1316-1378), empereur des Romains, roi de Bohême, fondateur de la nouvelle-ville, du pont qui porte son nom et de l’université de Prague[GV 12].
- Antonín Dvořák (1841-1904), compositeur pragois, auteur de la Symphonie du Nouveau Monde[GV 32].
- Václav Havel (1936-2011), dramaturge et essayiste pragois, dissident puis homme d'État tchécoslovaque et tchèque[GV 33].
- Reinhard Heydrich (1904-1942), « vice-gouverneur » de la Bohême Moravie nazie, assassiné par des résistants parachutistes tchèques à Prague[GV 34].
- Bohumil Hrabal (1914-1997), écrivain pragois[75].
- Jan Hus (entre 1369 et 1373-1415), théologien, universitaire et réformateur religieux pragois[GV 35].
- Franz Kafka (1883-1924), écrivain de langue allemande né à Prague, auteur du Procès ou de La métamorphose[76].
- Josef Koudelka (1938-), photographe franco-tchèque, il a notamment couvert l'invasion de la ville en 1968[77].
- Milan Kundera (1929-2023), écrivain de langue tchèque et française, auteur de L'insoutenable légèreté de l'être ; il quitte Prague après 1968[78].
- Tomáš Masaryk (1850-1937), enseignant à l'université Charles, premier président de la République tchécoslovaque[GV 33].
- Gustav Meyrink (1868-1932), écrivain, il évoque Prague dans ses romans les plus célèbres, notamment Le Golem[79].
- Wolfgang Amadeus Mozart (1756-1791), compositeur autrichien, il séjourne à Prague où il compose Don Giovanni[GV 31]. Il dédie également à la ville sa symphonie no 38, en remerciement de l'accueil que celle-ci lui a réservé[80].
- Alfons Mucha (1860-1939), peintre et affichiste pragois emblématique de l’Art nouveau, ses vitraux ornent la cathédrale Saint-Guy[GV 36].
- Martina Navrátilová (1956-), joueuse de tennis née à Prague, considérée comme l'une des meilleures joueuses de l'histoire de ce sport[81].
- Jan Patočka (1907-1977), philosophe et intellectuel pragois victime du régime communiste[82].
- Leo Perutz (1882-1957), écrivain de langue allemande né à Prague[83], il évoque la ville dans son roman La Nuit sous le pont de pierre[84].
- Rainer Maria Rilke (1875-1926), écrivain de langue allemande né à Prague, il évoque la ville dans plusieurs de ses écrits[85].
- Rodolphe II (1552-1612), empereur des Romains, mécène, il fait de Prague la capitale de l'Empire[H 17].
- Jaroslav Seifert (1901-1986), poète et dissident pragois, il obtient le prix Nobel de littérature en 1984[86].
- Bedřich Smetana (1824-1884), compositeur pragois, auteur de Vltava (également connu sous le nom germanisé de La Moldau)[GV 37].
- Emil Zátopek (1922-2000), athlète pragois, considéré comme l'un des plus grands coureurs de tous les temps[87].

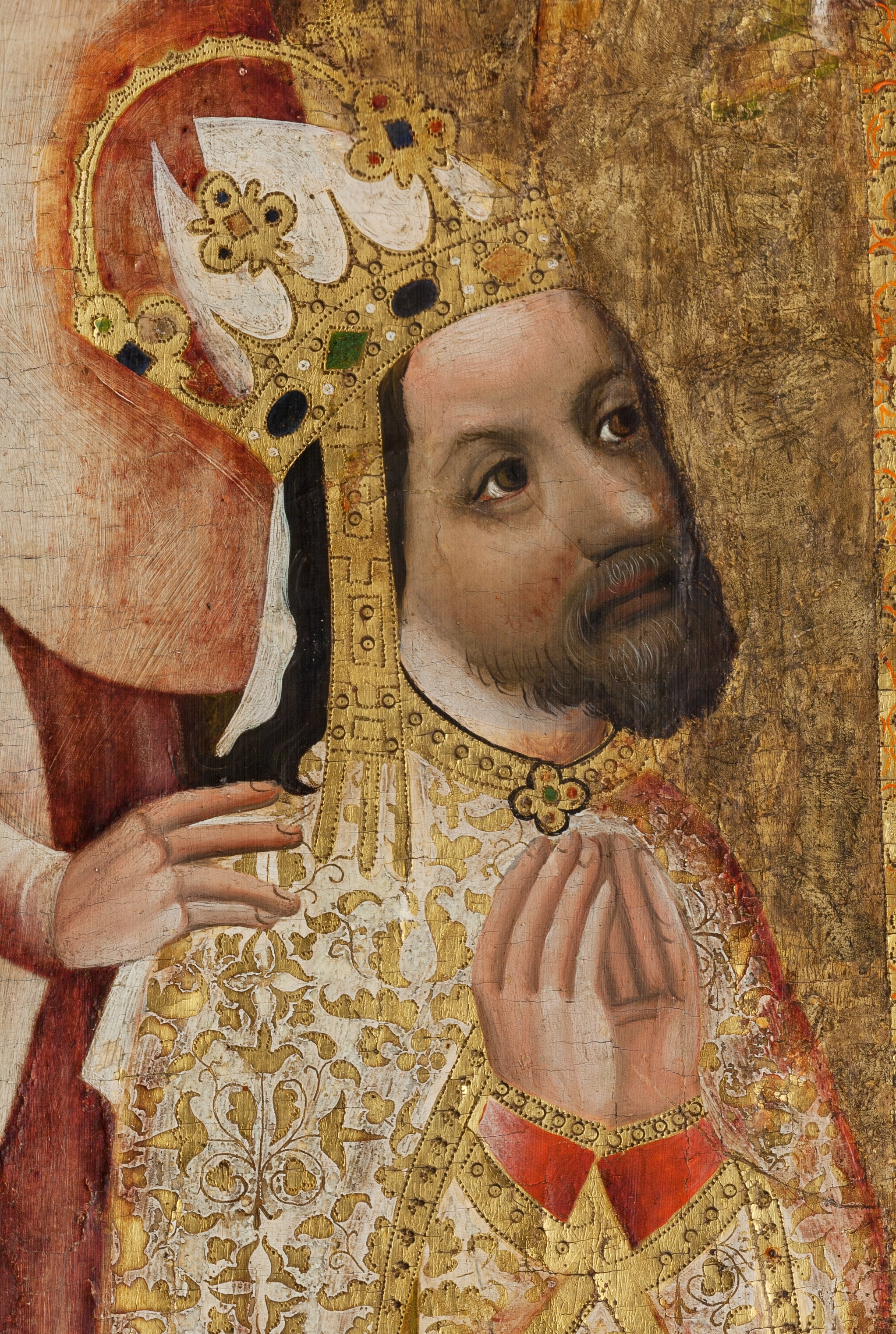
Charles IV.
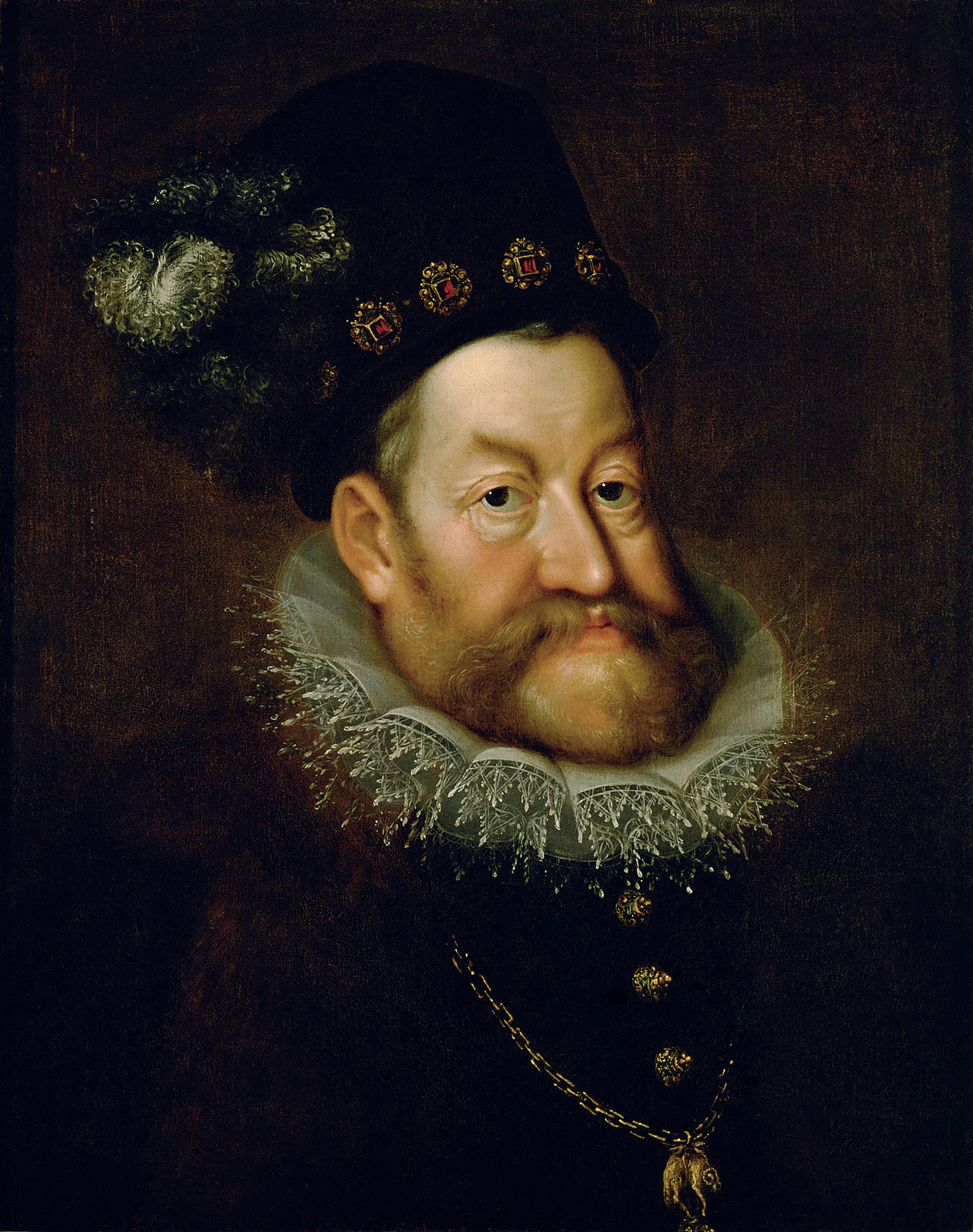
Rodolphe II.
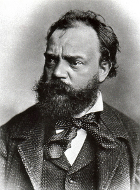
Antonin Dvořák.
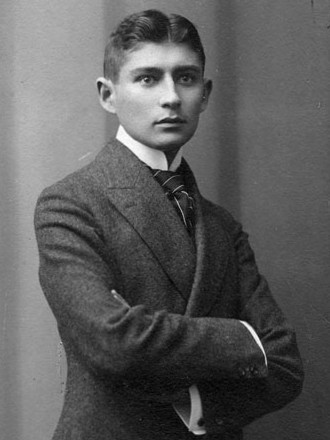
Franz Kafka.
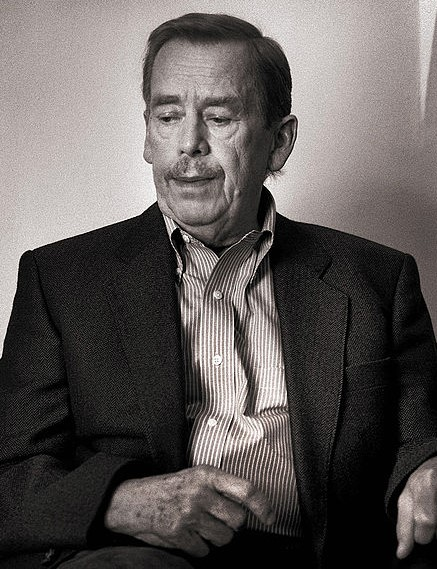
Václav Havel.

### Héraldique, logotype et devise
| Armoiries principales de Prague. | Armoiries actuelles de Prague, approuvées par le conseil municipal le 21 février 1991. Les armes comportent en outre deux ensembles de douze drapeaux, correspondant respectivement aux drapeaux des quartiers de Nové Město, Hradčany, Vyšehrad, Libeň, Bubeneč, Košíře, Smíchov, Vršovice, Žižkov, Uhříněves, Horní Počernice et Zbraslav (à droite) et de Staré Město, Malá Strana, Josefov, Holešovice-Bubny, Břevnov, Karlín, Nusle, Královské Vinohrady, Vysočany, Modřany, Radotín et Dubeč (à gauche), soit les villes et communes dont la fusion alors récente (ces armoiries ayant été élaborées en 1926) a formé la Grande Prague. Les lions supportant l'écu rappellent que Prague est en étroite relation avec les pays tchèques et soulignent leur apport à celle-ci. La devise actuelle, Praga Caput Rei publicae (soit Prague, capitale de la République) remplace la devise médiévale de Praga Caput Regni (Prague, capitale du Royaume) et la devise utilisée de 1927 à 1991 Praha matka měst (en latin Praga mater urbium, soit Prague, mère des villes). La devise Praha matka měst signifiait que la ville doit protéger l'indépendance de l'État tchécoslovaque et travailler à sa prospérité. |

| Armoiries principales de Prague sous la République socialiste tchécoslovaque. | Pendant la période communiste, la République socialiste tchécoslovaque a modifié les armoiries. Elles étaient alors surmontées d'une étoile rouge. On note également qu'antérieurement à 1991, le lion porte un écu aux armes de la Slovaquie. |

| Armes secondaires de la ville de Prague. | Armoiries secondaires de la ville, qui ne sont autres que l'écu des armoiries principales. Elles peuvent se blasonner ainsi : De gueule à la muraille d'or et aux créneaux d'argent, maçonnée de sable, ouverte de sable aux battants tannés, hersée d'or et au dextrochère paré d'argent, sommée de trois tours aussi d'or et maçonnées de sable, ajourées de sable, portant créneaux et toits d'or. Ce bras armé représenterait la défense de la ville avant l'envahissement par les troupes suédoises lors de la guerre de Trente Ans. |

| Drapeau de Prague. | Établi par décret le 28 avril 2004, le drapeau de Prague reprend les couleurs des armes de la ville, le jaune et le rouge, en deux bandes horizontales d'égale largeur. |

| Logotype de Prague | Logotype de Prague, créé par Aleš Najbrt en 2002 pour le compte de la municipalité. |

## Pour approfondir